# 徳島市
徳島市（とくしまし）は、徳島県の東部に位置する市。徳島県の県庁所在地及び最大の都市であり2018年12月18日から中枢中核都市として指定されている。
徳島市のブランドステートメントは、わくわく実感！　水都とくしま。
都道府県庁所在地の中では那覇市に次いで面積が狭く、人口密度は広島市に匹敵する。

## 概要
徳島市は江戸時代に徳島藩の城下町として栄え、幕末には藍産業の発展で国内で人口が上位10位に入る城下町となった。徳島県の政治・経済・文化の中心都市であり、地理的には「四国三郎」と呼ばれる吉野川の河口に位置し、紀伊水道に面している。全国の県庁所在地の中では、政令指定都市・中核市・施行時特例市に指定されていないのは徳島市・津市・山口市のみである（県内最大都市の中では徳島市が全国で唯一である）。
古来より近畿地方との繋がりが深く、現在でも神戸淡路鳴門自動車道や関西地方のテレビやラジオを通じて人的・物的・経済的な交流が盛んである。明石海峡大橋の開通後は買い物客の神戸・大阪への流出も激しく、2020年に徳島駅前にあったそごう徳島店が閉店したことで、山形県とともに県内に百貨店が存在しない県となった（その後跡地の一部にサテライトショップの三越徳島が出店）。
毎年8月のお盆期間に開催される当市の阿波踊り（徳島市阿波おどり）は江戸時代より約400年の歴史がある日本の著名な伝統芸能の一つであり、阿波踊り期間中の4日間に日本国内外から約130万人の観光客が訪れる。

## 地理
吉野川河口に位置し、その三角州上に発達した都市である。当市内には134の川が流れる。当市の大半は徳島平野に位置し平坦であるが、ほぼ中央には当市のシンボルである眉山がそびえ、風光明媚な景観を創り出している。南部は山林が広がる山間部となっている。

### 広袤（こうぼう）
国土地理院地理情報 によると徳島市の東西南北それぞれの端は以下の位置で、東西の長さは19.33km、南北の長さは19.44kmである。

徳島市中心部周辺の空中写真。
2009年4月29日撮影の52枚を合成作成。。

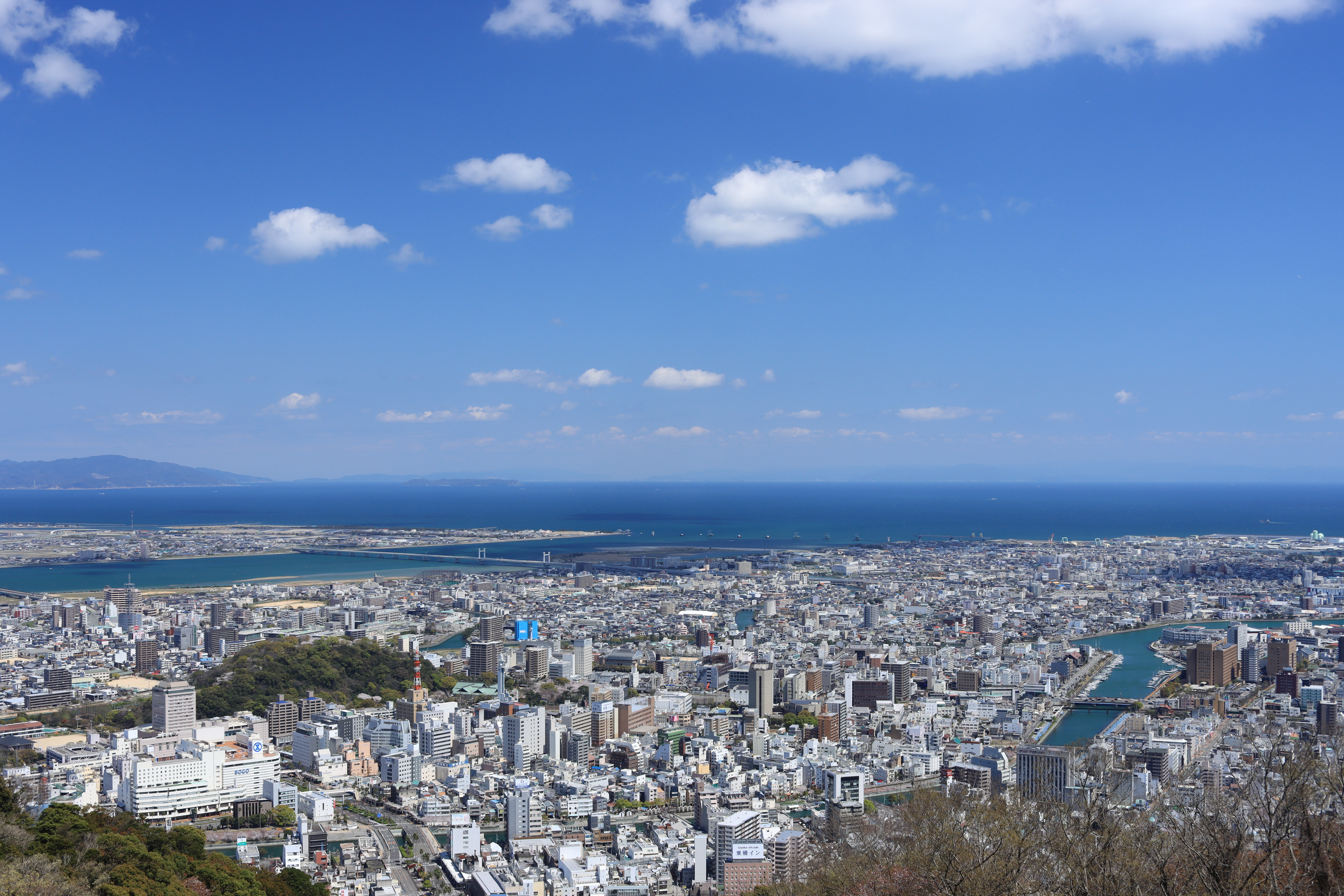
眉山山頂から臨む高層建築物が建ち並ぶ徳島市街地

市内の各地区は、徳島城跡や徳島駅のあるひょうたん島（内町地区）を中心とすると、東西南北に次のように位置している。
- 東：渭東、沖洲地区があって紀伊水道に面する。
- 西：佐古、加茂名地区があって鮎喰川に接する。
- 南：東富田、西富田、昭和、八万地区があって、園瀬川に接する。
- 北：渭北、加茂地区があって吉野川に接する。

また、内町地区より新町川を挟んで眉山寄りには新町地区があり、この2地区を合わせて中心市街地と定義されている。
さらに、各河川を超えると、次の地区がある。
- 鮎喰川より西または北：不動（吉野川にはさまれる。）、国府、北井上、南井上地区
- 園瀬川より南：津田（紀伊水道に面する。）、勝占、多家良地区
- 吉野川より北：川内、応神地区

そして、鮎喰川の中上流域に上八万ならびに入田地区が広がる。
|                                                                          | 北端 北緯34度7分50秒 東経134度34分37秒 / 北緯34.13056度 東経134.57694度 ↑    |                                                                          |
| 西端 北緯34度2分54秒 東経134度25分21秒 / 北緯34.04833度 東経134.42250度← | 中心点 北緯34度2分34.5秒 東経134度31分38秒 / 北緯34.042917度 東経134.52722度 | 東端 →北緯34度2分18秒 東経134度37分55秒 / 北緯34.03833度 東経134.63194度 |
|                                                                          | ↓ 南端 北緯33度57分19秒 東経134度32分9秒 / 北緯33.95528度 東経134.53583度    |                                                                          |

### 隣接している自治体
- 徳島県
  - 小松島市
  - 板野郡：藍住町、北島町、松茂町
  - 勝浦郡：勝浦町
  - 名西郡：石井町、神山町
  - 名東郡：佐那河内村
- 和歌山県
  - 和歌山市（紀伊水道を挟んで隣接）[要検証 – ノート]

### 主な山

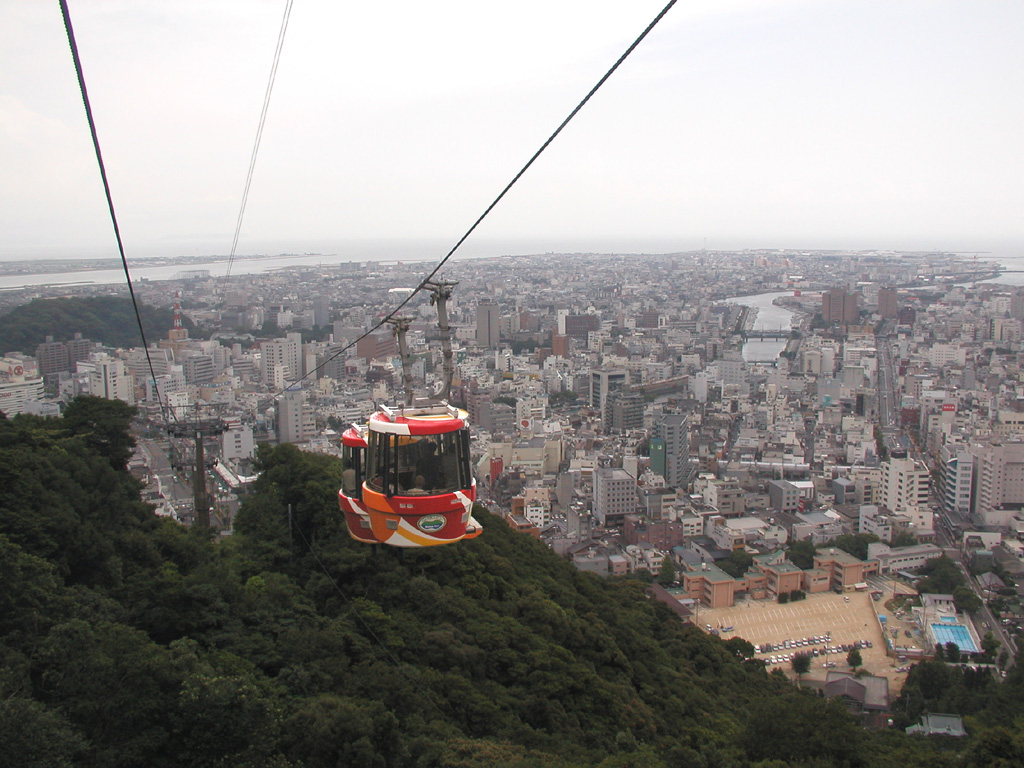
眉山ロープウェイ

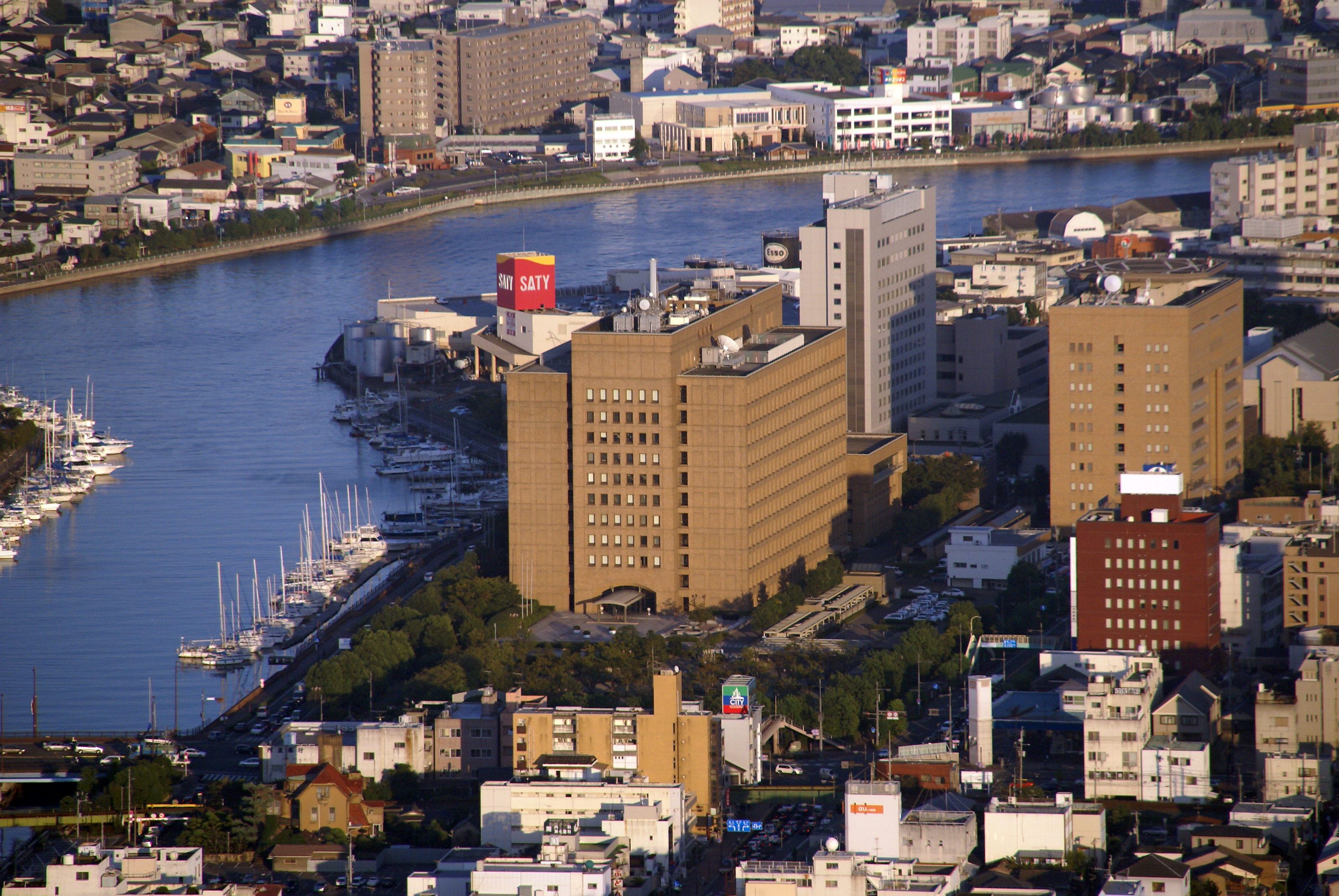
新町川（手前）と助任川の合流点。写真中央の建物は徳島県庁舎。

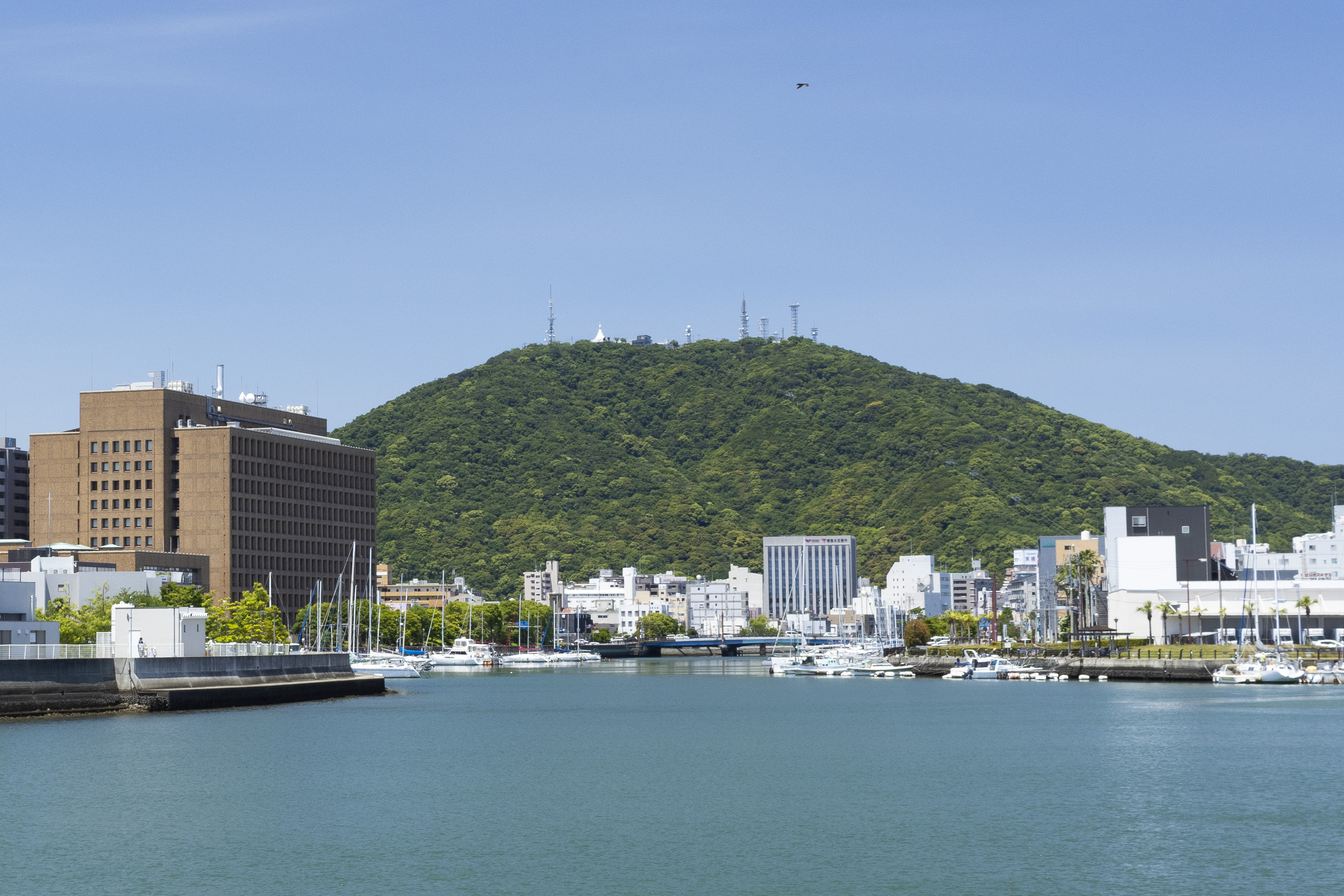
眉山
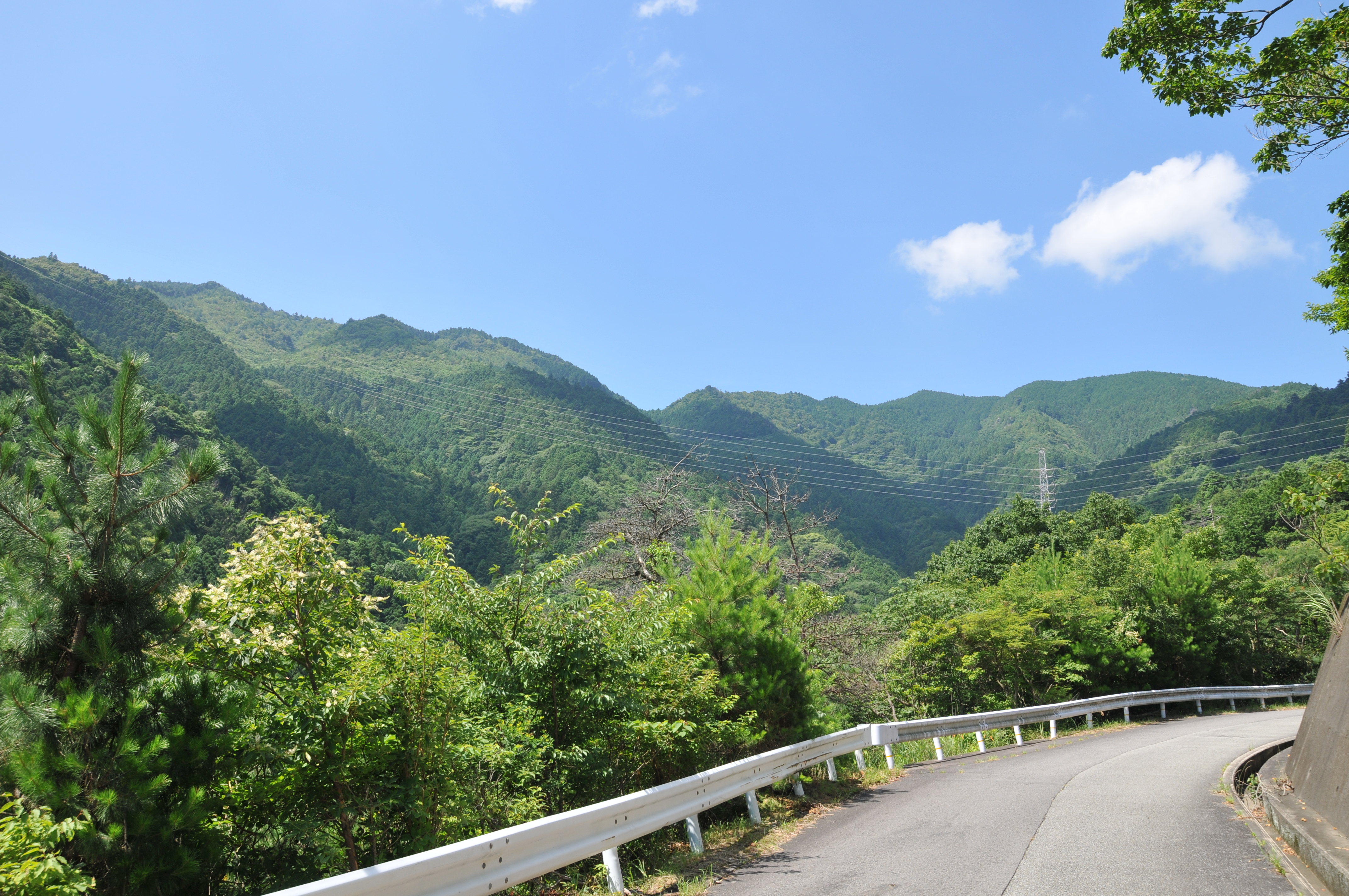
中津峰山
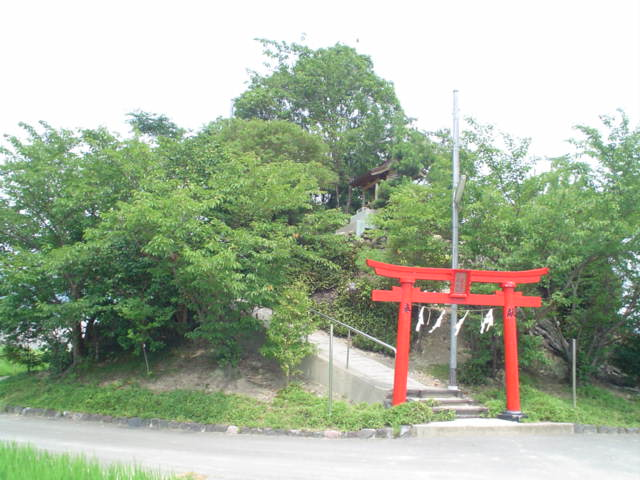
弁天山
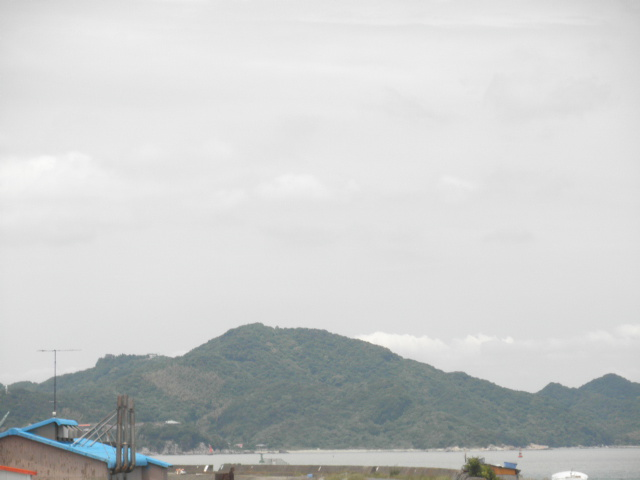
日峯山

| 山       | 標高  | 備考                                           |
| -------- | ----- | ---------------------------------------------- |
| 眉山     | 277m  | 映画『眉山-びざん-』の舞台                     |
| 城山     | 062m  | 徳島城跡                                       |
| 中津峰山 | 773m  | 当市内で最も高い                               |
| 西竜王山 | 495m  | 山内には徳島県立神山森林公園がある             |
| 東竜王山 | 408m  | 西竜王山の東部に位置している                   |
| 弁天山   | 6.1m  | 自然の山としては日本一低い                     |
| 平石山   | 648m  | 当市と勝浦郡勝浦町の境界に位置する山           |
| 古田山   | 660m  | 当市と名東郡佐那河内村の境界に位置する山       |
| 負出山   | 346m  | 当市と名東郡佐那河内村の境界に位置する山       |
| 日峰山   | 191m  | 当市と小松島市の境界に位置する山               |
| 津田山   | 077m  | 阿波狸合戦ゆかりの地                           |
| 気延山   | 212m  | 源義経ゆかりの地                               |
| 辰ヶ山   | 197m  | 名東郡旧国府町と名西郡入田村の境界に位置する山 |
| 向寺山   | 190m  | 山内には徳島県文化の森総合公園がある           |
| 七ッ山   | 9.0m  | 徳島県第2位の低山                              |
| 熊山     | 41.0m | 徳島県第4位の低山                              |

- 眉山
- 中津峰山
- 弁天山
- 日峯山

### 主な川
| 水系     | 本川                     | 支流                                                                       |
| -------- | ------------------------ | -------------------------------------------------------------------------- |
| 吉野川   | 鮎喰川                   | 飯尾川、赤池川、逆瀬川、西大堀川、東大堀川、船戸谷川、福正谷川、金治谷川   |
| 吉野川   | 新町川                   | 助任川、田宮川、佐古川、沖洲川、大岡川、興源寺川、住吉島川                 |
| 吉野川   | 園瀬川                   | 御座船入江川、冷田川、大松川、新川、多々羅川、千切山川、星河内谷川、長谷川 |
| 吉野川   | 今切川                   | 榎瀬江湖川、宮島江湖川                                                     |
| 吉野川   | 正法寺川                 | -                                                                          |
| 勝浦川   |                          |                                                                            |
| 日浦谷川 | -                        |                                                                            |
| 八多川   | 夏焼谷川、仕出川、金谷川 |                                                                            |
| 打樋川   | -                        |                                                                            |
| 廃河川   | 寺島川                   | -                                                                          |

### その他
- 峠 - 地蔵越、あづり越、婆羅尾峠
- 池 - 舌洗池
- 滝 - 八多五滝、建治の滝、七釜、鳴滝、白糸の滝
- 島 - ひょうたん島、マリンピア沖洲
- 海 - 小松海岸、沖洲海岸、大神子海岸、小神子海岸

## 気候
市街地は瀬戸内海式気候と南海型太平洋側気候のちょうど境目に位置している。南海上の湿った気流による影響が大きい点から、南海型太平洋側気候に分類されることがある。ただ降水日数や年降水量から見ると、瀬戸内海式気候が明瞭である。西日本では珍しい、梅雨よりも秋雨や台風での降水量が多い地域である。
空梅雨の年、台風襲来のない年は、瀬戸内側の他の地域と同様に降水量が少なくなる。しかし、夏から秋に特に台風で雨量が集中すると、南海型太平洋側気候の地域とほとんど変わらない降水量を記録する事も珍しくなく、年によって降水量が大きく異なる。
典型的な海洋性気候で年間を通じて温暖であり、降霜や冬日（日最低気温0℃未満の日）はごく稀であり、冬季の最低気温の平均は四国4県の県庁所在地中で一番高い。
また日照時間は全国的に見て長い方であり、県庁所在地47地点中で第9位である。
年平年値（1991年から2020年の平均値）は、気温：16.8℃、降水量：1,619.9mm（最多雨月9月：271.2mm、最少雨月1月:41.9mm）、日照時間：2,106.8時間、1mm以上の降水日数:97.5日/年である。
| 徳島市（1991年 - 2020年）の気候 | 徳島市（1991年 - 2020年）の気候 | 徳島市（1991年 - 2020年）の気候 | 徳島市（1991年 - 2020年）の気候 | 徳島市（1991年 - 2020年）の気候 | 徳島市（1991年 - 2020年）の気候 | 徳島市（1991年 - 2020年）の気候 | 徳島市（1991年 - 2020年）の気候 | 徳島市（1991年 - 2020年）の気候 | 徳島市（1991年 - 2020年）の気候 | 徳島市（1991年 - 2020年）の気候 | 徳島市（1991年 - 2020年）の気候 | 徳島市（1991年 - 2020年）の気候 | 徳島市（1991年 - 2020年）の気候 |
| 月                              | 1月                             | 2月                             | 3月                             | 4月                             | 5月                             | 6月                             | 7月                             | 8月                             | 9月                             | 10月                            | 11月                            | 12月                            | 年                              |
| ------------------------------- | ------------------------------- | ------------------------------- | ------------------------------- | ------------------------------- | ------------------------------- | ------------------------------- | ------------------------------- | ------------------------------- | ------------------------------- | ------------------------------- | ------------------------------- | ------------------------------- | ------------------------------- |
| 最高気温記録 °C （°F）          | 22.5 (72.5)                     | 23.2 (73.8)                     | 26.4 (79.5)                     | 30.1 (86.2)                     | 32.9 (91.2)                     | 35.7 (96.3)                     | 38.4 (101.1)                    | 38.2 (100.8)                    | 36.2 (97.2)                     | 33.4 (92.1)                     | 27.1 (80.8)                     | 26.7 (80.1)                     | 38.4 (101.1)                    |
| 平均最高気温 °C （°F）          | 10.0 (50)                       | 10.8 (51.4)                     | 14.3 (57.7)                     | 19.6 (67.3)                     | 24.0 (75.2)                     | 26.8 (80.2)                     | 30.6 (87.1)                     | 32.3 (90.1)                     | 28.5 (83.3)                     | 23.1 (73.6)                     | 17.7 (63.9)                     | 12.5 (54.5)                     | 20.9 (69.6)                     |
| 日平均気温 °C （°F）            | 6.3 (43.3)                      | 6.8 (44.2)                      | 9.9 (49.8)                      | 15.0 (59)                       | 19.6 (67.3)                     | 23.0 (73.4)                     | 26.8 (80.2)                     | 28.1 (82.6)                     | 24.8 (76.6)                     | 19.3 (66.7)                     | 13.8 (56.8)                     | 8.7 (47.7)                      | 16.8 (62.2)                     |
| 平均最低気温 °C （°F）          | 2.9 (37.2)                      | 3.1 (37.6)                      | 5.8 (42.4)                      | 10.6 (51.1)                     | 15.6 (60.1)                     | 19.8 (67.6)                     | 23.9 (75)                       | 24.9 (76.8)                     | 21.6 (70.9)                     | 15.9 (60.6)                     | 10.1 (50.2)                     | 5.2 (41.4)                      | 13.3 (55.9)                     |
| 最低気温記録 °C （°F）          | −5.4 (22.3)                     | −6.0 (21.2)                     | −3.6 (25.5)                     | −0.7 (30.7)                     | 4.6 (40.3)                      | 9.7 (49.5)                      | 15.3 (59.5)                     | 16.6 (61.9)                     | 11.9 (53.4)                     | 4.5 (40.1)                      | −1.3 (29.7)                     | −4.3 (24.3)                     | −6.0 (21.2)                     |
| 降水量 mm （inch）              | 41.9 (1.65)                     | 53.0 (2.087)                    | 87.8 (3.457)                    | 104.3 (4.106)                   | 146.6 (5.772)                   | 192.6 (7.583)                   | 177.0 (6.969)                   | 193.0 (7.598)                   | 271.2 (10.677)                  | 199.5 (7.854)                   | 89.2 (3.512)                    | 63.9 (2.516)                    | 1,619.9 (63.776)                |
| 降雪量 cm （inch）              | 1 (0.4)                         | 1 (0.4)                         | 0 (0)                           | -                               | -                               | -                               | -                               | -                               | -                               | -                               | -                               | 0 (0)                           | 2 (0.8)                         |
| 平均降水日数 （≥0.5mm）         | 6.5                             | 7.1                             | 10.3                            | 10.1                            | 9.7                             | 13.2                            | 11.2                            | 9.0                             | 11.4                            | 9.4                             | 7.7                             | 6.5                             | 112.2                           |
| % 湿度                          | 61                              | 61                              | 61                              | 62                              | 67                              | 75                              | 77                              | 73                              | 72                              | 69                              | 66                              | 63                              | 67                              |
| 平均月間日照時間                | 160.3                           | 152.5                           | 179.8                           | 197.9                           | 205.7                           | 151.9                           | 192.0                           | 230.6                           | 162.0                           | 163.6                           | 150.4                           | 160.1                           | 2,106.8                         |
| 出典1：気象庁                   |                                 |                                 |                                 |                                 |                                 |                                 |                                 |                                 |                                 |                                 |                                 |                                 |                                 |
| 出典2：気象庁                   |                                 |                                 |                                 |                                 |                                 |                                 |                                 |                                 |                                 |                                 |                                 |                                 |                                 |

## 人口
| |                                        |  |
| 徳島市と全国の年齢別人口分布（2005年） | 徳島市の年齢・男女別人口分布（2005年） |  |
| ■紫色 ― 徳島市 ■緑色 ― 日本全国 | ■青色 ― 男性 ■赤色 ― 女性              |  |
| 徳島市（に相当する地域）の人口の推移 \| 1970年（昭和45年） \| 223,451人 \| \| \| 1975年（昭和50年） \| 239,281人 \| \| \| 1980年（昭和55年） \| 249,343人 \| \| \| 1985年（昭和60年） \| 257,884人 \| \| \| 1990年（平成2年） \| 263,356人 \| \| \| 1995年（平成7年） \| 268,706人 \| \| \| 2000年（平成12年） \| 268,218人 \| \| \| 2005年（平成17年） \| 267,833人 \| \| \| 2010年（平成22年） \| 264,548人 \| \| \| 2015年（平成27年） \| 258,554人 \| \| \| 2020年（令和2年） \| 252,391人 \| \| |                                        |  |
| 総務省統計局 国勢調査より |                                        |  |
| 1970年（昭和45年） | 223,451人                              |  |
| 1975年（昭和50年） | 239,281人                              |  |
| 1980年（昭和55年） | 249,343人                              |  |
| 1985年（昭和60年） | 257,884人                              |  |
| 1990年（平成2年） | 263,356人                              |  |
| 1995年（平成7年） | 268,706人                              |  |
| 2000年（平成12年） | 268,218人                              |  |
| 2005年（平成17年） | 267,833人                              |  |
| 2010年（平成22年） | 264,548人                              |  |
| 2015年（平成27年） | 258,554人                              |  |
| 2020年（令和2年） | 252,391人                              |  |

人口は約25万人と、四国の県庁所在地の中では最も少ないが、徳島都市圏の人口は68万人（四国第2位）となっており、松山都市圏とほぼ同規模である。

## 歴史

### 市域の変遷
- 1889年（明治22年）10月1日 - 市制施行により徳島城下を中心とした名東郡徳島町、塀裏町、中通町、通町、内魚町、八百屋町、紙屋町、西横町、寺島町、出来島町、福島本町、福島町、福島郷町、大工島村、安宅村、住吉島村、助任町、前川村、下助任村、常三島村、助任西町、東新町、西新町、富田町、桶屋町、新魚町、船場町、籃屋町、古物町、大工町、北山路町、寺町、富田浦町、二軒屋町、佐古村、佐古町、南佐古村を市域として徳島市が成立。
- 1926年（大正15年）4月1日 - 名東郡斎津村、沖洲村を編入。
- 1928年（昭和3年）10月1日 - 境界変更により板野郡川内村の一部（大字金沢、向別宮）を編入。
- 1937年（昭和12年）
  - 4月1日 - 名東郡加茂名町、八万村を編入。
  - 10月1日 - 名東郡加茂町を編入。
- 1951年（昭和26年）4月1日 - 勝浦郡多家良村、勝占村を編入。
- 1955年（昭和30年）
  - 1月1日 - 名東郡新居町、名西郡入田村（矢野を除く）を編入。
  - 2月11日 - 名東郡上八万村を編入。
  - 3月31日 - 板野郡川内村を編入。
- 1966年（昭和41年）10月1日 - 板野郡応神村を編入。
- 1967年（昭和42年）1月1日 - 名東郡国府町を編入。

### 江戸時代まで
- 1585年（天正13年） - 豊臣政権下で蜂須賀家政が阿波国に入封して徳島城と城下町を築き、現在の徳島の礎となる。

これ以前については「徳島城#歴史・沿革」を参照。

### 明治維新から第二次世界大戦まで

徳島市章
1909年10月29日制定

- 1871年（明治4年）8月29日（旧暦7月14日） - 廃藩置県で徳島県の県庁所在地となる。県名と県域の変遷については、「徳島県#歴史」を参照。
- 1889年（明治22年）
  - 10月1日 - 市制施行[注釈 2]。当時の人口は国内第10位であった[注釈 3]。
  - 第一回市会議員選挙実施。
  - 12月16日 - 市役所開庁（徳島町物産収集場）[3]。
- 1890年（明治23年）5月 - 市庁舎新築落成（現在の裁判所北側）。
- 1892年（明治25年）7月23日 - 台風の接近に伴い高潮が新町川河口から遡上。徳島市内の約8割を浸水させる被害をもたらした。死者311人、全壊家屋2635戸、半壊家屋2559戸、流失家屋644戸などの被害[4]。
- 1909年（明治42年）10月9日 - 開市20周年を記念して市章制定（一般から募集した図案40余種の中から、東新町の真鍋勇次郎が作成した徳島藩の徽章（きしょう）であった子持筋の下に市の文字を配して円形にした作品を、市章として10月9日の市会で議決して制定）。
- 1912年（大正元年）9月22日 - 台風がもたらした暴風雨により3000戸が浸水[5][出典無効]。
- 1913年（大正2年）4月 - ウェンセスラウ・デ・モラエス、徳島に来住（1929年没）。
- 1922年（大正11年）
  - 4月 - 鳥居龍蔵博士、徳島公園城山の貝塚を発見。
  - 6月 - 徳島（吉野川河口）〜堺（大浜海岸）間に日本初の民間定期航空便が就航。
- 1926年（大正15年）9月 - 上水道給水開始。
- 1928年（昭和3年）
  - 10月1日 - 「徳島市歌」を制定。
  - 12月 - 吉野川橋開通。
- 1929年（昭和4年）3月 - 市営バス創業。
- 1933年（昭和8年）4月 - 市庁舎現在地に移転。
- 1939年（昭和13年）3月 - 都市計画街路事業始まる。
- 1940年（昭和15年）10月 - 初代「徳島市民歌」を制定（12年前に制定した「徳島市歌」と並立）。
- 1945年（昭和20年）7月4日 - 徳島大空襲。未明、米軍B-29爆撃機の襲撃を受け、市内（当時）の62%を焼失し、死者約1,000名・重軽傷者約2,000名を超える被害。鷲の門焼失。

### 第二次世界大戦後（昭和後期）
- 1946年（昭和21年）11月 - 市戦災復興都市計画事業設計認可。
- 1947年（昭和22年）4月 - 初の公選制による市長誕生。
- 1948年（昭和23年）
  - 6月 - 消防本部を設置し、常備消防を消防署とする。
  - 10月 - 2代目「徳島市民歌」を制定。
- 1950年（昭和25年）3月26日 - 昭和天皇が市内を行幸（昭和天皇の戦後巡幸）[6]。
- 1953年（昭和28年）
  - 5月3日 - 現行の3代目「徳島市民歌」を制定。
  - 10月 - 第8回国民体育大会を四国4県で開催。
- 1957年（昭和32年）
  - 11月 - 市立動物園開園。
  - 12月 - 眉山ロープウェイ開通。
- 1958年（昭和33年）3月 - 徳島産業科学大博覧会開催。
- 1961年（昭和36年）
  - 10月 - 塵芥焼却炉（三機式）が論田町鶴岡新田に竣工。
  - 12月 - アメリカ合衆国ミシガン州サギノー市と姉妹都市の縁組み。
- 1962年（昭和37年）4月 - 中央下水処理場、汚水処理を開始。徳島市立高等学校開校。
- 1963年（昭和38年）4月 - 徳島市立文化センター新築開館。
- 1964年（昭和39年）1月 - 当市を中心とした4市11町村が「新産業都市」に指定される。
- 1966年（昭和41年）
  - 9月 - 徳島市民病院が現在地へ移転新築。
- 1967年（昭和42年）4月 - 市の花が「サクラ」と決まる。
- 1968年（昭和43年）10月 - 市民憲章制定。
- 1969年（昭和44年）10月 - ポルトガル共和国レイリア市と姉妹都市提携。
- 1970年（昭和45年）
  - 4月 - 宮城県仙台市と観光姉妹都市提携。
  - 12月 - 眉山パークウェイ開通。
- 1971年（昭和46年）7月 - 吉野川大橋開通。
- 1973年（昭和48年）2月13日 - 徳島市中央卸売市場が開場する。
- 1976年（昭和51年）8月31日 - 徳島市陸上競技場が、南田宮に開場する。
- 1978年（昭和53年）9月30日 - 徳島市立体育館が完成。
- 1980年（昭和55年）
  - 6月25日 - 徳島市立スポーツセンターが完成。
  - 11月15日 - 「徳島市農林水産展」が開幕する。その後11月16日に閉幕する。
- 1981年（昭和56年）
  - 5月 - 市立図書館・中央公民館が移転。
  - 10月 - 新徳島市立葬斎場完成。
- 1982年（昭和57年）8月 - 帯広市と産業文化姉妹都市提携。
- 1984年（昭和59年）
  - 4月 - 市役所新庁舎が開庁。
  - 9月 - 市民の木が「ホルトノキ」に決定する。
- 1985年（昭和60年）8月7日 - 眉山ロープウェイ山頂口展望台が完成。
- 1986年（昭和61年）3月 - 市役所新庁舎南館が完成。

### 平成
- 1989年（平成元年）
  - 8月 - 新町川水際公園が完成。
  - 9月27日 - 徳島中央公園に鷲の門再建[7]。
  - 10月 - 市制施行100周年記念式典開催。
- 1990年（平成2年）
  - 1月 - 初めての住民投票署名運動により海洋パーク計画が白紙撤回される[8]
  - 11月3日 - 文化の森総合公園が開園。四国旅客鉄道牟岐線文化の森駅開業。
- 1991年（平成3年）
  - 4月 - 西部環境事業所ごみ焼却施設が本格稼働。
  - 6月5日 - 徳島市に屋形船が寄贈される。
  - 10月 - 中国丹東市と友好都市締結。
- 1992年（平成4年）
- 9月15日 - 徳島駅4代目駅舎が完成。
- 10月1日 - 徳島市立徳島城博物館が開館。
- 1993年（平成5年）
  - 4月24日 - 徳島駅クレメントプラザが開業。
  - 7月2日 - JRホテルクレメント徳島が開業。徳島駅ビルが全面開業する。
  - 7月8日 - 徳島市ライフル射撃場が開場。
  - 8月28日 - マリンピア沖洲竣工式。
  - 9月〜10月 - 東四国国体開催。
  - 10月20日 - 「アスティとくしま」オープン。
  - 11月 - 全国身体障害者スポーツ大会開催。
- 1994年（平成6年）
  - 3月 - 阿波史跡公園（古代の邑）が完成。
  - 9月4日 - 関西国際空港開港。徳島港から高速船により1時間半で直結する。
- 1995年（平成7年）
  - 2月18日 - 「しんまちボードウォーク」が完成。
  - 3月21日 - 丸新百貨店が閉店。
  - 8月9日 - 徳島自動車道徳島IC-藍住IC開通。
- 1996年（平成8年）
  - 4月 - 第1回「はな・はる・フェスタ」開催。
  - 5月22日 - マリンピア沖洲に徳島コンテナターミナル完成。
- 1997年（平成9年）
  - 4月1日 - 徳島県立徳島北高等学校が開校。
  - 12月28日 - 徳島市立動物園が閉園。
- 1998年（平成10年）
  - 4月4日 - 徳島児童文化公園が閉園。
  - 4月29日 - とくしま動物園、とくしまファミリーランドが開園。
  - 4月 - 明石海峡大橋開通。京阪神への高速バス路線開設。同時に徳島港と神戸、大阪を結ぶカーフェリーは全廃。
  - 11月24日 - 徳島市立考古資料館が開館。
  - 10月 - 徳島市職員互助会背任事件が発生、市政最悪の75人の職員が処分される。
- 1999年（平成11年）
  - 1月6日 - 徳島市選挙管理委員会が「吉野川可動堰建設計画の賛否を問う住民投票条例」制定を求める直接請求の有効署名数を確定[注釈 4]。
  - 2月8日 - 徳島市議会、本会議で「吉野川可動堰建設計画の賛否を問う住民投票条例案」否決[注釈 5]。
  - 4月 - 北部下水処理場で汚水処理開始。
  - 8月 - 阿波おどり会館が開館。
  - 12月 - 吉野川可動堰建設計画の賛否を問う徳島市住民投票条例[注釈 6]が可決。
- 2000年（平成12年）1月23日 - 吉野川可動堰建設計画の賛否を問うための住民投票を実施し、反対多数となる。詳しくは、吉野川第十堰を参照[注釈 7]。
- 2001年（平成13年）
  - 4月 - 市内のアパートで徳島・淡路父子放火殺人事件発生。被疑者を全国指名手配。
  - 6月 - 「子育て支援都市・とくしま」を宣言。
  - 11月 - ふれあい健康館が開館。
- 2002年（平成14年）
  - 4月14日 - 徳島市天狗久資料館が開館。
  - 4月20日 - とくしま植物園が開園。
  - 7月1日 - 徳島市ポイ捨て及び犬のふん害の防止に関する条例を施行。
  - 8月5日 - 住民基本台帳ネットワークシステムが稼働。
  - 9月20日 - 徳島藩主蜂須賀家墓所が国の史跡に指定[9]。
- 2004年（平成16年）
  - 1月 - 徳島市民活力開発センターが開館。
  - 3月 - 太陽光発電システムを導入。
  - 7月 - 阿波踊り有料演舞場に2部入れ替え指定席制を導入。
  - 10月20日 - 台風23号の大雨で市内の園瀬川が氾濫し、死者2名[注釈 8]のほか、上八万町を中心に約530世帯が床上浸水。
  - 11月 - 市役所本庁舎がISO14001の認証を取得。
  - 11月27日 - ダイエー徳島店が閉店。
- 2006年（平成18年） - 徳島を題材とした『バルトの楽園』（松平健主演）と『眉山』（作者さだまさし）が映画化され、市内各地で関連イベントが実施される。
  - 9月28日 - 徳島ホールで封切映画の上映打ち切り。市内から映画館が姿を消す。
  - 11月 - 「崖っぷち犬」騒動が起こる。（加茂名町）
- 2007年（平成19年）
  - 10月〜11月 - 第22回国民文化祭（おどる国文祭）開催。
- 2008年（平成20年）
  - 1月 - 新徳島市民病院開院。
  - 3月 - 田宮街道全線4車線化完成。
  - 4月6日 - 徳島サティが閉店。
  - 4月 - 第1回「とくしまマラソン」開催。
  - 12月23日 - シネアルテ開館。市内で映画館が復活。
- 2009年（平成21年）
  - NHKの連続テレビ小説『ウェルかめ』放送。
  - 2月1日 - 徳島リバーシティ、ジャスコ徳島店が閉店。市内から大手スーパーマーケットが姿を消す。
  - 3月31日 - 徳島県立徳島工業高等学校、徳島県立徳島東工業高等学校が閉校。
  - 4月1日 - 徳島県立徳島科学技術高等学校が開校。
  - 10月 - 第1回「マチ★アソビ」が眉山山頂や新町地区を会場にして開催。
  - 12月 - シネアルテで封切映画の上映打ち切り。市内から映画館が姿を消す。
- 2010年（平成22年）
  - 4月17日 - 「徳島LEDアートフェスティバル2010」が開幕する。その後4月25日に閉幕する。
  - 9月 - 徳島東部地域定住自立圏の中心市宣言。
  - 11月20日 - 「とくしま食材フェア2010」が開幕する。その後11月21日に閉幕する。
- 2011年（平成23年）
  - 4月1日 - 徳島県立総合看護学校が鮎喰町に開校。
  - 8月 - 「ひょうたん島・川の駅ネットワーク構想」発表。
  - 10月1日 - 徳島市交通局のバス路線が再編。東部・南部・川内の各循環線が開業。
  - 11月 - 隣町の藍住町にゆめタウン徳島がオープン。そごう徳島店を抜き県下最大の商業施設に。
- 2012年（平成24年）
  - 3月18日 - 東新町商店街に「ufotable CINEMA」がオープン。市内に常設映画館が復活。
  - 4月 - 徳島市立図書館が徳島駅前のアミコビルに移転オープン。前図書館より蔵書数が2倍増。
  - 4月25日 - 阿波しらさぎ大橋開通。四国最長の河川橋に。これにより徳島外環状道路の東半分が暫定開通。
  - 9月 - 第27回国民文化祭（おどる国文祭）が市内の会場を中心に開催。
  - 10月 - 新徳島県立中央病院開院。
- 2013年（平成25年）
  - 7月21日 - とくしまCITYが閉店。
- 2015年（平成27年）
  - 3月14日 - 徳島自動車道鳴門JCT-徳島IC開通。
  - 3月31日 - 徳島市文化センターが閉館。
- 2017年（平成29年）
  - 4月27日 - イオンモール徳島、イオンスタイル徳島店、イオンシネマ徳島がオープン。

### 令和以後
- 2020年（令和2年）
  - 3月24日 - 楽天と観光客誘致、地域産品拡販などで包括連携協定を締結[広報 1]。
  - 4月18日 - 日本最年少女性市長、内藤佐和子が徳島市長に就任。
  - 4月21日 - 徳島市長、戦後初の徳島市阿波おどり全日程中止を発表。
  - 8月31日 - そごう徳島店が閉店。県内から百貨店が消滅。
- 2021年（令和3年）
  - 3月1日 - 徳島中央警察署を徳島地方裁判所の跡地である徳島市徳島町一丁目5番地2に移転。
  - 3月21日 - 徳島南部自動車道徳島沖洲IC - 徳島津田IC間（2.4 km）が開通。
  - 8月13日 - あわぎんホールにて屋内で徳島市阿波おどりを開催。15日のグランドフィナーレは、徳島市陸上競技場でオンライン配信に注力し、無観客開催。
- 2022年（令和4年）
  - 3月21日 - 徳島南部自動車道徳島沖洲IC - 徳島JCT間が開通[10]。区間内にある吉野川河口の吉野川サンライズ大橋開通。
- 2023年（令和5年）
  - 10月10日 - 新上下水道局庁舎が上下水道局前川分庁舎横の徳島市南前川町5丁目1番地の4に開庁。旧上下水道局庁舎取り壊しに伴い、分散していた各部署を新庁舎に集約。

## 行政

### 市長
- 市長：遠藤彰良

| 代    | 氏名       | 就任年月日                 | 退任年月日                 | 備考   |
| ----- | ---------- | -------------------------- | -------------------------- | ------ |
| 1     | 井上高格   | 1889年（明治22年）11月11日 | 1890年（明治23年）6月3日   |        |
| 2     | 坂部広織   | 1890年（明治23年）6月17日  | 1896年（明治29年）6月12日  |        |
| 3     | 保富正三   | 1896年（明治29年）6月29日  | 1897年（明治30年）11月2日  |        |
| 4     | 高井幸雄   | 1898年（明治31年）1月31日  | 1902年（明治35年）10月27日 |        |
| 5     | 桑村猪平   | 1902年（明治35年）12月1日  | 1906年（明治39年）8月31日  |        |
| 6-9   | 一坂俊太郎 | 1907年（明治40年）4月13日  | 1922年（大正11年）2月3日   |        |
| 10    | 武市彰一   | 1922年（大正11年）4月18日  | 1925年（大正14年）11月14日 |        |
| 11    | 矢野猪之八 | 1926年（大正15年）6月9日   | 1927年（昭和2年）5月5日    |        |
| 12    | 橋本菊太郎 | 1927年（昭和2年）5月19日   | 1931年（昭和6年）5月18日   |        |
| 13    | 坂本政五郎 | 1931年（昭和6年）6月5日    | 1933年（昭和8年）9月6日    |        |
| 14    | 藤岡直平衛 | 1933年（昭和8年）9月7日    | 1937年（昭和12年）9月6日   |        |
| 15    | 工藤隆治   | 1937年（昭和12年）12月6日  | 1941年（昭和16年）12月1日  |        |
| 16    | 森六郎     | 1942年（昭和17年）3月27日  | 1945年（昭和20年）4月15日  |        |
| 17    | 吉積文平   | 1945年（昭和20年）5月8日   | 1946年（昭和21年）11月14日 |        |
| 18    | 妹尾芳太郎 | 1947年（昭和22年）4月7日   | 1948年（昭和23年）7月1日   |        |
| 19    | 原菊太郎   | 1948年（昭和23年）8月27日  | 1951年（昭和26年）3月30日  |        |
| 20-21 | 長尾新九郎 | 1951年（昭和26年）4月24日  | 1959年（昭和34年）5月1日   |        |
| 22-23 | 豊田幸太郎 | 1959年（昭和34年）5月2日   | 1967年（昭和42年）5月1日   |        |
| 24-25 | 武市一夫   | 1967年（昭和42年）5月2日   | 1973年（昭和48年）1月31日  |        |
| 26-28 | 山本潤造   | 1973年（昭和48年）3月4日   | 1985年（昭和60年）3月3日   |        |
| 29-30 | 三木俊治   | 1985年（昭和60年）3月4日   | 1993年（平成5年）3月3日    |        |
| 31-33 | 小池正勝   | 1993年（平成5年）3月4日    | 2004年（平成16年）3月5日   |        |
| 34-36 | 原秀樹     | 2004年（平成16年）4月18日  | 2016年（平成28年）4月17日  |        |
| 37    | 遠藤彰良   | 2016年（平成28年）4月18日  | 2020年（令和2年）4月17日   | [ 11 ] |
| 38    | 内藤佐和子 | 2020年（令和2年）4月18日   | 2024年（令和6年）4月17日   |        |
| 39    | 遠藤彰良   | 2024年（令和6年）4月18日   |                            |        |

## 議会

### 県議会
- 選挙区：徳島選挙区（徳島市・名東郡）
- 定数：10人
- 任期：2019年4月30日 - 2023年4月29日
- 投票日：2019年4月7日
- 当日有権者数：212,911人
- 投票率：45.74％

| 候補者名 | 当落 | 年齢 | 党派名     | 新旧別 | 得票数   |
| -------- | ---- | ---- | ---------- | ------ | -------- |
| 福山博史 | 当   | 41   | 自由民主党 | 新     | 13,796票 |
| 岡佑樹   | 当   | 42   | 自由民主党 | 現     | 9,605票  |
| 庄野昌彦 | 当   | 61   | 国民民主党 | 現     | 8,803票  |
| 井川龍二 | 当   | 58   | 自由民主党 | 現     | 8,598票  |
| 須見一仁 | 当   | 45   | 自由民主党 | 現     | 8,392票  |
| 東条恭子 | 当   | 65   | 無所属     | 新     | 8,183票  |
| 梶原一哉 | 当   | 56   | 公明党     | 新     | 7,931票  |
| 古川広志 | 当   | 57   | 公明党     | 現     | 7,593票  |
| 喜多宏思 | 当   | 76   | 自由民主党 | 現     | 7,309票  |
| 山田豊   | 当   | 68   | 日本共産党 | 現     | 6,860票  |
| 上村恭子 | 落   | 61   | 日本共産党 | 現     | 6,843票  |

### 衆議院
- 選挙区：徳島1区（徳島市、小松島市、阿南市、勝浦郡、名東郡、名西郡、那賀郡、海部郡）
- 任期：2021年10月31日 - 2025年10月30日
- 当日有権者数：362,130人
- 投票率：55.93％

| 当落 | 候補者名   | 年齢 | 所属党派     | 新旧別 | 得票数   | 重複 |
| ---- | ---------- | ---- | ------------ | ------ | -------- | ---- |
| 当   | 仁木博文   | 55   | 無所属       | 元     | 99,474票 |      |
| 比当 | 後藤田正純 | 52   | 自由民主党   | 前     | 77,398票 | ○    |
| 比当 | 吉田知代   | 46   | 日本維新の会 | 新     | 20,065票 | ○    |
|      | 佐藤行俊   | 73   | 無所属       | 新     | 1,808票  |      |

## 行政組織

### 徳島市
- 徳島市役所（幸町）
  - 企画政策部
  - 総務部
  - 財政部
  - 市民文化部
  - 環境部
  - 保健福祉部
  - 子ども未来部
  - 経済部
  - 都市建設部
  - 危機管理局
  - 消防局
  - 会計管理者
  - 上下水道局
  - 交通局
    - 徳島市交通局（路線バスを運行）

  - 病院局
    - 徳島市民病院

  - 教育委員会
  - 教育機関
    - 徳島市立高等学校
    - 徳島市中央公民館
    - 徳島市立徳島城博物館

  - 選挙管理委員会
  - 公平委員会
  - 監査委員
  - 農業委員会
  - 固定資産評価審査委員会
  - 議会事務局

### 徳島県
- 徳島県庁（万代町）
- 徳島合同庁舎（新蔵町）

### 関西広域連合の機関
- 広域医療局

### 国の機関

#### 裁判所
- 徳島地方裁判所
- 徳島家庭裁判所
- 徳島簡易裁判所

#### 内閣府

##### 警察庁
- 中国四国管区警察局四国警察支局徳島県情報通信部

##### 消費者庁
- 新未来創造戦略本部

#### 総務省
- 四国行政評価支局徳島行政監視行政相談センター

#### 法務省
- 徳島地方法務局
- 徳島刑務所
- 徳島少年鑑別所
- 徳島保護観察所

##### 検察庁
- 徳島地方検察庁
- 徳島区検察庁

#### 財務省
- 四国財務局徳島財務事務所

##### 国税庁
- 高松国税局徳島税務署

#### 厚生労働省
- 四国厚生支局徳島事務所
- 徳島労働局
  - 徳島労働基準監督署
  - 徳島公共職業安定所

#### 農林水産省
- 中国四国農政局徳島県拠点

##### 林野庁
- 四国森林管理局徳島森林管理署

#### 国土交通省
- 四国地方整備局徳島河川国道事務所
- 四国運輸局徳島運輸支局
- 大阪航空局徳島空港事務所

##### 気象庁
- 大阪管区気象台徳島地方気象台

##### 海上保安庁
- 第五管区海上保安本部徳島海上保安部

#### 防衛省
- 自衛隊徳島地方協力本部

### 警察・消防

#### 警察
- 徳島県警察（本部：万代町）
  - 徳島中央警察署（徳島町）：徳島市東部ならびに佐那河内村を管轄。
  - 徳島名西警察署（庄町）：徳島市西部を管轄。
  - 徳島板野警察署（板野郡北島町）：徳島市内では川内地区、応神地区を管轄。

#### 消防
- 徳島市消防局
  - 東消防署（新蔵町）
  - 西消防署（庄町）

## 姉妹都市・提携都市

### 日本国内
- 仙台市（宮城県）
  - 1970年（昭和45年）4月15日 観光姉妹都市提携[広報 2][広報 3]

仙台市の七夕まつり（毎年8月6日〜8日）と徳島市の阿波おどり（毎年8月12日〜15日）の交流が行われている。
- 帯広市（北海道）
  - 1982年（昭和57年）8月7日 産業文化姉妹都市提携[広報 2][広報 4]

1977年（昭和52年）7月1日 両市の観光協会が観光姉妹協会提携。帯広開基100年を期し、1982年に産業文化姉妹都市提携を締結。

### 国外
- サギノー市（アメリカ合衆国 ミシガン州）
  - 1961年（昭和36年）12月23日 姉妹都市提携[広報 5][12]

徳島からアメリカに派遣された農業実習生が、帰国後もサギノー市滞在中のホストファミリーと文通を続けたのが機縁。このホストファミリーの友人がサギノー市長となったことから、姉妹都市提携が具体化した。1961年10月2日サギノー市議会で議決、12月23日徳島市議会で承認。1971年6月、サギノー市に日本庭園（サギノー徳島友好庭園）が開園し、1986年5月にはサギノー徳島友好庭園内に茶室「阿波鷺能庵」が開設された。
- レイリア（ポルトガル共和国 レイリア県）
  - 1969年（昭和44年）10月15日 姉妹都市提携[広報 5][13]

1929年に徳島市で没した外交官・文筆家ヴェンセスラウ・デ・モラエスの縁。レイリアはモラエスの縁故地。モラエスの研究・顕彰を行った駐日ポルトガル大使アルマンド・マルティンス・ジャネイラ(Armando Martins Janeira)が仲介。ポルトガル外務省からの働きかけを受け、1969年9月5日にレイリア市議会が姉妹都市提携を議決。9月15日に徳島市がレイリアからの認定書を受領、10月15日に徳島市議会で承認。徳島市内にポルトガル・レイリア大通り（2006年命名）が、レイリアには徳島通りがある。
- 丹東市（中華人民共和国 遼寧省）
  - 1991年（平成3年）10月1日 友好都市締結議定書調印[14]

中国など環太平洋諸都市との友好都市提携を模索した徳島市に、駐日中国大使館や日中友好協会から推薦される。1987年、市長や文化・教育・医療・経済関係者が丹東訪問、以後交流を深める。1991年3月19日徳島市議会で議決。

## 合併構想
当市は、四国の県庁所在地の中では唯一平成の大合併を行っていないが、徳島県などが合併構想を持っており、徳島県市町村合併推進審議会の答申では当市を含む合併構想について2つの案を示している。
1つ目の枠組み案は小松島市、勝浦町、上勝町、佐那河内村、名西郡および板野郡の各町を含むもので、この枠組みでの人口は約45万人（四国第2位）となる。もう1つの枠組み案は、1つ目の枠組み案から板野郡を除いたもので、この枠組みでの人口は約35万人（四国第3位）となる。
また当市は「第4次徳島市総合計画」などで合併に前向きな姿勢を示しており、40万人規模の中核市とすることを目標にしている。しかし、周辺市町村の足並みが揃っていないなど合併には数多くの課題を抱えているため、当市は周辺市町村に呼び掛けて「徳島東部地域市長村長懇話会」を設け、共通の行政課題や地域のあり方ついて話し合うことで将来的な合併に向けての足がかりを得ようとしている。
2010年（平成22年）、東部地域市町村町懇話会に参加する全市町村が参加した定住自立圏を形成し、当市が近く中心市宣言を行うことを発表した。
2015年（平成27年）、徳島市は隣接する小松島市と合併して40万人規模の中核都市とする計画を断念し、徳島市のみで中核市を目指す方針へ計画を変更した。これはこれまで中核市になりえる条件として市人口が30万人以上だったものが20万人以上に引き下げられたためである（現在の徳島市の人口は約25万人）。

## 経済
江戸時代より阿波国／徳島県の経済の中心であり、四国でも県庁所在地の高松市、松山市、高知市と並び重要な位置を占めている。江戸時代から明治時代までは、藍や木材の集散地として大いに栄え、全国でも有数の商業都市であった。古くから大阪など関西地方とのつながりが深いことで知られており、明石海峡大橋の開通後はそれがさらに顕著になっている。
大正以後は、藍産業の衰退にともなって一時停滞を余儀なくされたが、藍商人が長年蓄積した富を資本にした金融機関の設立や、紡績、製紙、電力などの近代産業の発展が見られ、現在の経済の基盤が築かれた。
太平洋戦争の徳島大空襲により市街地は焦土と化したが、戦後いち早く復興し、高度経済成長期には新産業都市の指定を受け、化学工業を中心に工場の誘致が進むとともに、製材業、木工業といった従来の産業も発展した。1998年（平成10年）の明石海峡大橋開通前後には、流通産業や、関西系企業を中心とした製造業の立地が進んだ。
年間商品販売額は、四国の市町村中で高松、松山、高知市に次いで第4位であり、年間製造品出荷額は第6位（県庁所在地中では第1位）である（2007年）。

### 農林水産業
農業
吉野川、勝浦川流域の徳島平野は肥沃な農地に恵まれており、古代より農業が盛んであった。江戸時代には藍をはじめとする商品作物の産地となり、徳島藩に多くの富をもたらした。現在でも農村部には藍蔵など当時の遺構が残されている。明治以降、藍が廃れてからは藍畑は水田や桑畑に変わったが、戦後は関西向けの近郊農業が発達し、カリフラワーや春ニンジンなど、全国最大の出荷量を誇る品目もある。南部地域を中心とした山間部では、スダチやイチゴの生産も盛んである。
農業産出額は四国の市町村中で最大の約140億円（平成18年）であり、徳島県全体の1割を占める。そのうち最も多いのは野菜（76億円）であり、米（16億円）、いも類（14億円）が続く。
沖洲地区で生産されるネギは「渭東ねぎ」としてブランド化されている。
- 主な農産品と生産地区

| 農産物         | 生産地域           |
| -------------- | ------------------ |
| カリフラワー   | 川内[19]           |
| シイタケ       | 勝占、上八万       |
| サツマイモ     | 川内               |
| ネギ           | 沖洲、加茂名、渭東 |
| ホウレンソウ   | 北井上、国府       |
| ニンジン       | 応神、加茂名       |
| レンコン       | 川内               |
| スダチ、イチゴ | 多家良、勝占       |
| ミカン         | 多家良             |
林業
市の南西部は四国山地となっており、スギ、ヒノキなどの林産資源に恵まれている。その90%以上が民有林であることが特徴である。切り出された木材は、かつては河川を利用して運搬され、市街地の河川に貯木された後、特産品である木工製品の材料として盛んに利用されていた。
水産業
市内の川内地区、津田地区、渭東地区などの紀伊水道沿岸に漁港が点在し、沿岸漁業を中心に漁が営まれている。徳島県の郷土料理ぼうぜの姿寿司に用いられるイボダイや、京阪神に出荷されるハモなどが水揚げされている。
また、吉野川河口の汽水域は、水質が良好である。シラスウナギやシジミが獲れるほか、スジアオノリの養殖が盛んである。シラスウナギ漁は冬場の夜に行われ、川面を漁火が照らす風景は美しく、とくしま市民遺産に指定されている。鮎喰川、勝浦川ではアユ漁が盛んである。

### 製造業
製造品出荷額は4,998億円（就業者数3人以下の事業所を除く）で、徳島県全体の3分の1ほどを占める。ここ数年増加傾向にある。
化学工業の占める割合が高く、製造品出荷額では全体の68%（3,395億円）を占め、順調に増加している。これは、川内地区に徳島工場をもつ大塚製薬をはじめとする大手企業よるところが大きい。その一方で、機械産業や木工業など、他の分野は減少が続いているものが多い。重化学工業が占める割合は約73%である。
就業者数は11740人（同）であり、これも化学工業が最も多く、約30%（3480人）を占める。重化学工業の占める割合は56%である。一方で、事業所数（462軒）（同）で最も多いのは食料品業の約18%（82軒）や家具・装飾品業の約17%（75軒）であり、化学は20軒にとどまる。重化学が占める割合も28%（130軒）である。
古くからの代表的な工業としては木材業（津田地区で詳述）や、木工業（家具、木製品、装飾品業、渭東地区で詳述）がある。津田海岸町にある徳島県木材団地は、木材団地として全国屈指の規模を誇り、唐木仏壇（徳島仏壇）は、徳島県が全国一のシェアを占めている。木工業は渭東地区、沖洲地区一帯に集中している。
食料品業では、日本ハムが徳島市発祥の企業であり、現在でも県内に工場を持つ。また、徳島製粉も市内に本社、工場を持つ。
地区別の製造品出荷額では、川内地区が全体の約75%（3673億円）を占め、次いで加茂地区の約5%（227億円）、沖洲、応神、国府、津田、八万、不動の順である。
主な工業団地・および工業地
| 工業団地・工業地                 | 主な企業・産業                             |
| -------------------------------- | ------------------------------------------ |
| 今切工業団地（川内地区）と周辺   | 大塚製薬、大塚化学、大鵬薬品工業、日亜化学 |
| その他川内地区内                 | 日清紡、新日本理化                         |
| 応神地区内                       | 四国化成                                   |
| 渭東地区内                       | 家具（唐木仏壇など）、装飾品               |
| 徳島工業団地（マリンピア沖洲内） | 機械・金属製品、食料品、飲料               |
| その他沖洲地区内                 | 家具、装飾品、                             |
| 加茂・加茂名地区内               | 阿波製紙、DNP四国、金属製品製造業          |
| 徳島県木材団地（津田地区）       | 木材・木製品                               |
| 八万地区                         | 徳島製粉、食料品                           |

### 商業
当市の年間商業販売額は約1兆円（1兆3433億円・2014年）であり、徳島県全体の6割強を占める。この額は、鳴門市発祥で川内地区に主要生産、研究拠点を持つ大塚ホールディングスの年間売上高（1兆2,400億円・2017年度）とほぼ同額である。
年間商品販売額のうち、卸売販売額は7,228億円、小売販売額は6,204億円である。いずれも減少傾向にある。
卸売業は県内向けの商品が主に取り扱われているが、本州から四国各地への商品の流通も明石海峡大橋の開通後増加している。
小売業は、徳島駅前に百貨店などの大型商業施設、沖浜や田宮街道といった市街地周辺にロードサイド型の店舗が数多く立地し、徳島県内全域から集客がある。しかし、近年では近郊の板野郡北島町や藍住町などへの大型商業施設の出店により、市外からの集客は減少傾向にあり、市民も市外で買い物することが増えている。さらに明石海峡大橋（1998年）、高松自動車道（2003年）の開通により、関西や香川県への消費流出も指摘されている。
各地区の年間小売販売額および主な商店地区・大型商業施設の立地
| 地区                     | 年間小売販売額 | 主な商店街・商業地          | 備考 |
| ------------------------ | -------------- | --------------------------- | --- |
| 内町地区                 | 466億円        | 徳島駅前                    | 市内で最大の繁華街である。（内町地区に詳述） - アミコビル（アミコ専門店街）、クレメントプラザ（徳島駅ビル）、徳島名店街 などの大型商業施設が集積する。 - 一番町、元町商店街、ポッポ街がある。 |
| 内町地区                 | 466億円        | その他商業地                | 両国本町商店街、中洲総合水産市場、中洲市場。通町、南内町（新町川沿い)などにも中小店舗が並ぶ。 |
| 新町地区                 | 108億円        | 地区一帯                    | かつては百貨店や映画館の集まる市内最大の繁華街であったが、現在は衰退している。（新町地区に詳述。） - 東新町、籠屋町、新町橋通りなど全長約1kmのアーケード街のほか、銀座商店街、ろくえもん通りなどのオープンモールがある。 - しんまちボードウォーク、紺屋町シンボルロードでは休日にイベントが盛んに行われている。 - 商店街に挟まれた富田町は、芸者のいる江戸時代から続く歓楽街である。 |
| 東富田地区               | 99億円         | 仲之町                      | 東西に伸びる4車線道路。県道136号線に指定。カラー舗装化され、雑貨、衣料品店などの並ぶ商業地区。 |
| 東富田地区               | 99億円         | 二軒屋通り                  | 二軒屋町を南北に走る江戸時代から続く商店街。国道438号に指定。カラー舗装化され、中小店舗が連なる。 |
| 東富田地区               | 99億円         | 秋田町・栄町 鷹匠町         | 新町地区の紺屋町、富田町とともに、市内最大の歓楽街を形成。四国でも最大規模である。 アクティ21などの大型商業ビルがある。 |
| 西富田地区               | 15億円         | 秋田町・栄町 鷹匠町         | 新町地区の紺屋町、富田町とともに、市内最大の歓楽街を形成。四国でも最大規模である。 アクティ21などの大型商業ビルがある。 |
| 西富田地区               | 15億円         | 大道                        | 国道438号指定。江戸時代からの商店街。市街地を南北に走り、二軒屋町に続く。カラー舗装化されている。 |
| 佐古地区                 | 112億円        | 佐古商店街                  | 旧伊予街道。かつて問屋街として栄えた。現在も問屋、小売店が多く残る。 |
| 佐古地区                 | 112億円        | 国道192号                   | 旧伊予街道に沿う4車線道路。中小小売店、スーパー、飲食店が並ぶ。徳島大学病院前には菓子屋や薬局が立ち並んでいる。佐古駅に延びる道沿いにも中小店舗が並ぶ。 |
| 加茂名地区               | 188億円        | 国道192号                   | 旧伊予街道に沿う4車線道路。中小小売店、スーパー、飲食店が並ぶ。徳島大学病院前には菓子屋や薬局が立ち並んでいる。佐古駅に延びる道沿いにも中小店舗が並ぶ。 |
| 加茂名地区               | 188億円        | 蔵本商店街                  | JR蔵本駅前、ならびに旧讃岐街道（蔵本元町）に長く延びる。徳島大学病院（徳大蔵本キャンパス）に隣接し、飲食店や居酒屋も多い。 |
| 加茂名地区               | 188億円        | 県道30号線                  | 田宮街道の通称で親しまれている。 - 2008年の4車線化完成に伴い、ロードサイド店が相次いで出店し、急速に発展している。 - タクト、ヤマダ電機などの大型店のほか、全国チェーン店が数多く立地する。 |
| 加茂地区                 | 129億円        | 県道30号線                  | 田宮街道の通称で親しまれている。 - 2008年の4車線化完成に伴い、ロードサイド店が相次いで出店し、急速に発展している。 - タクト、ヤマダ電機などの大型店のほか、全国チェーン店が数多く立地する。 |
| 渭北地区                 | 174億円        |                             | - 自動車・自転車販売額が77億円で、市内の地区で3番目に多い。 - 吉野本町（県道30号沿い）、県道39号沿いに店舗やスーパーが並ぶほか、徳島大学近くの助任橋、助任本町に小規模な商店街がみられる。 |
| 渭北地区                 | 174億円        | 都市計画道路常三島沖洲線    | 北常三島交差点から東に延びる市道。渭東地区住吉に入ると、新興商店街の「すみよしセンターストリート」となる。 全線にわたりスーパーやコンビニエンスストア、すき家などの飲食店、商店が連なる。徳島大学生が利用する店舗が多い。 |
| 渭東地区                 | 119億円        | 都市計画道路常三島沖洲線    | 北常三島交差点から東に延びる市道。渭東地区住吉に入ると、新興商店街の「すみよしセンターストリート」となる。 全線にわたりスーパーやコンビニエンスストア、すき家などの飲食店、商店が連なる。徳島大学生が利用する店舗が多い。 |
| 渭東地区                 | 119億円        | 福島、安宅                  | 県道38号線沿いがスーパーや小売店の多い商業地区となっており、また、近年開通した県道29号（徳島環状線）沿いにコーナンやドラッグストアが出店している。 |
| 沖洲地区                 | 204億円        |                             | - 東西に走る県道38号沿いに沖洲商店街といった小規模な商店街が見られる。県道の東端にはマリンピア沖洲がある。 - 南末広町の南海フェリー乗り場付近には飲食店が多く集まる。かつて徳島リバーシティがあったところには、新たにイオンモール徳島が出店した。 |
| 昭和地区                 | 198億円        | 国道55号沿い                | 飲食店、スーパー、雑貨店が並び、南下すると沖浜へ続く。 |
| 昭和地区                 | 198億円        | 県道120号（旧国道55号）沿い | - 全線にわたり中小小売店、スーパーやドラッグストアが立ち並ぶ。 - 昭和町では自動車関連の店舗が多く、当地区の自動車・自転車販売額79億円で、市内で2番目に多い。 |
| 津田地区                 | 130億円        | 県道120号（旧国道55号）沿い | - 全線にわたり中小小売店、スーパーやドラッグストアが立ち並ぶ。 - 昭和町では自動車関連の店舗が多く、当地区の自動車・自転車販売額79億円で、市内で2番目に多い。 |
| 津田地区                 | 130億円        | 県道29号（徳島環状線）      | マルナカ徳島店が立地。近年飲食店や衣料品店など出店してきている。 |
| 八万地区                 | 314億円        | 国道55号沿い 文理大学周辺   | 沖浜（おきのはま）と通称される、郊外型店舗の集積地である。1980年代から開発が進んだ新興商業地区である。 - 大手衣料品店のほか、大型書店、ドラッグストア、スーパーなどの日用品店が集積している。 - ファーストフード店のほか、喫茶、カフェ、レストランや回転ずし店などの飲食店も多く集まっている。                                                                                       |
| 八万地区                 | 314億円        | 国道438号                   | 城南町、八万町内で中小の商店が連なり、また、スーパーやドラッグストアも立地している。 |
| 八万地区                 | 314億円        | 県道136号                   | 南二軒屋町、八万町では、スーパーや商店が立ち並ぶ。園瀬川以南では住宅と商店が混在する。 |
| 勝占・多家良地区         | 294億円        | 県道136号                   | 南二軒屋町、八万町では、スーパーや商店が立ち並ぶ。園瀬川以南では住宅と商店が混在する。 |
| 勝占・多家良地区         | 294億円        | 国道55号                    | 園瀬川以南では水田地帯も見えてくるが、国道沿いにはニトリやキリン堂などの大手チェーン店や自動車販売店、飲食店が立ち並び、小松島市境まで続く。三軒屋町は、かつてゆめタウン出店が計画されたところである。 |
| 勝占・多家良地区         | 294億円        | 県道120号 (旧国道55号)      | 論田（ろんでん）町では自動車販売会社が立ち並んでいる。勝占地区の自動車・自転車販売額は市内最大の168億円であり、当地区の小売販売額（280億円）の6割を占める。大原町に入ると、小松島市境まで、大小の小売店が連なっている。 |
| 不動地区                 | 6億円          |                             | 県道1号線沿いに飲食店やコンビニなどが数軒みられる。 |
| 応神地区                 | 67億円         | 県道39号 （旧国道11号）     | 中小小売店、飲食店が立ち並び、北島町境まで続く。徳島市と北島町は、この道路に沿ってDID地区が連続している。 |
| 応神地区                 | 67億円         | 県道29号 （徳島環状線）     | ロードサイド型の飲食店などが立地している。市境を超え、藍住町に入ってすぐにゆめタウン徳島、コーナン、ヤマダ電機、ケーズデンキの大型商業施設が立ち並ぶ。 |
| 川内地区                 | 229億円        | 国道11号                    | ロードサイド型店舗が立ち並ぶ。飲食店などのチェーン店が多い。 |
| 上八万・入田地区         | 32億円         |                             | 県道沿いにスーパーや小売店、しらさぎ台には町の中央にスーパーがある。 |
| 国府・南井上・北井上地区 | 136億円        | 国道192号 県道30号          | ロードサイド型のスーパー、飲食店、小売店が立ち並び、石井町境まで続く。 |

#### 百貨店
- 三越徳島 - 高松三越のサテライトショップ。そごう徳島店閉店後のアミコビルの一部フロアに2022年4月グランドオープン。
  - そごう徳島店 - 上記三越徳島以外では徳島県内で最後まで残った百貨店。JR徳島駅前に立地していた。1983年に開店、2020年に閉店。店舗面積は約20,000m2。
    - 詳細は「そごう徳島店#歴史」「徳島駅前再開発ビルアミコビル#歴史」を参照

#### 大型商業施設
市街地では、全てJR徳島駅前に集まっている。かつては東新町商店街に丸新百貨店やダイエー徳島店などが集まっていたが、2005年までに全て閉店し、その後、大型商業施設は立地していない。
また、万代町にサティ、南末広町にジャスコの入居した徳島リバーシティがあったが、それぞれ2008年、2009年に相次いで撤退した。
| 名称                           | 所在場所   | 開業年         | 閉店年         | 主なテナント                                 | 商業施設面積           | 備考 |
| ------------------------------ | ---------- | -------------- | -------------- | -------------------------------------------- | ---------------------- | --- |
| 徳島駅前再開発ビルアミコビル   | 徳島駅前   | 1983年10月1日  | 2020年8月31日  | そごう徳島店                                 | 26,738m2               | |
| 徳島駅前再開発ビルアミコビル   | 徳島駅前   | 1983年10月1日  | 営業中         | アミコ東館（旧そごう徳島店）                 |                        | |
| 徳島駅前再開発ビルアミコビル   | 徳島駅前   | 1983年10月1日  | 営業中         | アミコ西館（アミコ専門店街）                 | 約4500m2（売場面積）   | |
| 徳島駅前再開発ビルアミコビル   | 徳島駅前   | 1983年10月1日  | 営業中         | その他                                       |                        | スマイルホテル、徳島市立図書館など                                                                                   |
| 徳島駅ビル                     | 徳島駅前   | 1993年         | 営業中         | クレメントプラザ                             | 7000m2                 | |
| 徳島駅ビル                     | 徳島駅前   | 1993年         | 営業中         | JRホテルクレメント徳島                       |                        | |
| とくしまCITY                   | 徳島駅前   | 1972年9月      | 2013年7月21日  | 無印良品、パワードラッグワンズなど           |                        | 老朽化のため閉店。 2015年10月25日、跡地にダイワロイネットホテル徳島駅前が開業。                                      |

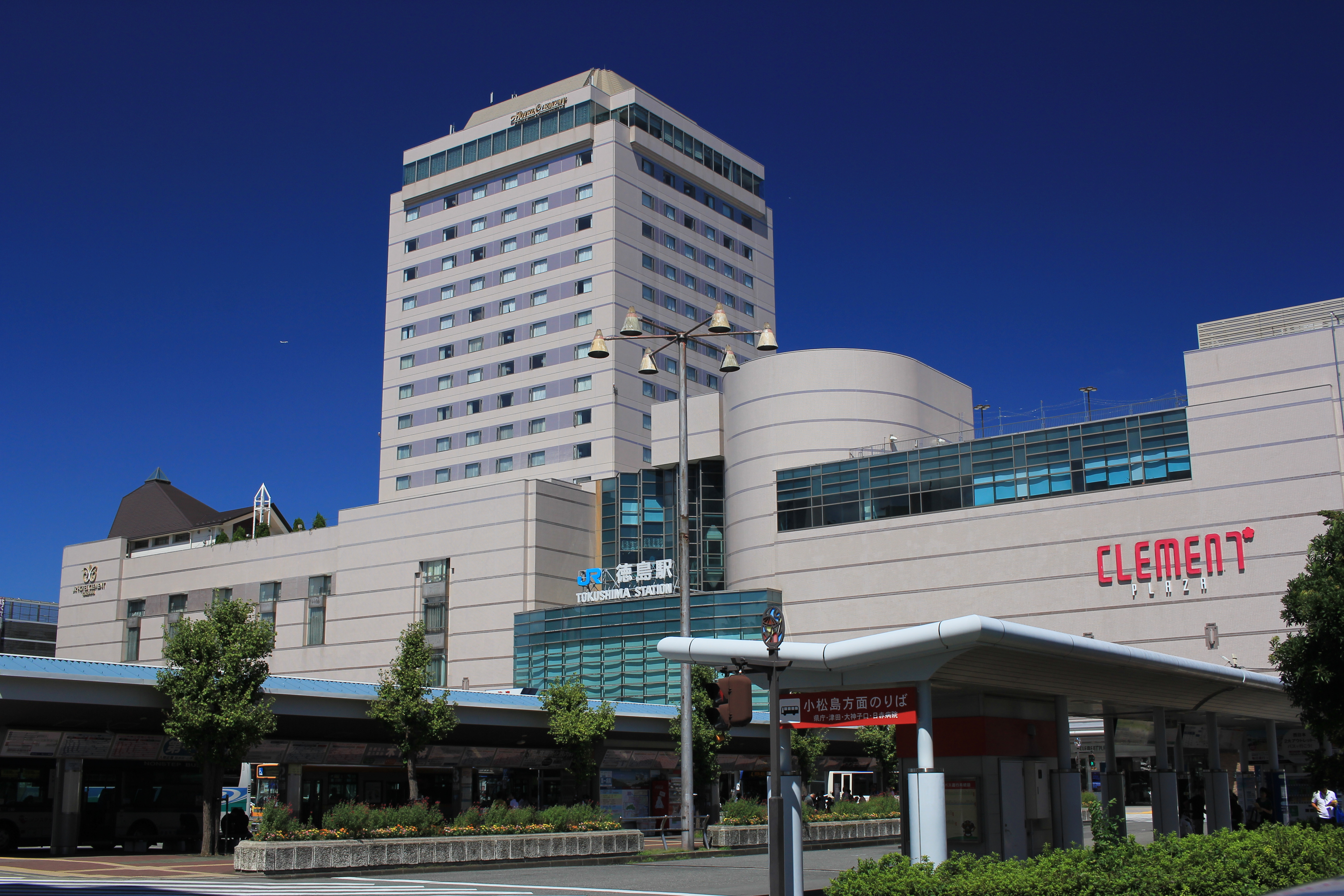
徳島クレメントプラザ
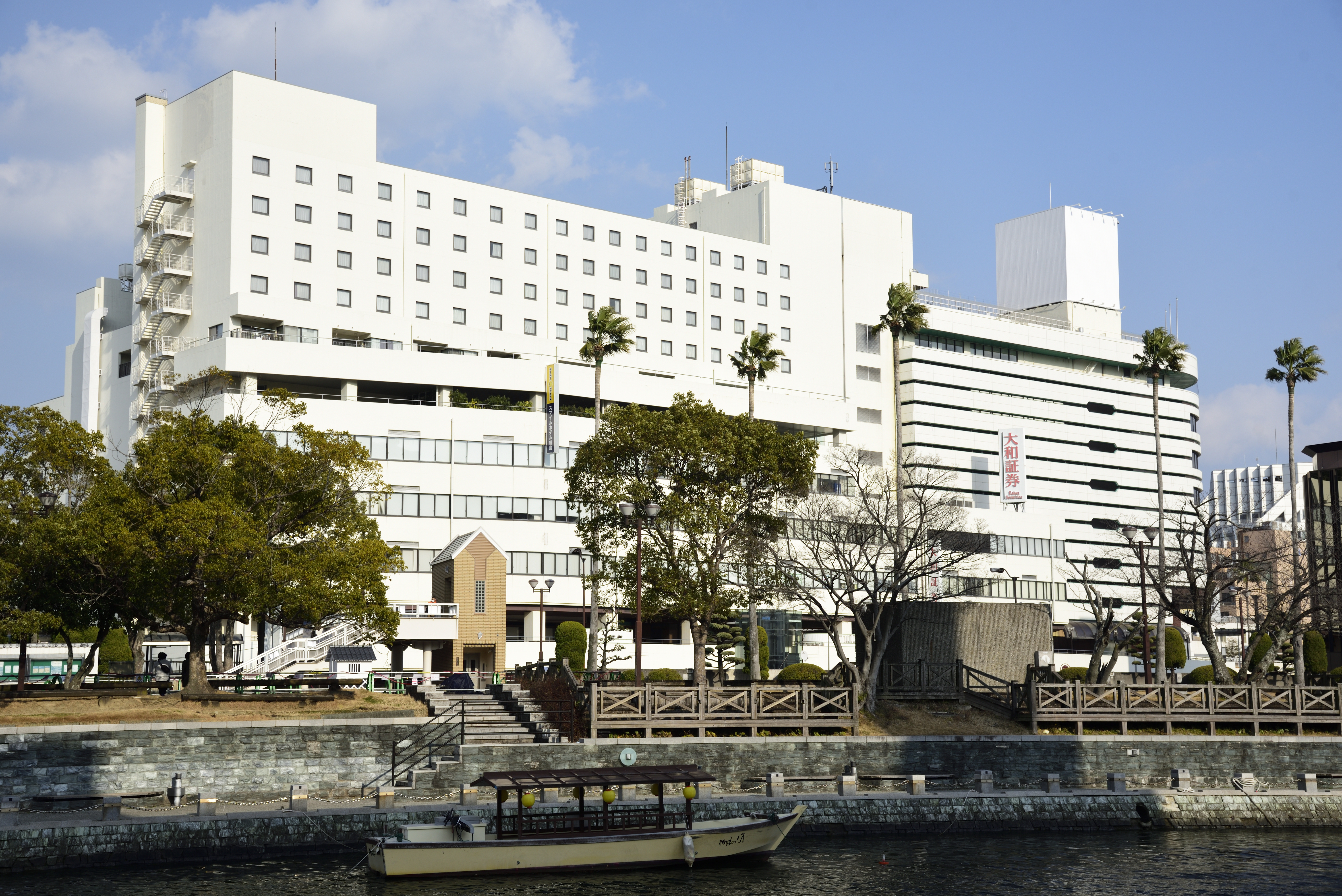
アミコ専門店街
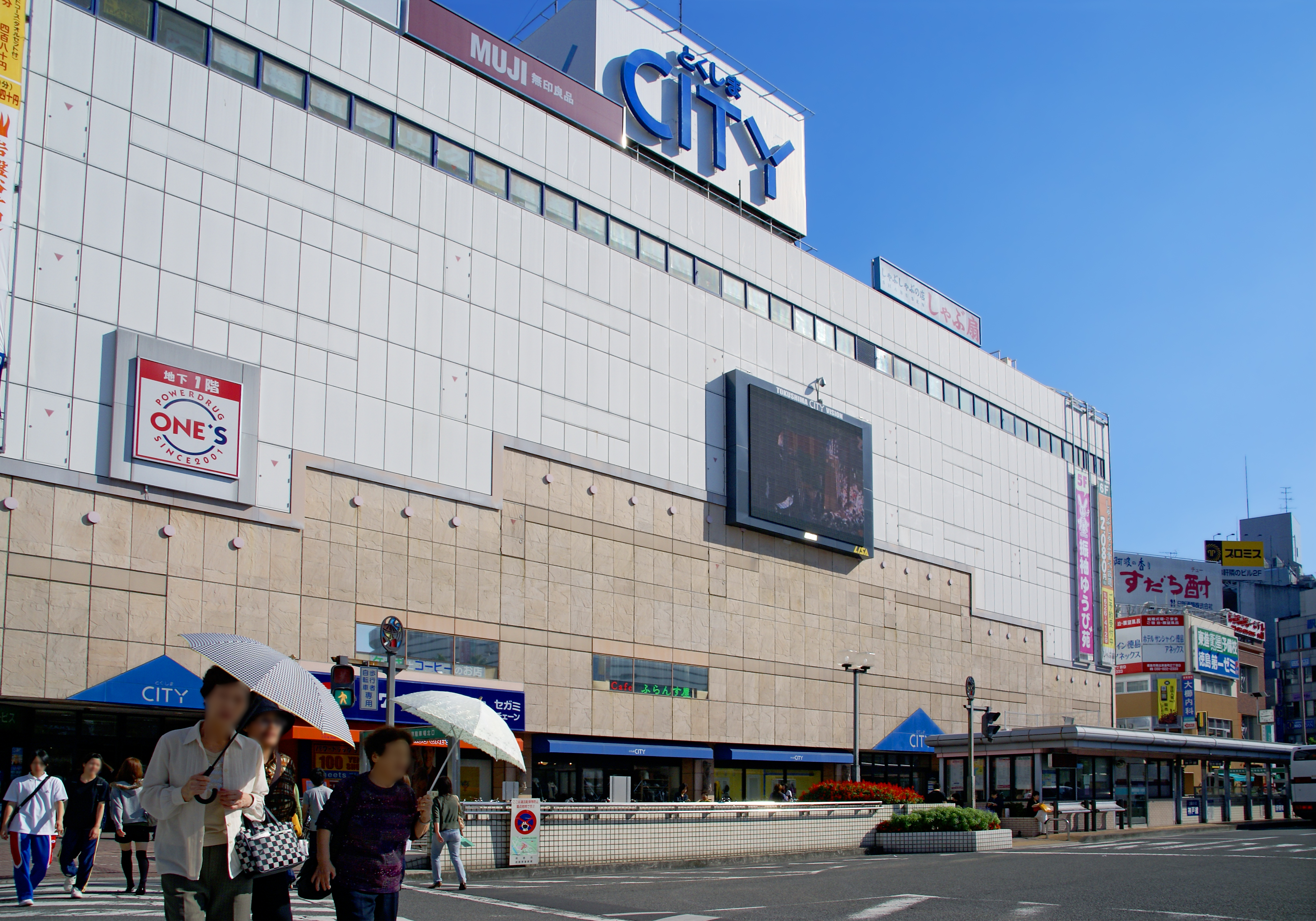
とくしまCITY
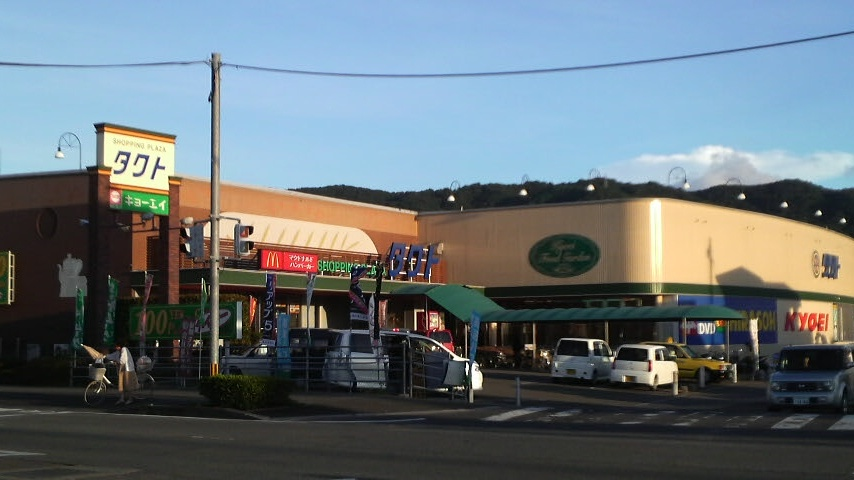
ショッピングプラザ タクト

| ダイワロイネットホテル徳島駅前 | 徳島駅前   | 2015年10月25日 | 営業中         | セブンイレブンなど                           |                        | とくしまCITY跡地。                                                                                                   |
| ラスタビル（旧つぼ美屋ビル）   | 徳島駅前   | 1974年         |                | つぼみや百貨店新館                           |                        | |
| ラスタビル（旧つぼ美屋ビル）   | 徳島駅前   | 1987年4月20日  | 1999年4月11日  | 徳島ビブレ                                   | 8400m2（延床面積）     | |
| ラスタビル（旧つぼ美屋ビル）   | 徳島駅前   | 2001年10月12日 | 2003年1月27日  | ラスタ徳島                                   | 8400m2（延床面積）     | 2012年9月にビル解体工事開始、2013年3月31日にビル解体工事完了。跡地はコインパーキングになっている。商業ビルを計画中。 |
| 徳島名店街                     | 徳島駅前   | 1957年         | 営業中         | ホテルサンルート徳島、タリーズコーヒーなど。 | 8058m2 (延床面積)      | 2006年に新築オープン。                                                                                               |
| 丸新百貨店                     | 新町地区   | 1934年3月24日  | 1995年3月22日  |                                              | 7898m2                 | 老舗の地場百貨店として賑わったが、そごう出店後売り上げが減少し閉店。 跡地は東新町商店街のイベント広場になった。      |
| 徳島東宝ビル                   | 新町地区   | 1971年6月18日  | 2005年11月27日 | ダイエー徳島店                               | 3720m2（延床面積）     | 跡地には2009年5月に高層マンション「アルファステイツ新町」が竣工し、1階部分に地場スーパーがんばりやが出店。           |
| 徳島東宝ビル                   | 新町地区   | 1971年6月18日  | 2006年1月27日  | 徳島東宝                                     |                        | 跡地には2009年5月に高層マンション「アルファステイツ新町」が竣工し、1階部分に地場スーパーがんばりやが出店。           |
| 徳島サティ                     | 昭和地区   | 1981年3月1日   | 2008年4月6日   |                                              | 11500m2                | 跡地には田岡病院が開院した。                                                                                         |
| ハローズ万代モール             | 昭和地区   | 2017年7月3日   | 営業中         | ハローズ万代店など                           |                        | 月極駐車場跡地。 |
| マルナカ徳島店                 | 津田地区   | 2003年12月20日 | 営業中         | ヤマダ電機、宮脇書店、コムサイズムなど       | 16433m2                | |
| ヤマダ電機徳島本店             | 渭北地区   | 2007年9月14日  | 営業中         |                                              | 6950m2（売場面積）     | |
| ハローズ住吉モール             | 渭東地区   | 2016年10月21日 | 営業中         | ハローズ住吉店、セリアなど                   |                        | |
| ケーズデンキ徳島沖洲店         | 沖洲地区   | 2002年3月14日  | 2021年2月14日  |                                              |                        | 跡地にはキョーエイ沖洲市場店が開店した。                                                                             |
| 徳島リバーシティ               | 沖洲地区   | 1981年4月25日  | 2009年2月1日   | ジャスコ徳島店など                           | 8487m2                 | 老朽化のため閉店。 跡地にはイオンモール徳島が開店した。                                                              |
| イオンモール徳島               | 沖洲地区   | 2017年4月27日  | 営業中         | イオンスタイル徳島店など                     | 約49,900m2（敷地面積） | 徳島リバーシティ跡地。                                                                                               |
| キョーエイ佐古店               | 佐古地区   | 1973年12月7日  | 2018年11月7日  | ダイソー                                     |                        | 老朽化のため閉店。 跡地にはハローズ佐古モールが開店した。                                                            |
| ハローズ佐古モール             | 佐古地区   | 2019年12月6日  | 営業中         | ハローズ佐古店、レディ薬局、セリアなど       |                        | キョーエイ佐古店跡地、ダイヤレーン跡地。                                                                             |
| マルナカ佐古店                 | 佐古地区   | 2021年10月29日 | 営業中         |                                              |                        | |
| ケーズデンキ沖浜店             | 八万地区   | 2021年2月26日  | 営業中         |                                              | 4191m2（売場面積）     | ホームキーパーデコール沖浜店跡地。                                                                                   |
| アクロスプラザ徳島大松         | 勝占地区   | 2006年         | 営業中         | キリン堂、ダイソー、ローソン                 |                        | |
| ショッピングプラザタクト       | 加茂名地区 | 1994年11月30日 | 営業中         | キョーエイ、エディオン、平惣など             |                        | 地場最大手のキョーエイが経営する複合商業施設。                                                                       |

- 徳島クレメントプラザ
- アミコ専門店街
- とくしまCITY
- ショッピングプラザ タクト

#### スーパーマーケット
地元資本の勢力が強く、複数の地場スーパーがチェーン展開を行っている。かつてはダイエー、ジャスコ（上述のとおりイオンスタイルとして再出店）、サティもあったが相次いで撤退した。店舗数は増加しており、市街地や郊外を問わず市内一円に立地している。
競争が激化しているため、徳島県産の生鮮食料品の販売に力を入れたり24時間営業を行ったりするなど、各店が様々なサービスを展開している。
- 徳島県内に本社を置くスーパー
  - キョーエイ
  - セブン
  - チューオースーパー
  - デイリーマート
  - スカイマート
  - がんばりや
- 徳島県外に本社を置き、徳島市内に店舗を持つスーパー
  - イオンスタイル - イオンリテール運営。
  - 業務スーパー
  - マルナカ - フジ運営。
  - マルヨシセンター
  - ハローズ
  - フジ
  - ダイレックス

#### 商店街
徳島市の定義では、中心市街地は内町地区と新町地区から構成されており、主に次の商店街がある。アーケードがあるのは東新町、籠屋町商店街などであるが、その長さは約1.5キロメートルで、四国の他県都に比べると短く、店舗の集積度や通行量も少ない。これは市街地の商業の中心がアーケード街ではなく徳島駅前となっており、デパートなどの大型商業施設が商店街に存在していないことや、市内には私鉄がなく、自家用車による移動が多いため、郊外店に有利な状況が続いているためである。
かつては百貨店や大型スーパー、映画館、劇場が集まり、徳島県下はもとより四国でも最大の繁華街を形成し、最新の流行、文化を得られる場所として賑わった。しかし昭和50年代以降、モータリーゼーションの進展に伴い郊外の大型店に客を奪われ始め、さらに1983年（昭和58年）にそごうの入ったアミコビルが、1993年（平成5年）にクレメントプラザが徳島駅前に開業したことから衰退が加速し、現在では大型商業施設や映画館は全て姿を消し、通行量も昭和40年代の5%ほどにまで減少している。
徳島市は藩政時代から商業都市として栄え、全国の10大都市として古くから市街地の規模も大きかった。中心市街地周辺にも、藩政時代からの歴史を持つ中小商店街が多く存在している。また、戦後開発された郊外型の商店街もある。
中心市街地の商店街

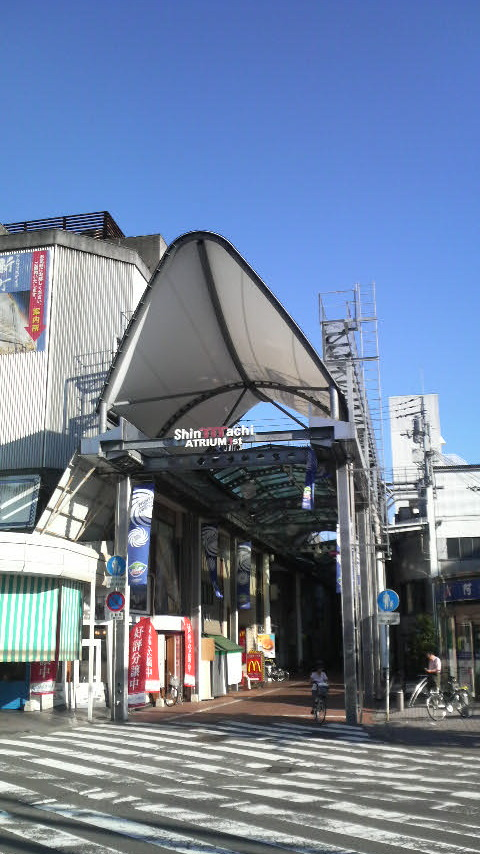
東新町商店街
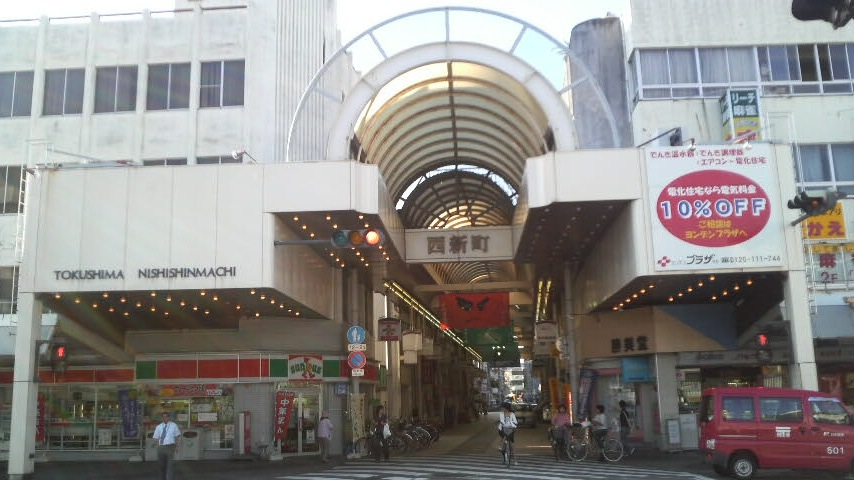
西新町商店街
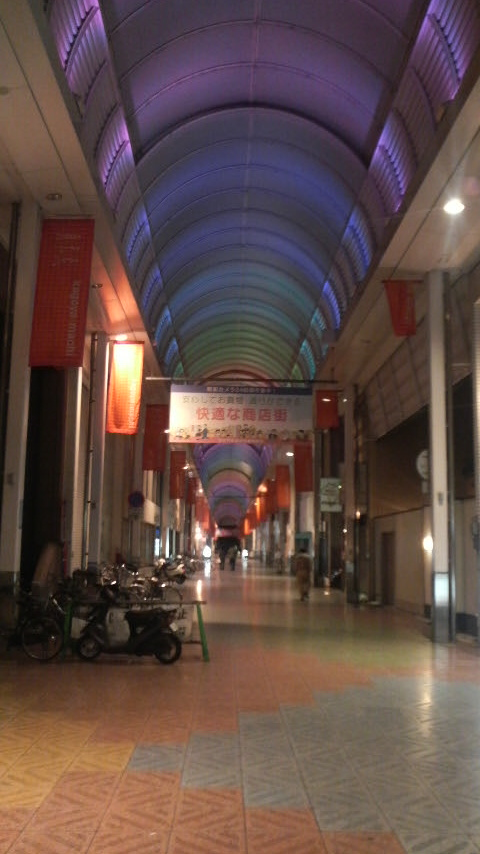
籠屋町商店街
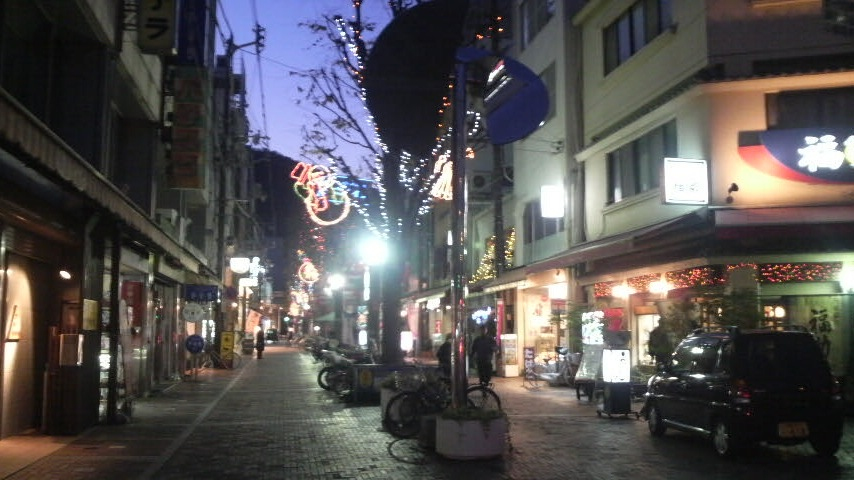
銀座商店街
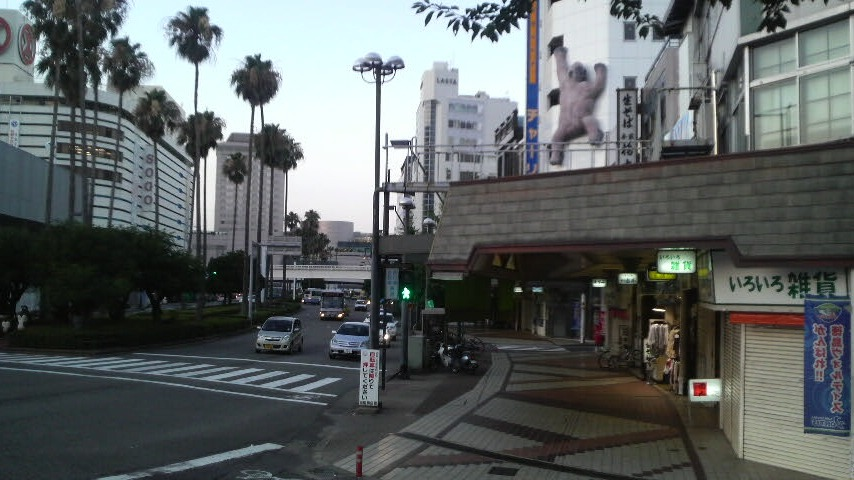
元町商店街
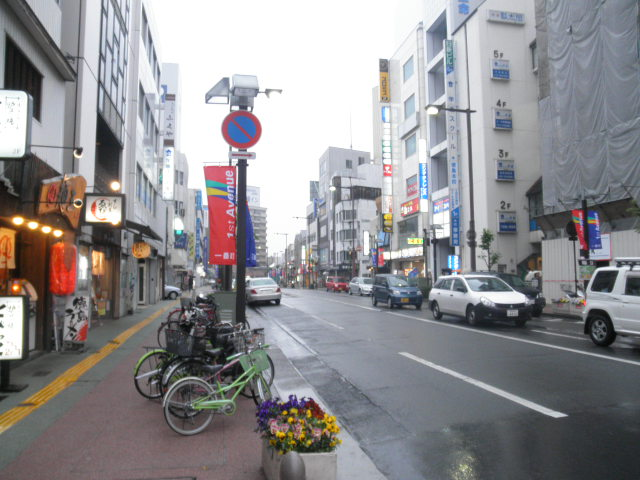
一番町商店街
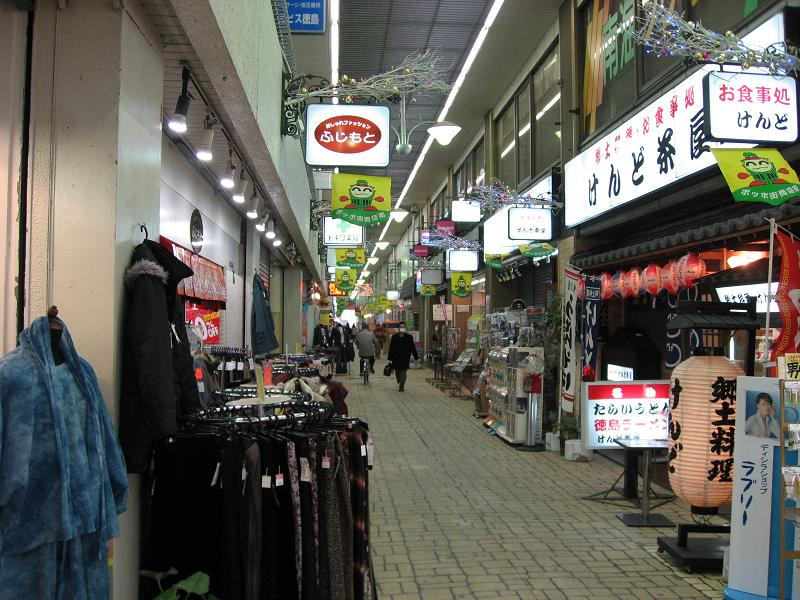
ポッポ街商店街
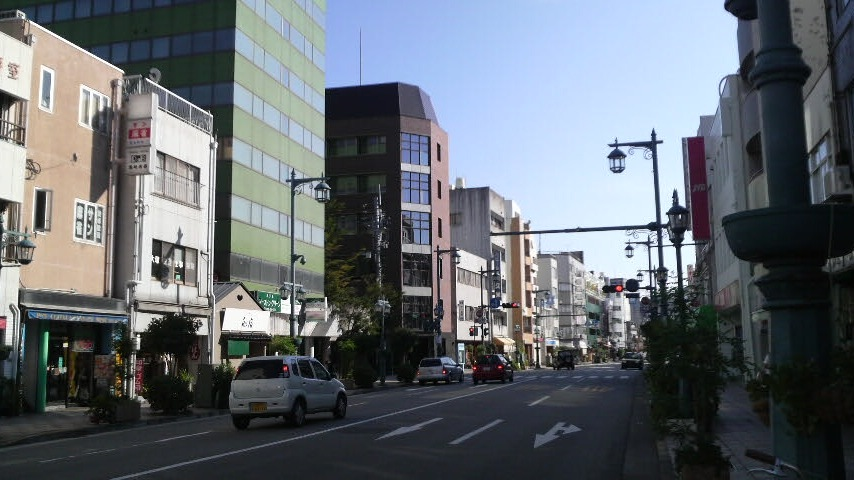
両国本町商店街
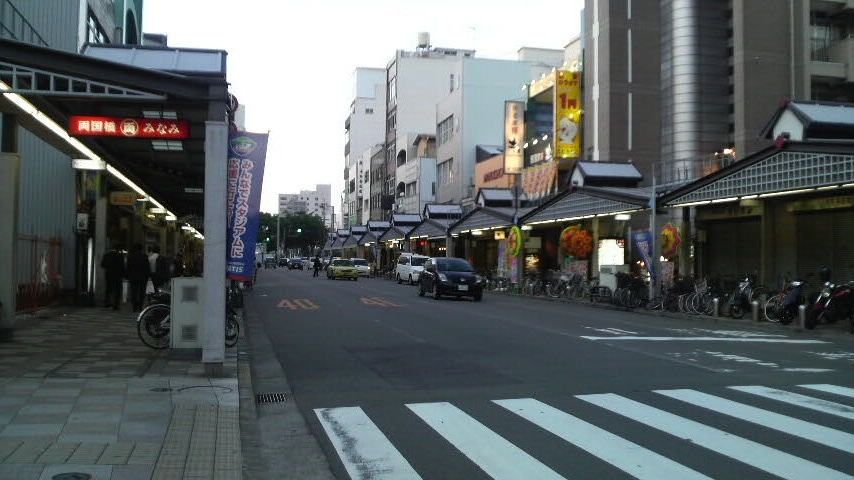
両国橋南商店街

その他の商店街
- 佐古地区、蔵本町、庄町、大道、二軒屋町、仲之町、助任本町、福島、安宅、住吉などに広く立地している。

#### 映画館
かつては新町地区を中心として30軒を超す映画館があり、県内一円からの集客を誇った。しかし、2001年（平成13年）に隣接する北島町のフジグラン北島にシネマコンプレックスのシネマサンシャイン北島がオープンすると次々と閉館し、2006年（平成18年）に幸町の徳島ホールでの封切映画の上映を打ち切ったのを最後に、市内の映画館は全滅することとなった。
県庁所在地であるのもかかわらず映画館が全くないという状況は市民の間でも問題となり、2008年の徳島市長選挙では原秀樹市長（当時現職）が映画館の復活を公約に掲げたほどであった。
その後、徳島市はアニメーション制作会社「ユーフォーテーブル」に依頼して、アニメ映画を中心とした映画館を東新町商店街に開館することを決め、2012年春にufotable CINEMAが完成した。
また、2017年にイオンが徳島市にシネマコンプレックスを備えた大型商業施設「イオンモール」を開業し、ユーフォーテーブルシネマ以来の本格的な映画館が市内に開館することとなった。

#### その他
コンビニエンスストア
徳島駅前や市街地の主要道路沿い、郊外に多く立地している。店舗数は増加を続けており競争が激化している。差別化や新たな顧客獲得のため、野菜などの生鮮食料品を売る店や高齢者向けの小売品を販売する店が増えている。かつてはサークルK、サンクスもあったが、ファミリーマートへのブランド転換などのため、消滅した。
- ローソン
- ファミリーマート
- ミニストップ
- セブンイレブン

徳島ラーメンの主な店舗
全国的に有名になった「徳島ラーメン」を中心に、様々なタイプのラーメン（中華そば、支那そば）店がある。
- いのたに
- 東大 大道本店
- 麺王 徳島駅前本店
- 三八

### 金融
徳島県に本社を持つ金融機関の多くが当市に本店を持っており、大手・地方銀行、証券会社、保険会社などの支店も集中している。
当市に初めてできた銀行は、地元藍商人の久次米兵次郎が1880年（明治13年）に設立した久次米銀行であり、全国第6番目の銀行であった。

#### 市内に本店を置く金融機関
- 阿波銀行（西船場町・第一地方銀行）
- 徳島大正銀行（富田浜・第二地方銀行：トモニホールディングス傘下）
- 徳島信用金庫（紺屋町）
- 阿波証券（寺島本町西）
- 徳島合同証券（中通町）

#### 市内に支店を置く金融機関
中央銀行および政府系金融機関
- 日本銀行高松支店徳島事務所

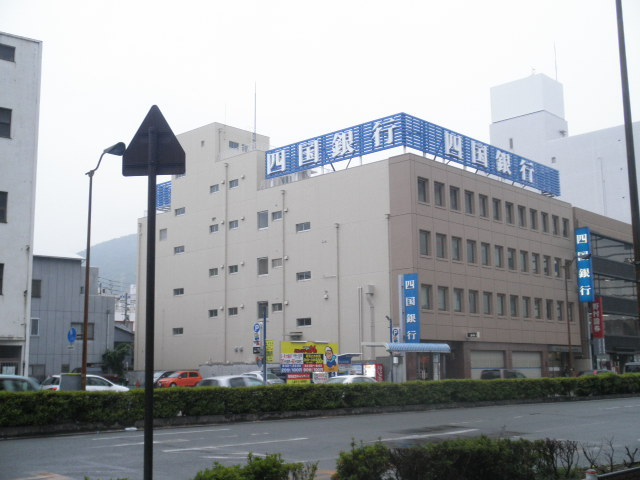
ゆうちょ銀行徳島店（松山支店徳島出張所）徳島中央郵便局の局舎内に出店。四国統括の徳島貯金事務センター（旧地方貯金局）がある。
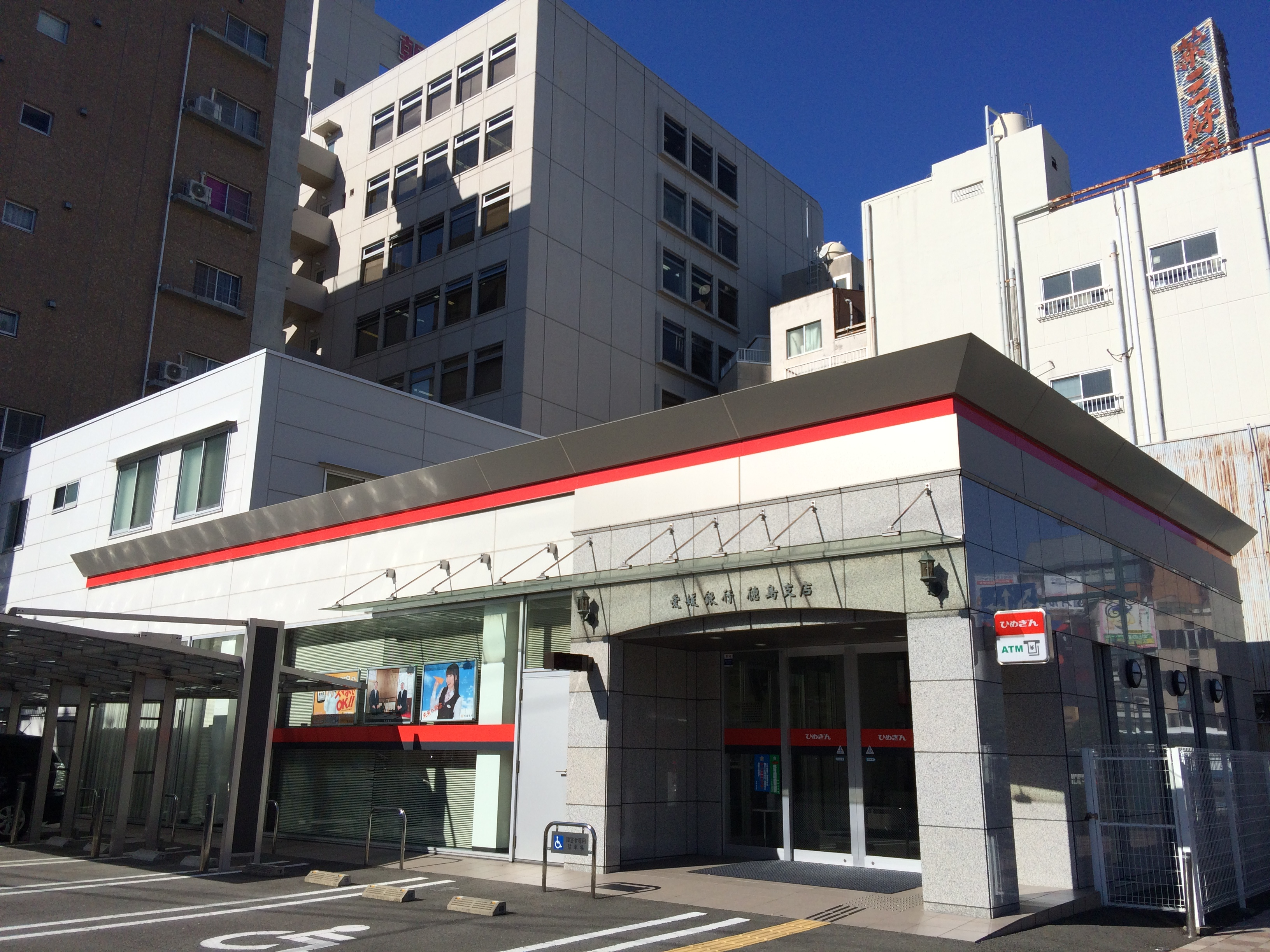
日本政策金融公庫徳島支店
- 商工中金徳島支店

メガバンク（都市銀行）・信託銀行
- みずほ銀行 - 元第一勧業銀行支店。
- 三菱UFJ銀行 - 元三和銀行支店。
- 三菱UFJ信託銀行 - 元UFJ信託銀行支店。2018年7月より高松支店に統合。
- 三井住友銀行（高松法人営業部の営業所）

地方銀行（本店所在地） - 四国に本店を持つ銀行はすべて徳島市内に支店を持つ。
- 四国銀行（高知市） - 大正時代に、当市にあった旧関西銀行（関西みらい銀行とは無関係）を合併した流れがあるため、支店ではなく「徳島営業部」と呼称するほか、徳島市内に他に8支店を持つ。1988年（昭和63年）までは、徳島市の指定金融機関は四国銀行であった。
- 百十四銀行（高松市）
- 伊予銀行（松山市）

第二地方銀行（本店所在地） - 四国に本店を持つ銀行は全て徳島市内に支店を持つ。
- 香川銀行（高松市）トモニホールディングス傘下
- 愛媛銀行（松山市）
- 高知銀行（高知市）

労働金庫
- 四国労働金庫（高松市）

信用金庫
徳島信用金庫以外に支店を持つ信金はない。
信用組合
徳島県内、および徳島市内に本店・支店を有する信組は存在しない。
証券会社
- 大和証券徳島支店
- みずほ証券徳島支店
- SMBC日興証券徳島支店
- 岡安証券徳島営業所

- 四国銀行徳島営業部
- 愛媛銀行徳島支店

### 市内に本社を置く主要企業
- Category:徳島市の企業を参照

製造業
徳島製粉、阿波製紙、四国大陽日酸、四国トーセロ
情報・通信業
ジャストシステム、四国放送、徳島新聞、エフエム徳島、メディコム、あわわ
交通・運輸業
徳島バス、四国高速運輸、徳島通運（日通グループ）
サービス業
ノヴィル、キョーエイ、セブン、アクサス
など

### 事業所などを置く主要企業
- 大塚化学徳島工場
- 大塚製薬
  - 徳島研究所
  - 徳島工場
- 四国化成工業徳島工場吉成事業所
- 新日本理化徳島工場
- 大鵬薬品工業徳島工場
- 日亜化学工業V工場
- 日清紡ケミカル徳島事業所
- ダイオーペーパープロダクツ徳島事業所
- 大日本印刷（DNP四国）徳島工場
- 日立化成五井事業所（徳島）
- ハマヤ四国工場

## 医療・福祉
当市は医師、歯科医師、薬剤師、看護師などの医療従事者が非常に多いことで知られており、人口当たりの病院・診療所数は全国の市町村中4位、医師数は同19位となっている。
徳島県全体で医療従事者数は全国的に非常に多くなっているが、とりわけ当市に数が集中し、医師数で3分の2、医療施設で約6割を占めており、全国でも最高クラスの医療激戦区となっている。
市内に医療従事者が多い理由としては、徳島大学の存在が指摘されている。同大学は医学部、歯学部、薬学部が揃う四国で唯一の大学であり、長年にわたり多くの医療従事者を輩出している。
特に医学部は戦前の設立であり、1973年に愛媛大学に設置されるまで四国で唯一の医学部だった。歯学部、薬学部は現在でも四国の国立大学では徳島大学にしかない。
また、徳島文理大学には薬学部と保健福祉学部、四国大学には看護学部、徳島県立総合看護学校、専門学校健祥会学園には介護福祉科、理学療法士科、作業療法士科があり、医療・福祉関連の専門職を数多く育成、輩出している。
医療施設、従事者の集中とともに、製薬などの医療関連産業も発達しており、市内には大塚製薬といった大手製薬メーカーの工場や研究所が立地しているほか、関連地場産業の発展もみられる。徳島大学との産学連携事業が盛んである。

### 主な医療機関
- 徳島大学病院（696床）（蔵本町）
- 徳島県立中央病院（460床）（蔵本町）
- TAOKAこころの医療センター（322床）（城東町）【精神病院】
- 第一病院（308床）（新浜本町）【精神病院】
- 徳島市民病院（307床）（北常三島町）
- むつみホスピタル（283床）（南矢三町）【精神病院】
- そよかぜ病院（252床）（名東町）【精神病院】
- 虹の橋葵ホスピタル（221床）（八多町）【精神病院】
- 田岡病院（210床）（万代町）
- 博愛記念病院（210床）（勝占町）
- 協立病院（199床）（八万町）
- 徳島健生病院（186床）（下助任町）
- リハビリテーション大神子病院（171床）（大原町）
- 城南病院（167床）（丈六町）【精神病院】
- 木下病院（142床）（南末広町）
- 川島病院（123床）（北佐古一番町）
- 中洲八木病院（105床）（中洲町）
- 大久保病院（105床）（大道）
- たまき青空病院（100床）（国府町早淵）
- 水の都記念病院（80床）（北島田町）
- 天満病院（72床）蔵本町

このほか、小松島市に徳島赤十字病院（405床）、鳴門市に徳島県鳴門病院（307床）、南海病院（301床）、鳴門シーガル病院（236床）、吉野川市鴨島町に国立病院機構とくしま医療センター西病院（236床）、吉野川医療センター（290床）、阿南市に阿南医療センター（398床）、板野町に国立病院機構とくしま医療センター東病院（276床）、上板町に藍里病院（228床）、松茂町にほのぼのホスピタル（216床）、北島町にきたじま田岡病院（198床）がある。

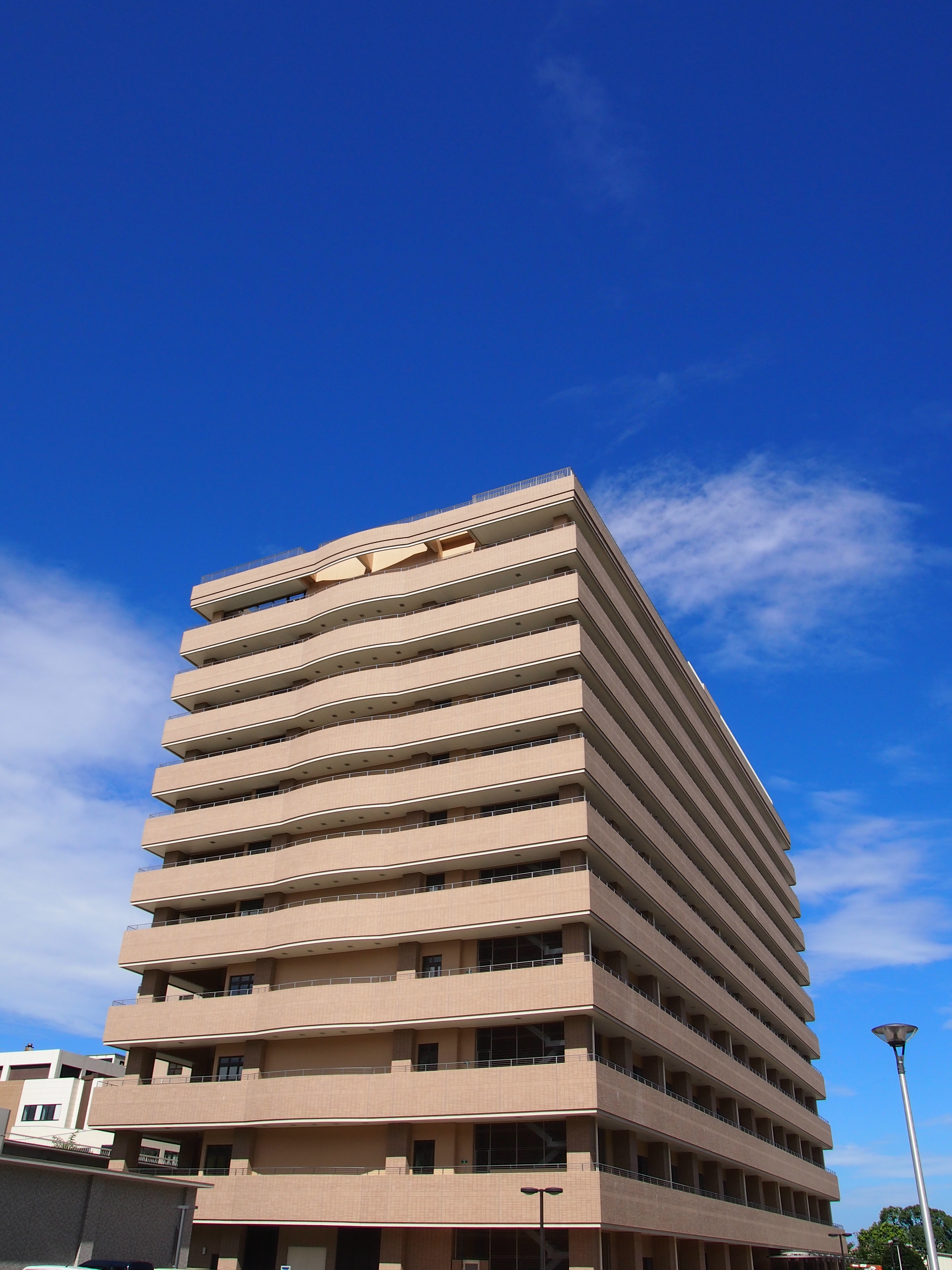
徳島大学病院
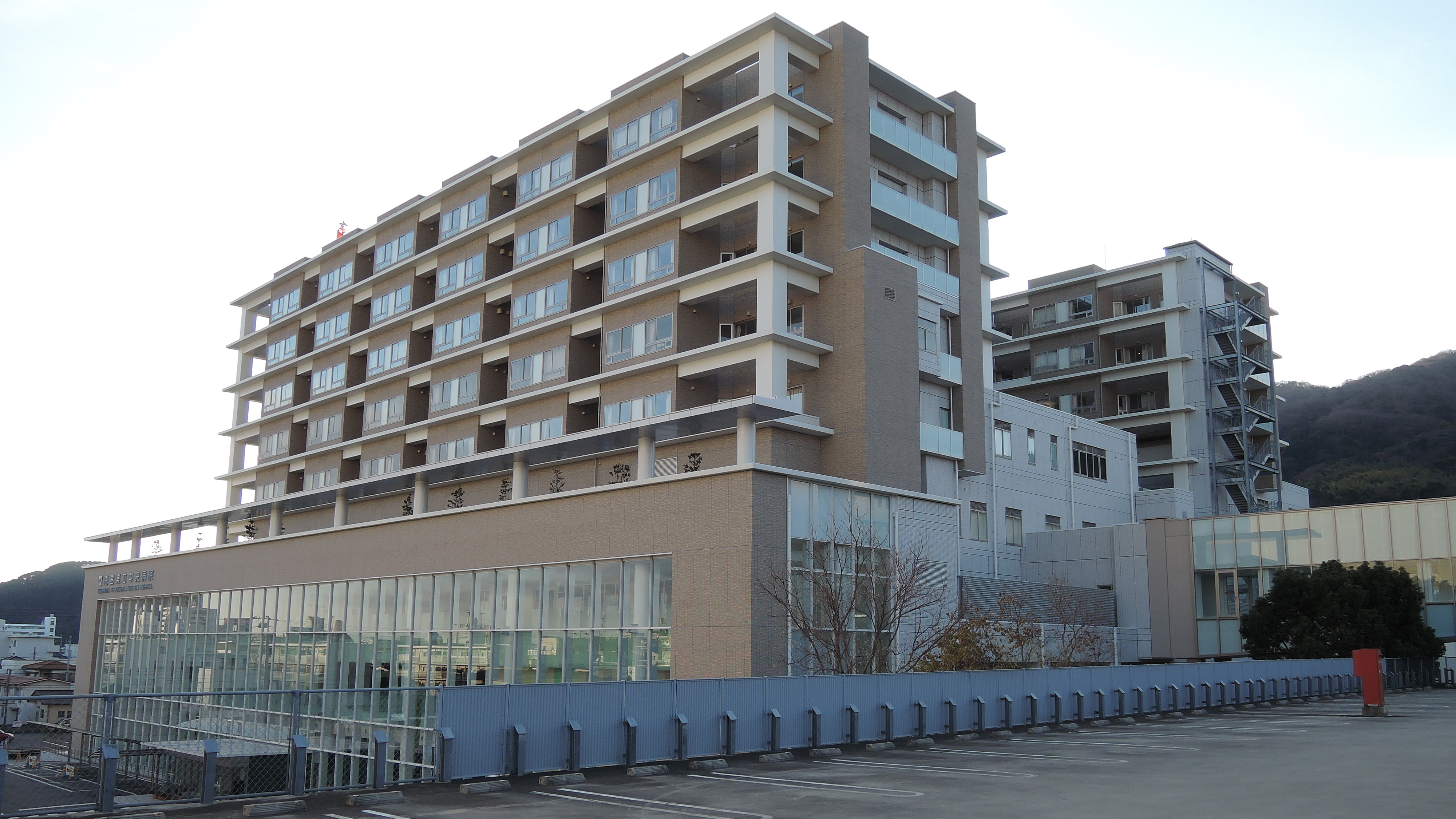
徳島県立中央病院
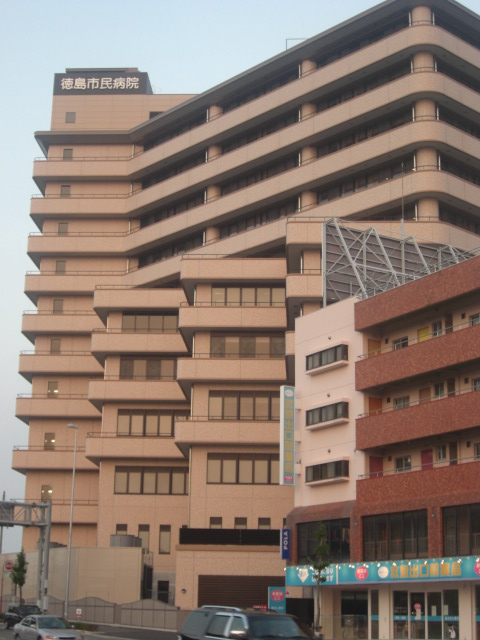
徳島市民病院

## 教育
鳴門教育大学と徳島工業短期大学を除き、徳島県内の大学は全て本市に立地している。また、県内の高校のうち、2011年度現在で存続している私立高校はすべて本市に集中している。
本市に大学が設置されたのは戦後に入ってからだが、戦前には徳島医学専門学校などの国立専門学校が集中して開校し、四国の高等教育の中枢を担った。現在でも、四国で医歯薬学部の揃った大学は徳島大学のみであり、また、同大工学部の学生数は中四国の大学で最多である。
1875年（明治8年）には、福澤諭吉の方針によって慶應義塾の支塾も開設された。同塾が支塾を開校したのは、全国で大阪、京都、徳島の3都市だけである。

### 大学・短期大学

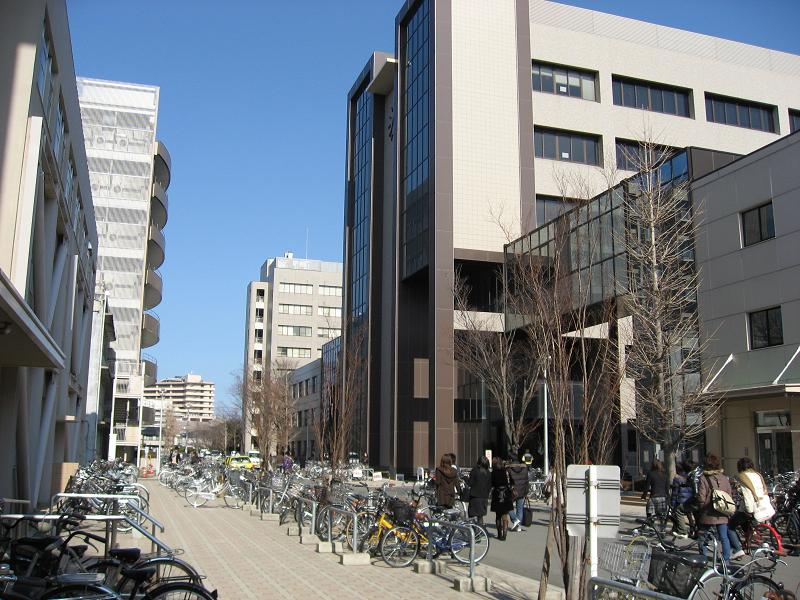
徳島大学

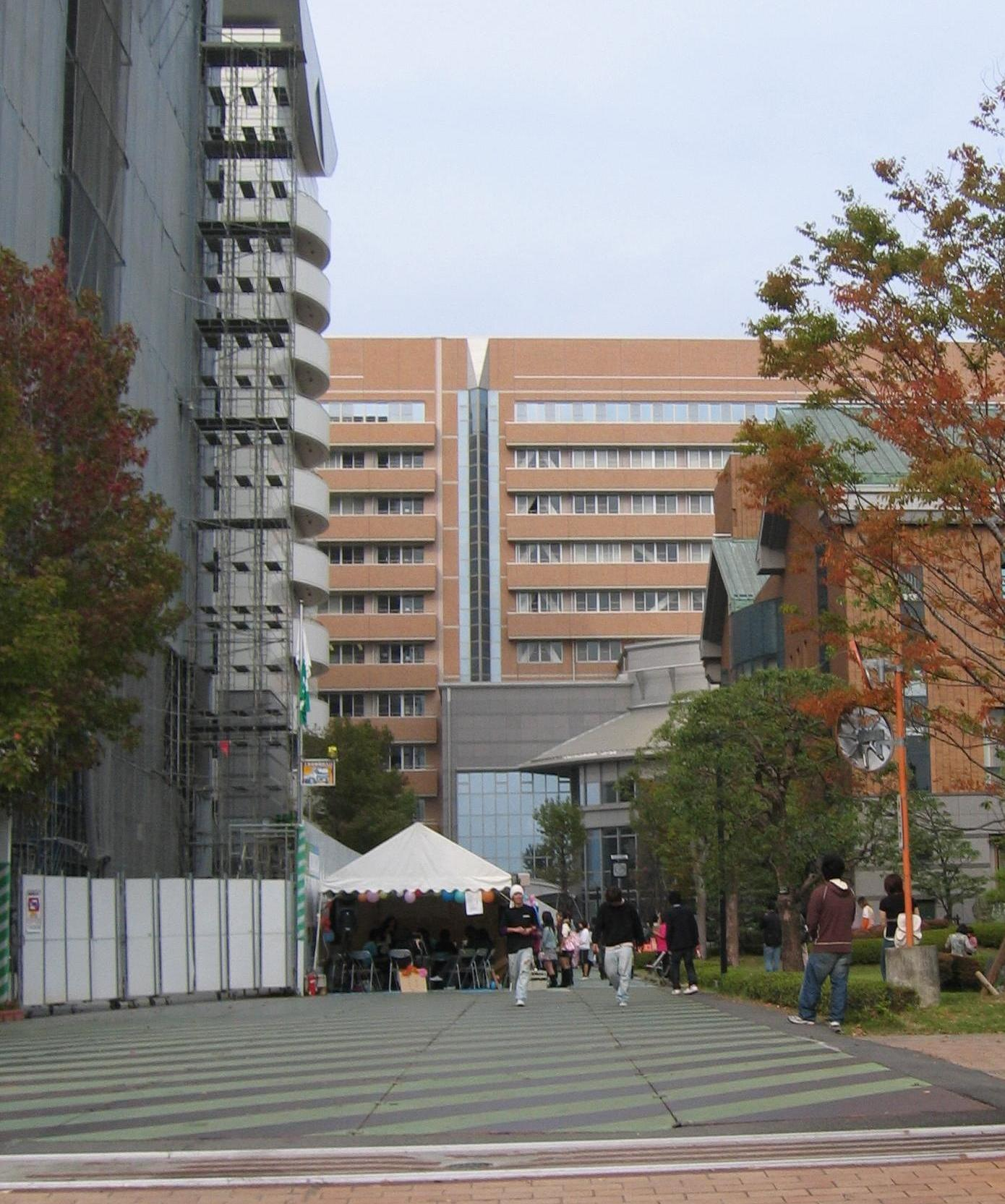
徳島文理大学

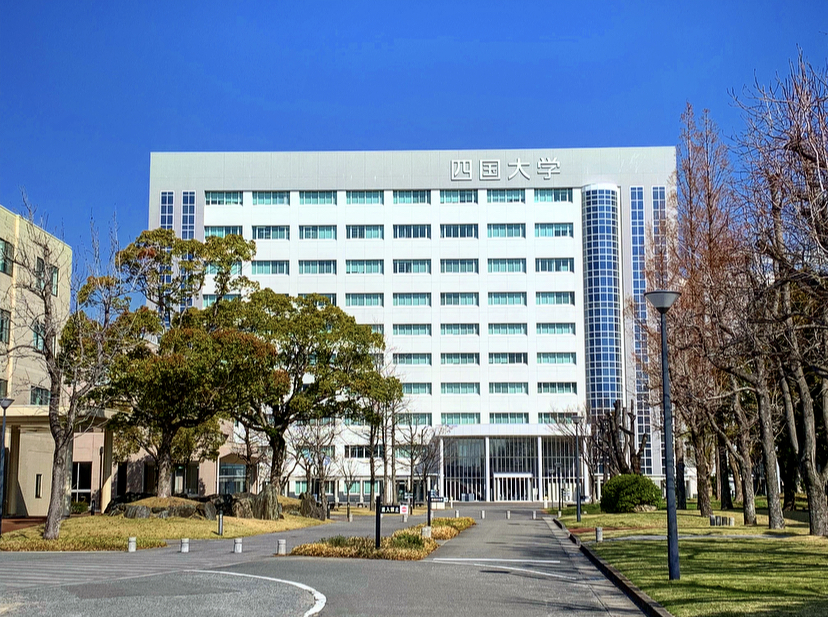
四国大学

- 徳島大学（蔵本キャンパス、常三島キャンパス）
- 徳島文理大学（徳島キャンパス）
- 徳島文理大学短期大学部
- 四国大学
- 四国大学短期大学部

### 高等学校
市立・県立

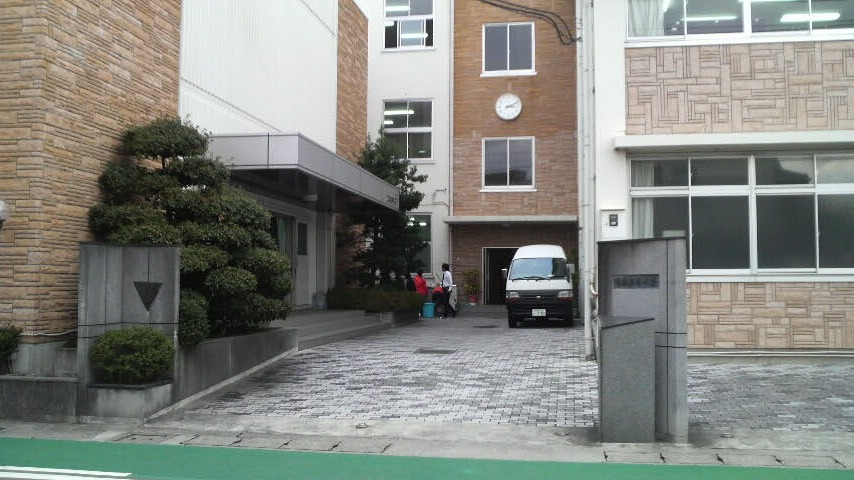
徳島市立高等学校
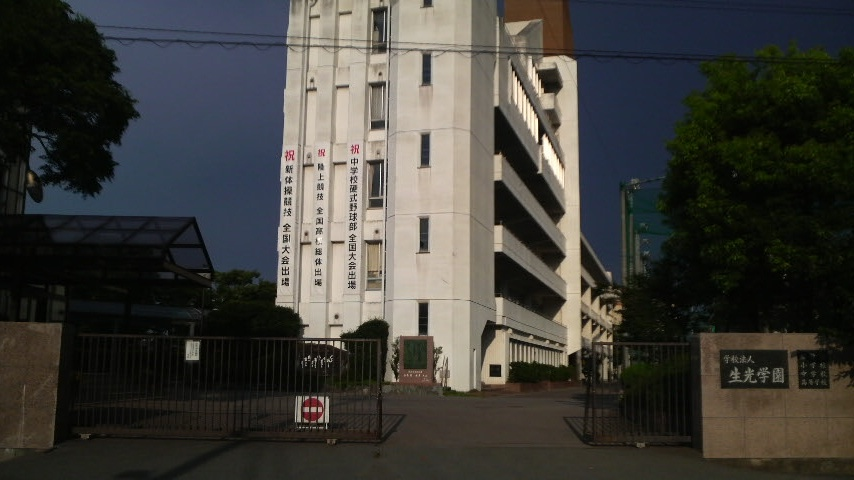
徳島県立徳島商業高等学校
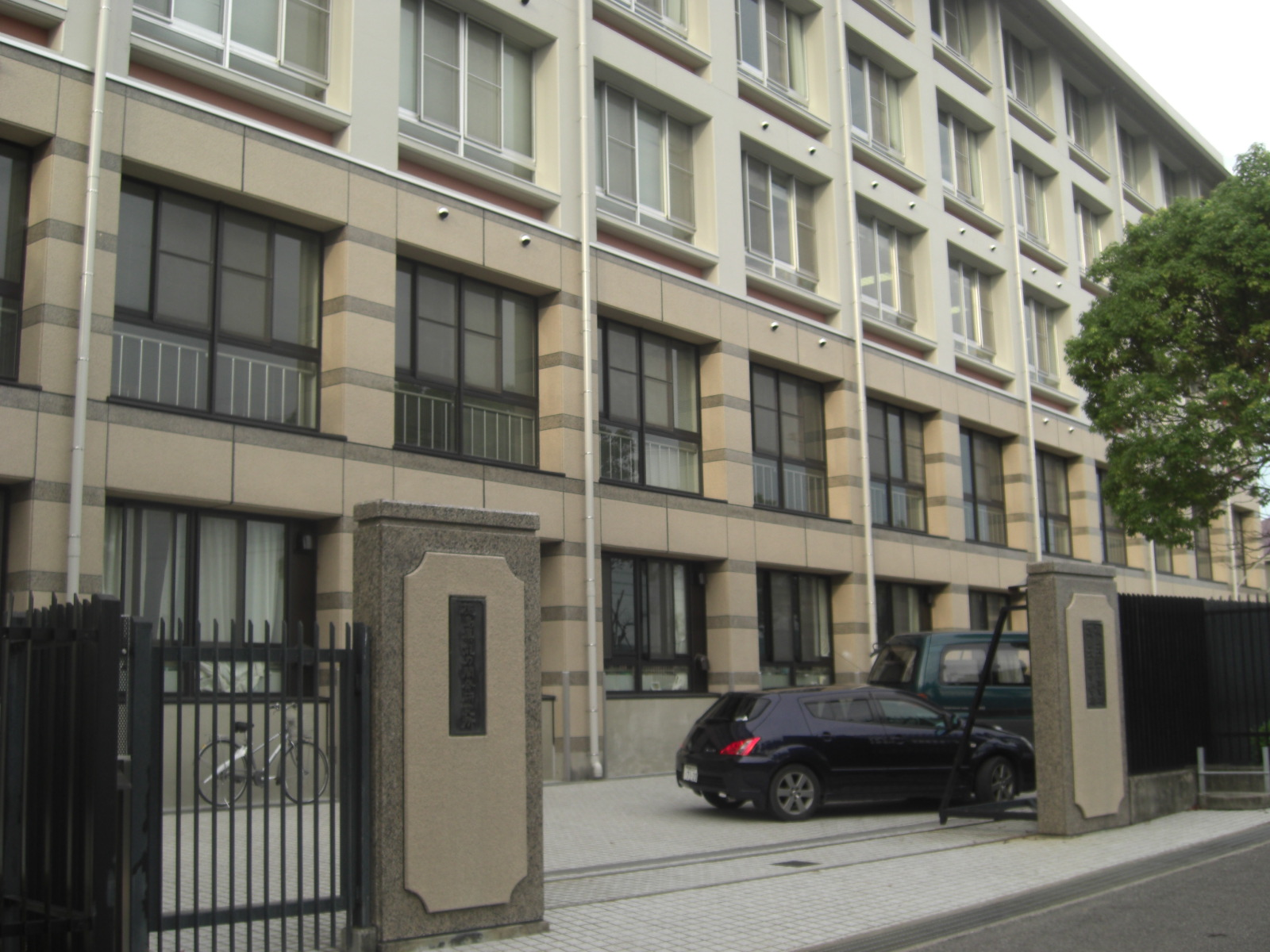
徳島県立徳島科学技術高等学校
- 徳島県立城北高等学校
- 徳島県立城西高等学校
- 徳島県立城東高等学校
- 徳島県立城南高等学校
- 徳島県立城ノ内高等学校
- 徳島県立徳島北高等学校 - 飛び地により学校敷地のみが徳島市を住所とする、実際には板野郡北島町内（ごく一部藍住町）
- 徳島県立徳島中央高等学校

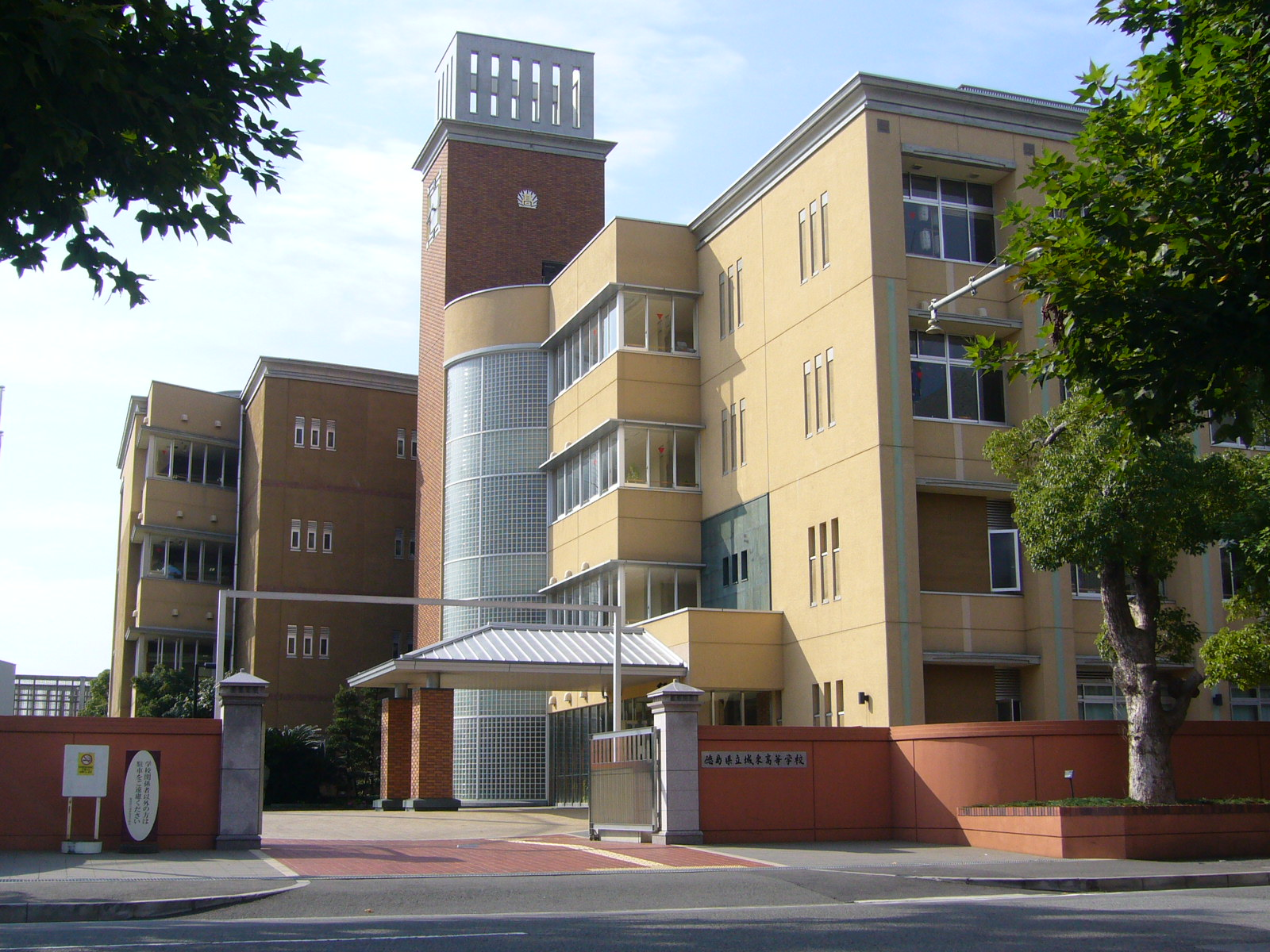
徳島県立城東高等学校
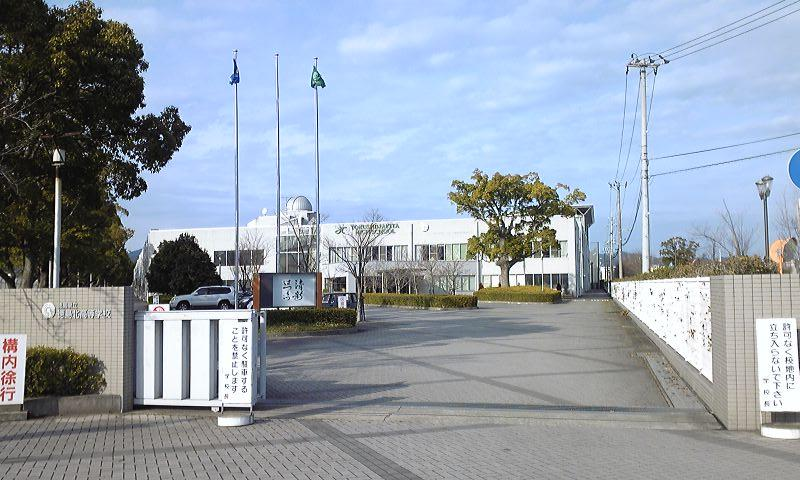
徳島県立徳島北高等学校
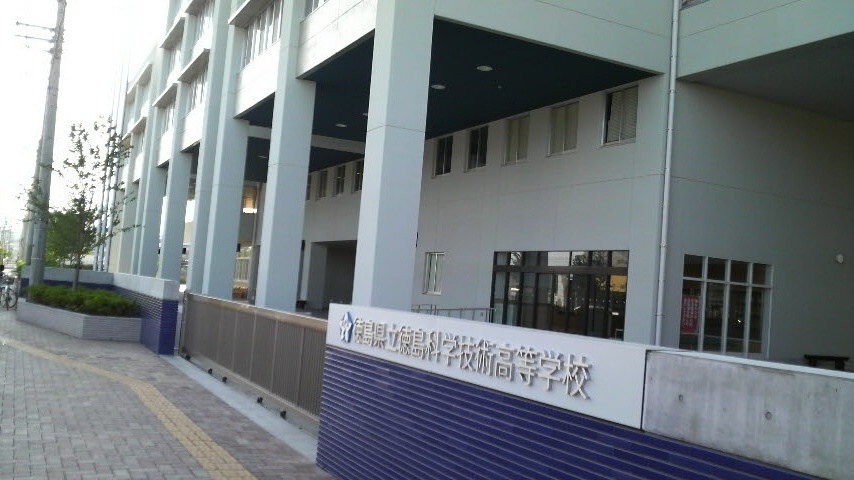
徳島県立徳島科学技術高等学校
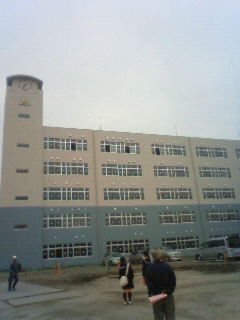
徳島市立高等学校

私立
- 香蘭高等学校
- 精華学園高等学校徳島学習センター
- 生光学園高等学校
- 徳島文理高等学校
- ルネサンス高等学校徳島学習センター

- 香蘭高等学校
- 生光学園高等学校
- 徳島文理高等学校

### 中等教育学校
- 徳島県立城ノ内中等教育学校

### 中学校

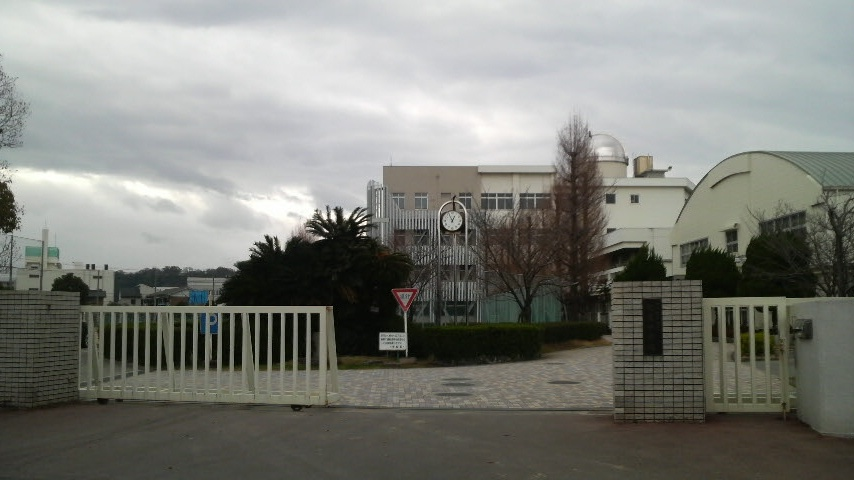
鳴門教育大学附属中学校
- 徳島市徳島中学校
- 徳島市城西中学校
- 徳島市富田中学校
- 徳島市城東中学校
- 徳島市津田中学校
- 徳島市加茂名中学校
- 徳島市八万中学校
- 徳島市南部中学校

- 徳島市不動中学校
- 徳島市上八万中学校
- 徳島市入田中学校
- 徳島市川内中学校
- 徳島市応神中学校
- 徳島市国府中学校
- 徳島市北井上中学校
- 生光学園中学校
- 徳島文理中学校
- 徳島県立しらさぎ中学校 （夜間学級）

- 鳴門教育大学附属中学校

### 小学校
太字の学校には制服がある。
- 鳴門教育大学附属小学校
- 徳島市内町小学校
- 徳島市助任小学校
- 徳島市千松小学校
- 徳島市佐古小学校
- 徳島市新町小学校
- 徳島市富田小学校
- 徳島市昭和小学校
- 徳島市福島小学校
- 徳島市城東小学校
- 徳島市沖洲小学校

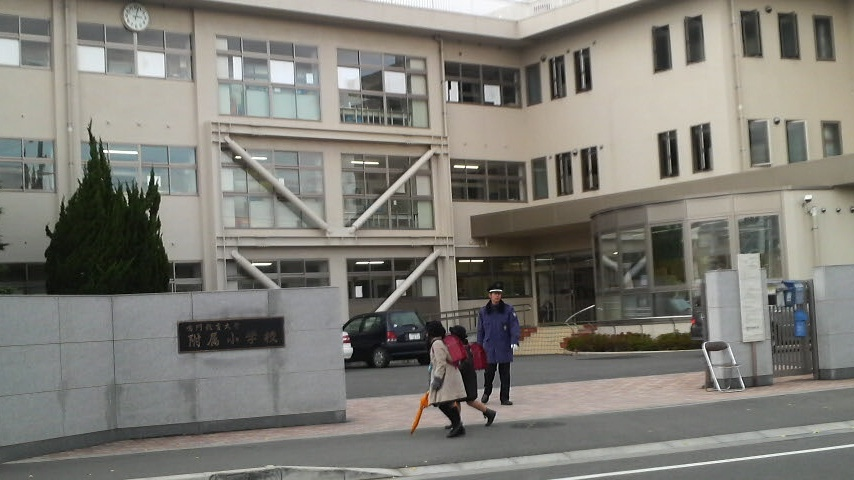
鳴門教育大学附属小学校
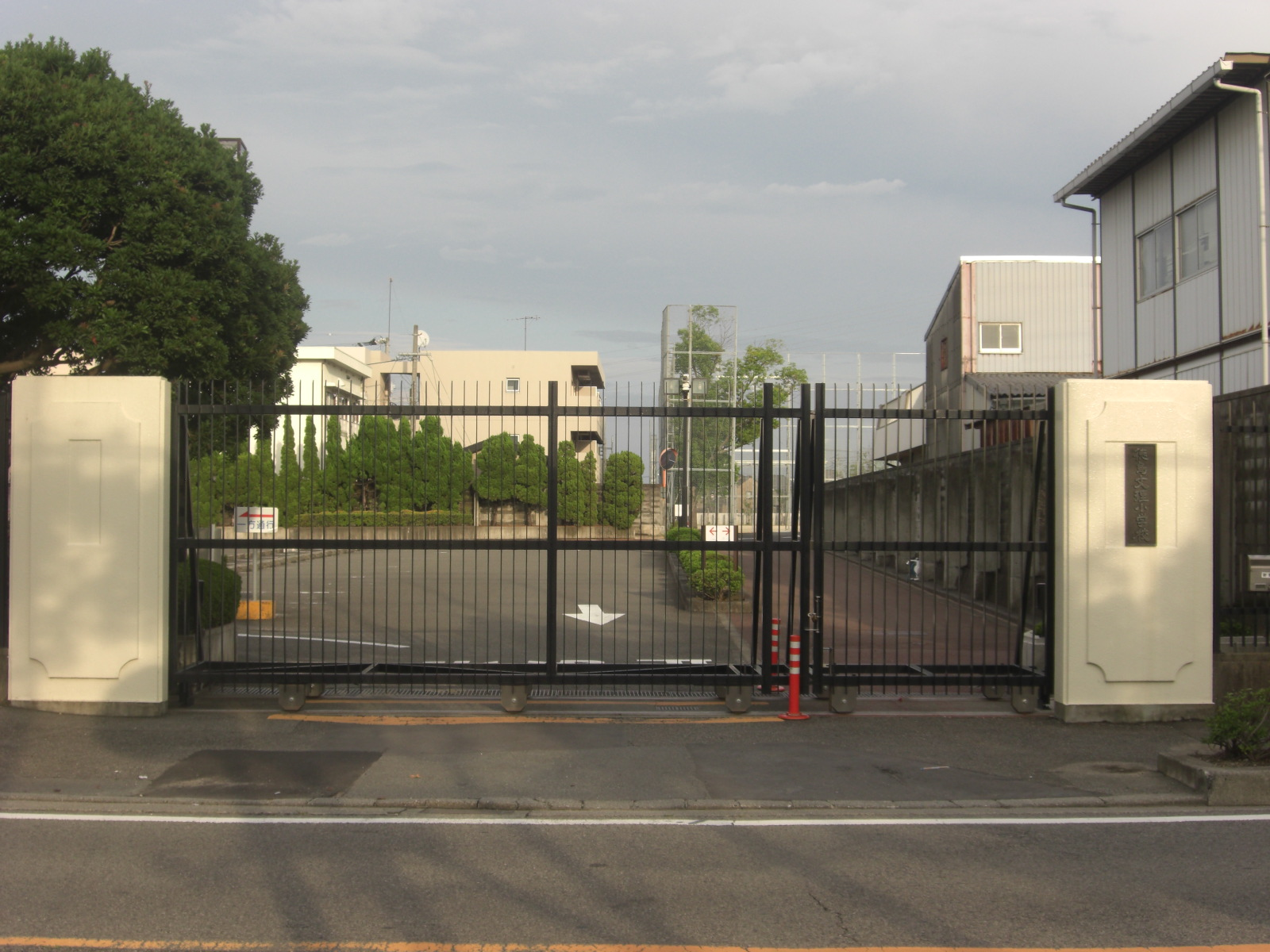
徳島市津田小学校
- 徳島市八万小学校
- 徳島市八万南小学校
- 徳島市加茂名小学校
- 徳島市加茂名南小学校
- 徳島市方上小学校
- 徳島市大松小学校
- 徳島市論田小学校
- 徳島市宮井小学校
  - 徳島市宮井小学校八多分校（2015年廃校、宮井小学校に統合）
- 徳島市飯谷小学校（2016年3月31日をもって休校[28]
- 徳島市渋野小学校

- 徳島市不動小学校
- 徳島市上八万小学校
- 徳島市一宮小学校
- 徳島市入田小学校
- 徳島市川内北小学校
- 徳島市川内南小学校
- 徳島市応神小学校
- 徳島市国府小学校
- 徳島市北井上小学校
- 徳島市南井上小学校
- 生光学園小学校
- 徳島文理小学校

- 鳴門教育大学附属小学校
- 徳島文理小学校

### 保育所（市立・認可）

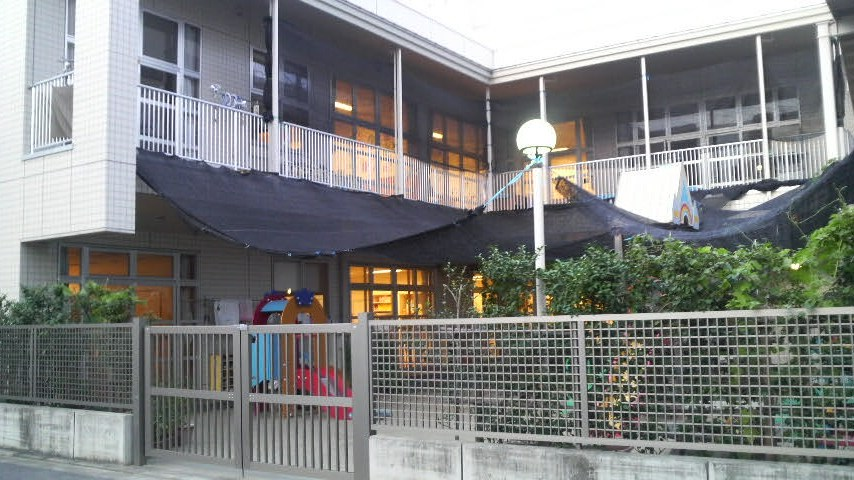
四国大学附属保育所

- 徳島市立富田保育所
- 徳島市立内町保育所
- 徳島市立渭東保育所
- 徳島市立津田保育所
- 徳島市立南井上保育所
- 徳島市立渭北保育所
- 徳島市立八万東保育所
- 徳島市立国府保育所
- 徳島市立北井上保育所
- 徳島市立論田保育所
- 徳島市立加茂名保育所
- 徳島市立昭和保育所
- 徳島市立八万保育所
- 徳島市立沖洲保育所
- 徳島市立川内保育所
- 徳島市立大松保育所
- 徳島市立名東保育所
- 徳島市立方上保育所
- 徳島市立一宮保育所

- 徳島市立不動保育所
- 徳島市立北島田保育所
- 徳島市立応神保育所
- 徳島市立芝原保育所
- 徳島市立明善保育所
- 徳島市立八多保育所
- 徳島市立多家良保育所
- 徳島市立渋野保育所
- 徳島市立丈六保育所
- 徳島市立飯谷保育所
- 徳島市立新浜西保育所
- 徳島市立城西保育所
- 私立梅の花保育園
- 私立阿波国慈恵院保育園
- 私立出来島保育園
- 私立前川乳児保育園
- 私立南佐古保育園
- 私立さくら保育園
- 私立四国大学附属乳児保育園
- 私立若松保育園
- 私立みずほ保育園
- 私立青葉保育園

- 私立もとしろ保育園
- 私立島田保育園
- 私立ひまわり保育園
- 私立くるみ保育園
- 私立なかよし保育園
- 私立川内南アコール保育園
- 私立すぎのこ保育園
- 私立わかば保育園
- 私立城南保育園
- 私立大原保育園
- 私立あゆみ保育園
- 私立助任保育園
- 私立みのり保育園
- 私立みどり保育園
- 私立光花保育園
- 私立春日保育園
- 私立育英保育園
- 私立おおぎ保育園
- 私立青嵐保育園
- 私立川内わかば保育園
- 私立四国大学附属保育所
- 私立めだか保育園
- 私立沖浜シーズ保育園
- 私立四国大学附属西富田保育所
- 私立とくしま健祥会保育園

- 四国大学附属保育所

### 幼稚園

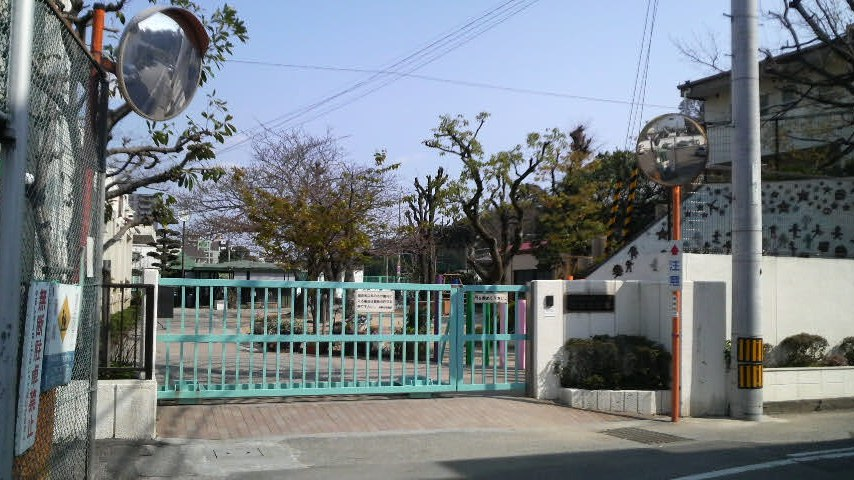
鳴門教育大学附属幼稚園
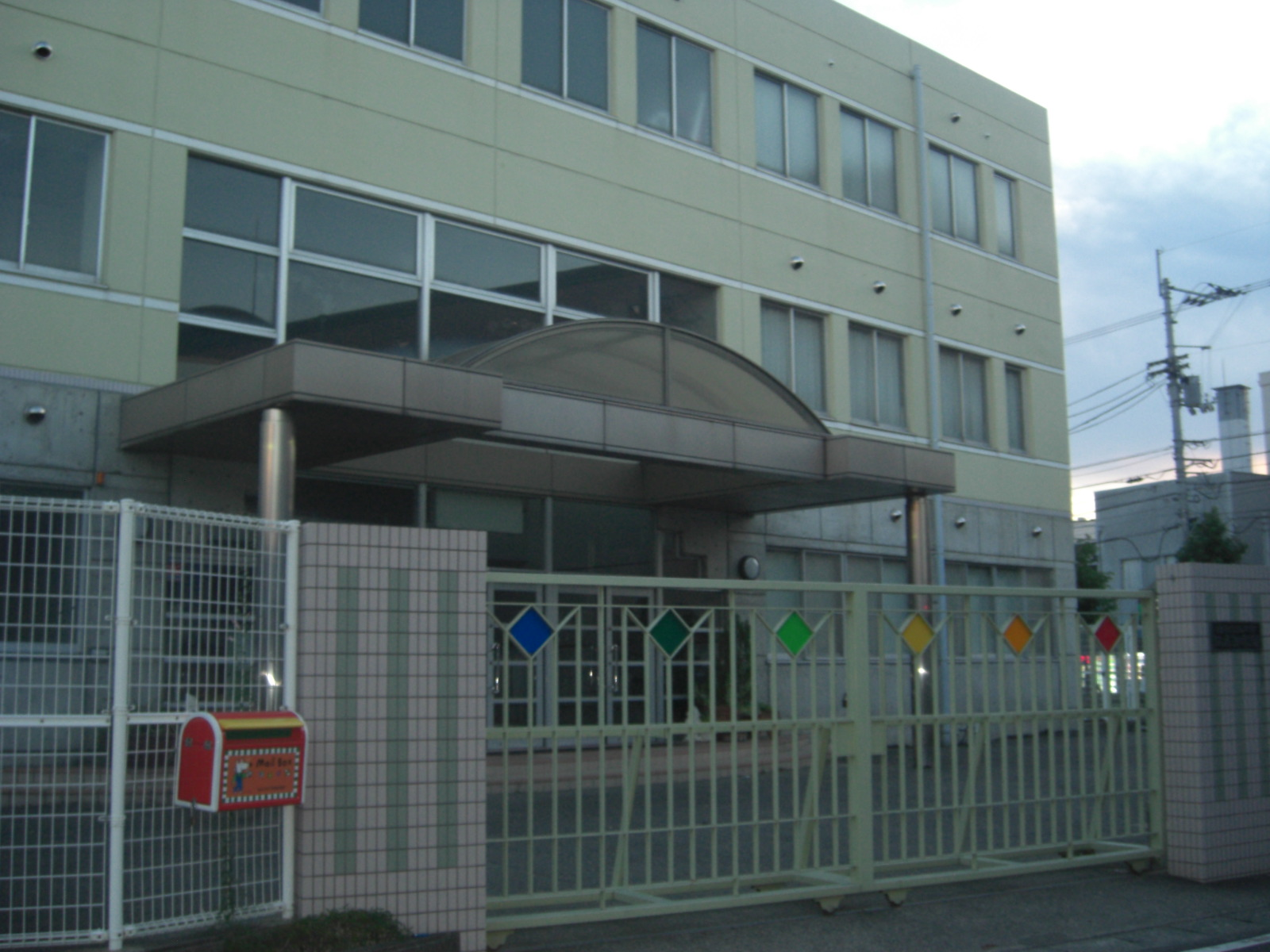
徳島文理大学附属幼稚園
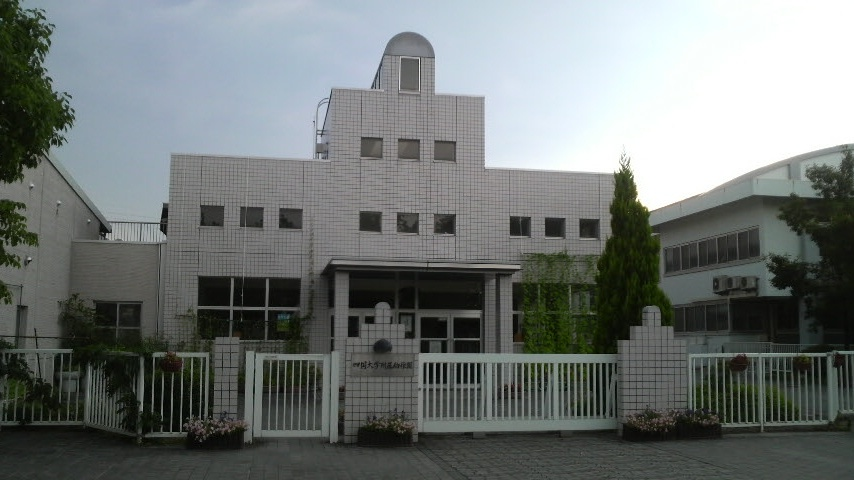
四国大学附属幼稚園

- 徳島市内町幼稚園
- 徳島市新町幼稚園
- 徳島市佐古幼稚園
- 徳島市富田幼稚園
- 徳島市福島幼稚園
- 徳島市城東幼稚園
- 徳島市助任幼稚園
- 徳島市津田幼稚園
- 徳島市昭和幼稚園
- 徳島市沖洲幼稚園

- 徳島市加茂名幼稚園
- 徳島市加茂名南幼稚園
- 徳島市八万幼稚園
- 徳島市八万南幼稚園
- 徳島市千松幼稚園
- 徳島市大松幼稚園
- 徳島市不動幼稚園
- 徳島市上八万幼稚園
- 徳島市一宮幼稚園
- 徳島市入田幼稚園
- 徳島市川内北幼稚園
- 徳島市川内南幼稚園

- 徳島市応神幼稚園
  - 徳島市応神幼稚園古川分園（現在休園中）
- 徳島市国府幼稚園
- 徳島市北井上幼稚園
- 徳島市南井上幼稚園
- 私立四国大学附属認定こども園
- 私立白うめ幼稚園
- 私立信愛幼稚園
- 私立生光学園幼稚園
- 私立徳島文理大学附属幼稚園
- 私立わかくさ幼稚園
- 私立花星幼稚園（2002年より休園）

- 鳴門教育大学附属幼稚園
- 徳島文理大学附属幼稚園
- 四国大学附属幼稚園

### 専門学校

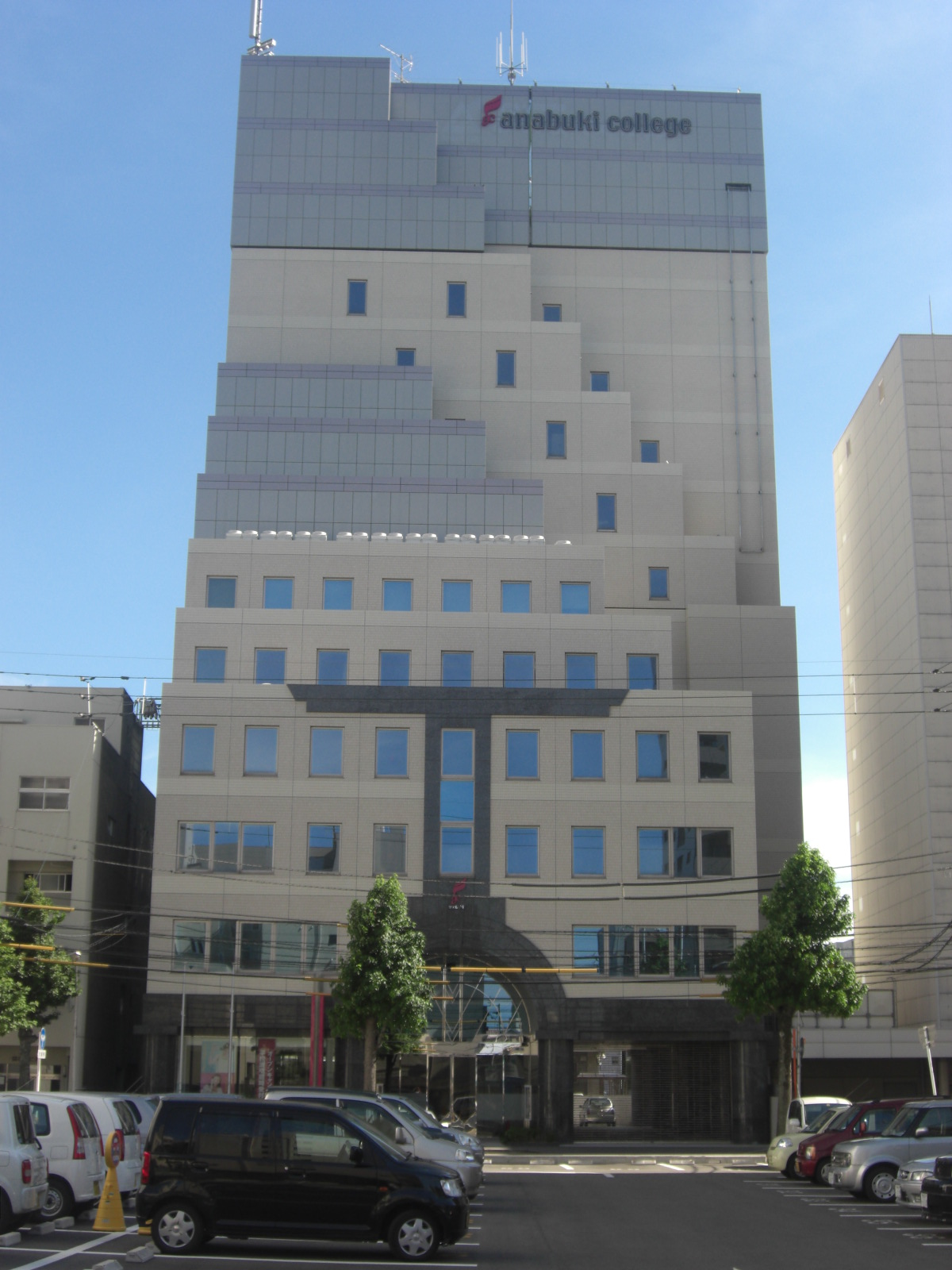
専門学校徳島穴吹カレッジ

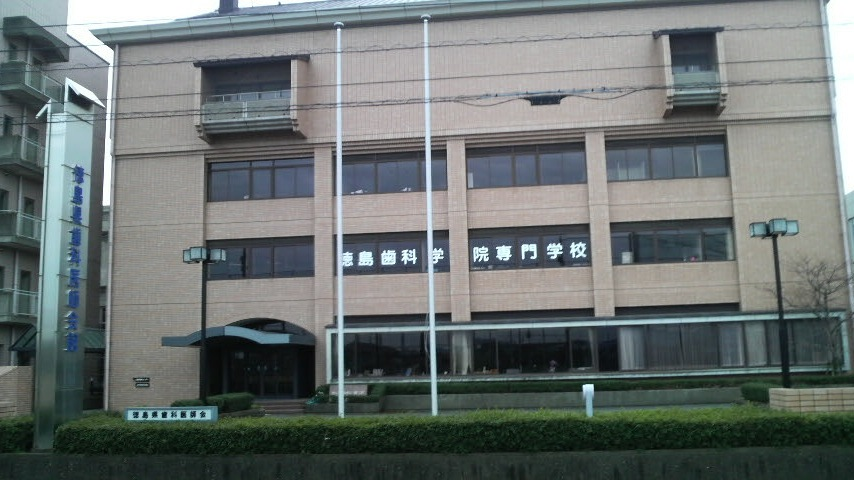
徳島県立総合看護学校
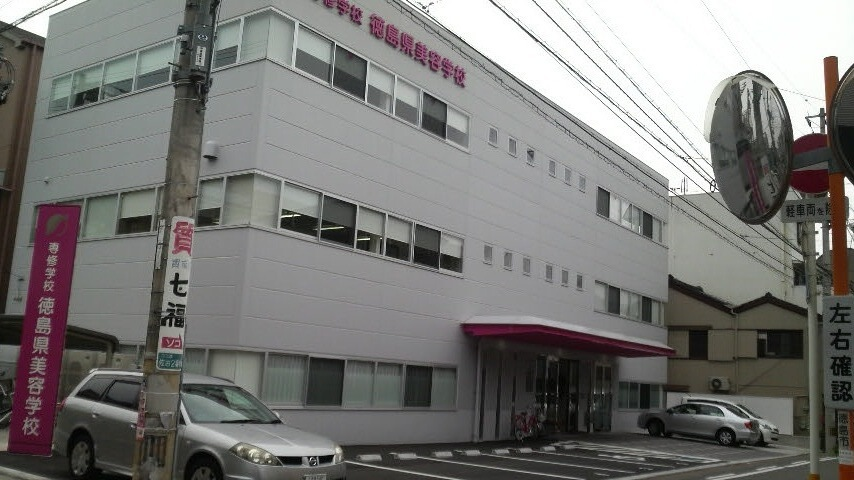
徳島歯科学院専門学校
- 徳島県美容学校
- 徳島健祥会福祉専門学校
- 四国歯科衛生士学院専門学校
- 専門学校徳島穴吹カレッジ
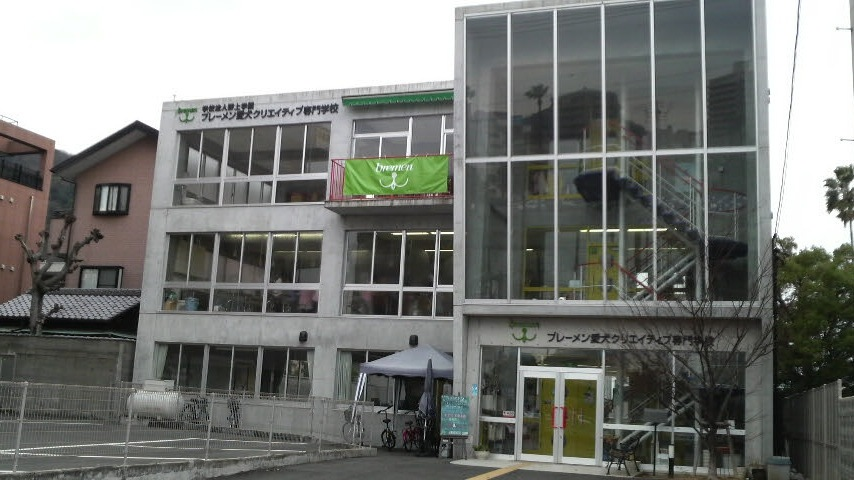
ブレーメン愛犬クリエイティブ専門学校
- 平成調理師専門学校
- 龍昇経理情報専門学校
- 和晃編物ファッションビジネス専門学校

- 徳島歯科学院専門学校
- 徳島県美容学校
- ブレーメン愛犬クリエイティブ専門学校

### 特殊学校

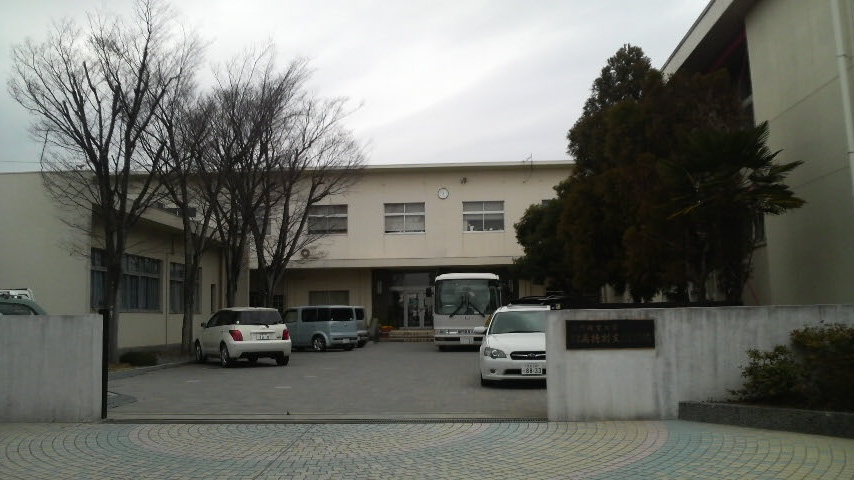
鳴門教育大学附属特別支援学校
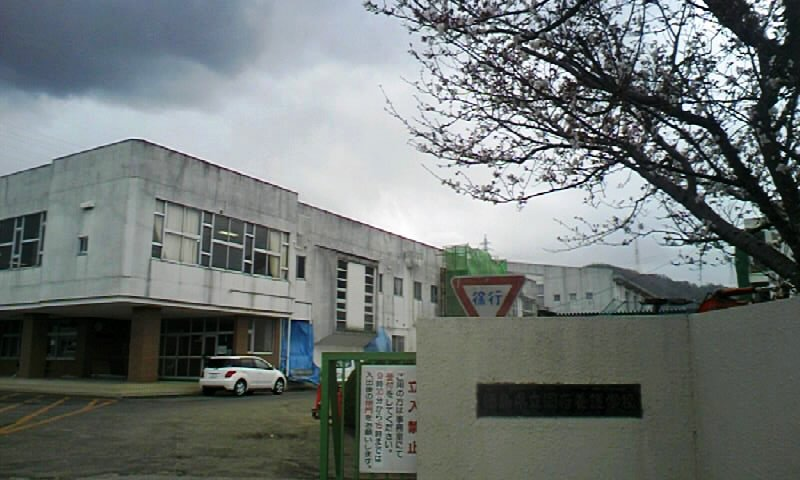
徳島県立国府支援学校
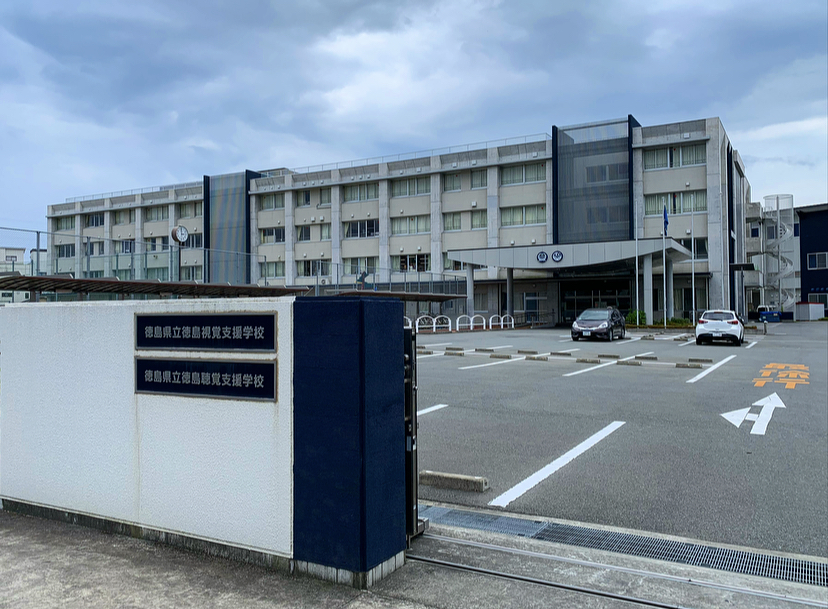
徳島県立徳島聴覚支援学校
- 徳島県立徳島視覚支援学校

- 鳴門教育大学附属特別支援学校
- 徳島県立国府支援学校
- 徳島県立徳島視覚支援学校・徳島県立徳島聴覚支援学校

### 自動車教習所

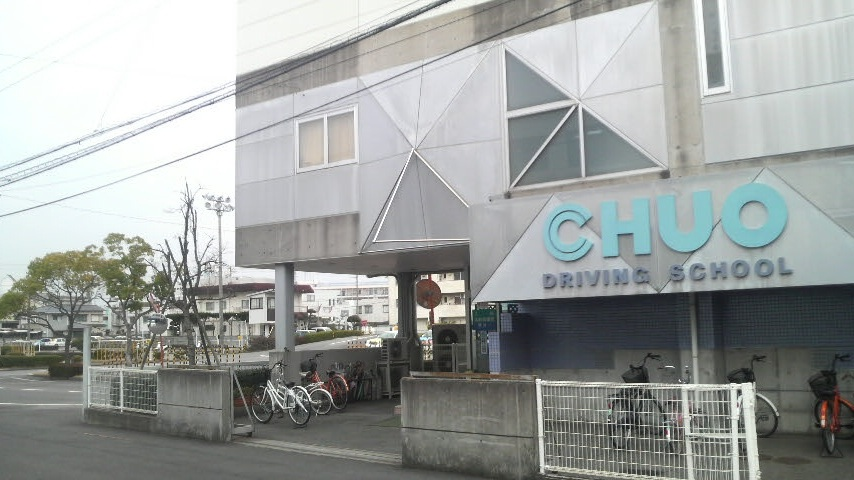
徳島中央自動車教習所
- 徳島第一自動車教習所
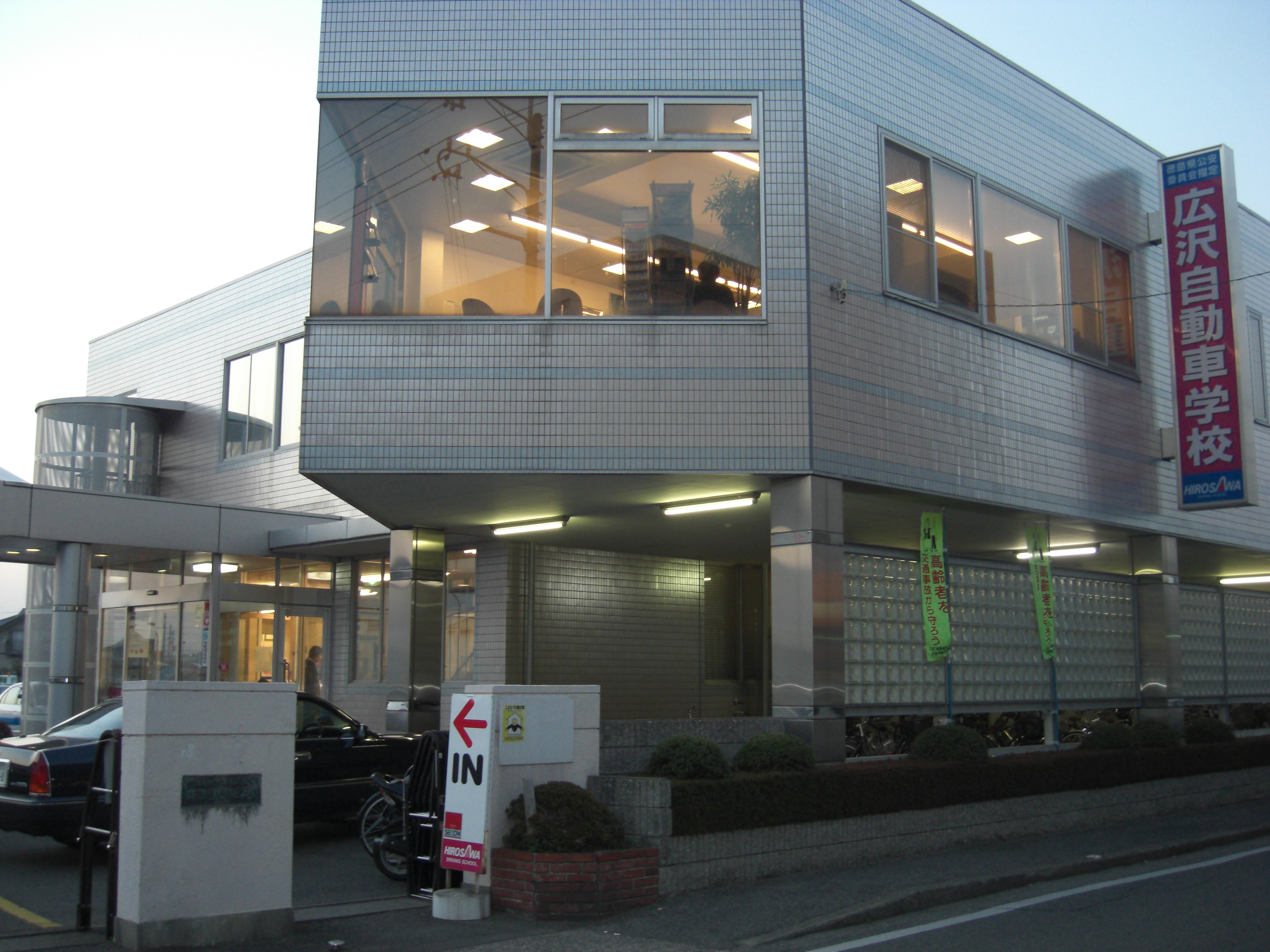
広沢自動車学校
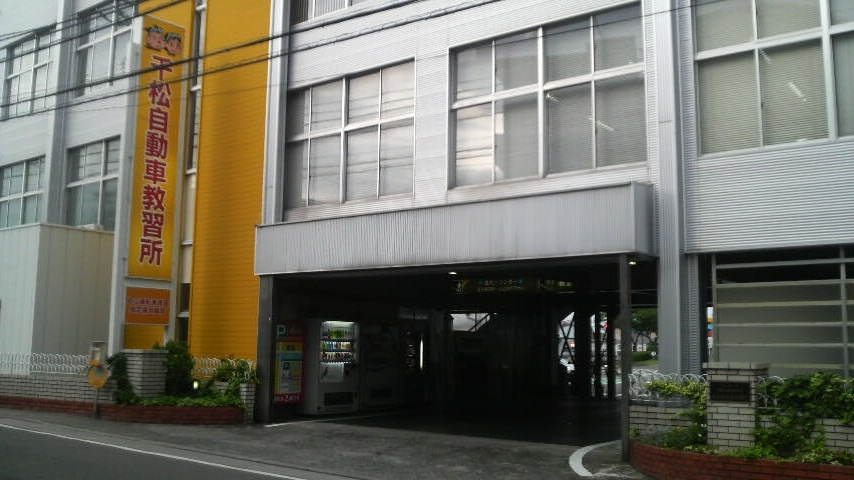
千松自動車教習所

- 徳島中央自動車教習所
- 広沢自動車学校
- 千松自動車教習所

### 児童養護施設
- 徳島県立あさひ学園
- 徳島児童ホーム

### 廃校
- 徳島文化女子短期大学
- 徳島大学医療技術短期大学部

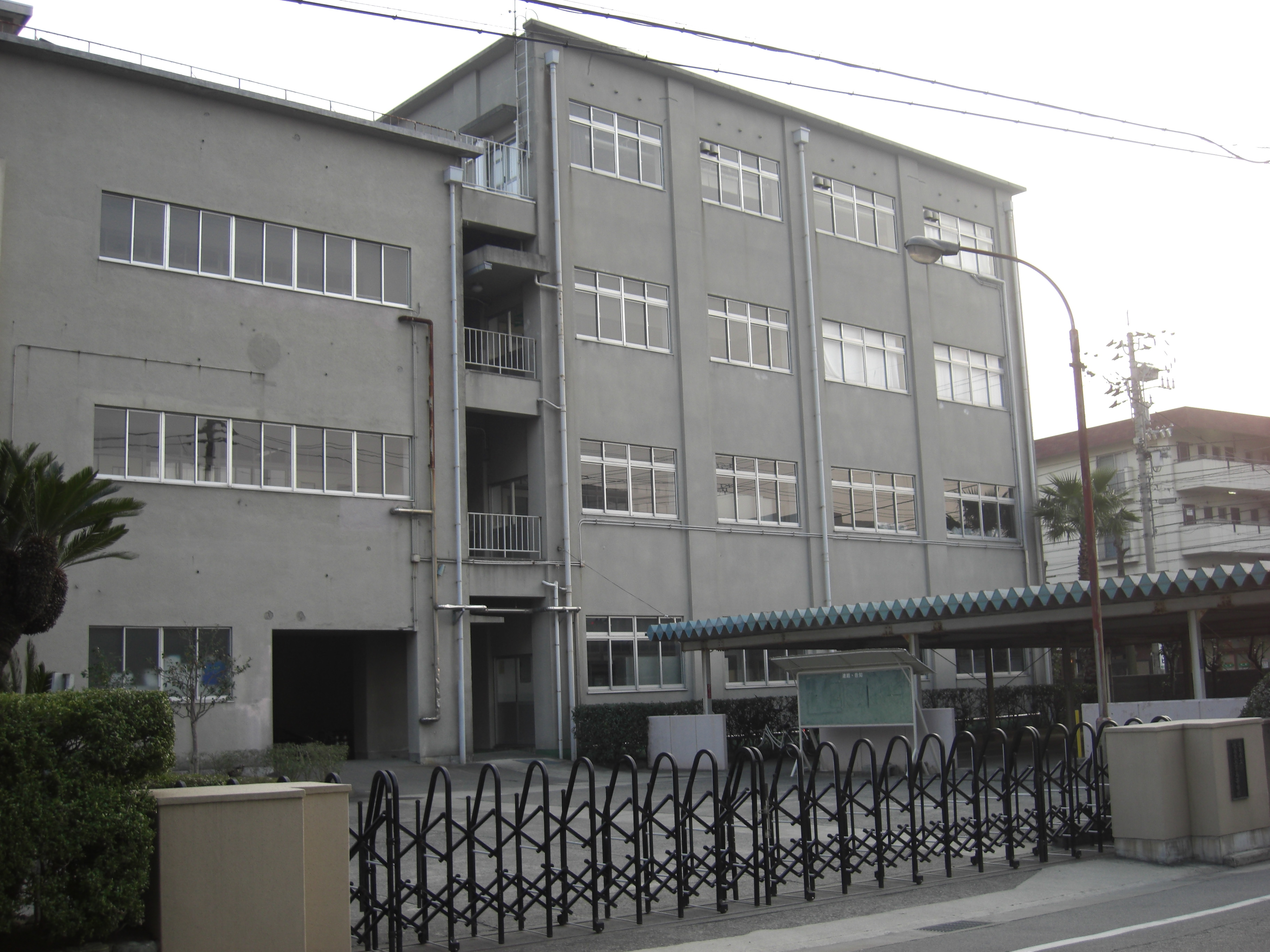
徳島県立徳島工業高等学校
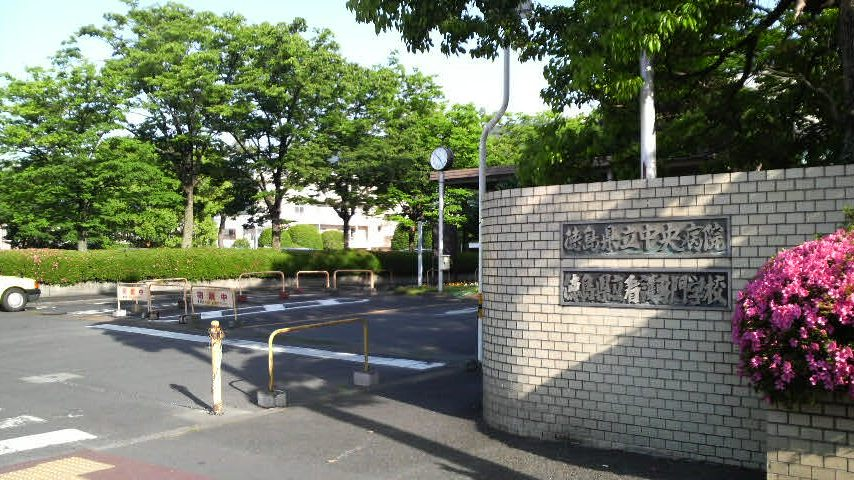
徳島県立徳島東工業高等学校
- 徳島県立保育専門学院
- 徳島県立看護専門学校
- 徳島県立看護学院

- 徳島県立徳島東工業高等学校
- 徳島県立看護専門学校

## 交通
市内に河川が極めて多く、橋の建設に多額の費用と高い技術が必要となるため、道路、鉄道整備は遅れた。徳島市は、四国の県都の中で唯一私鉄が走っておらず、また、慢性的な交通渋滞が生じている。私鉄が走っていない分、市内の公共交通はJR線や路線バスに頼る面が大きく、JR徳島駅の乗降客数はJR四国の駅の中で第2位となっている。
関西方面への公共交通機関は高速バスが担っている。かつては高速船や航空機も多数発着していたが、明石海峡大橋開通後に全廃された。
JR線は、徳島駅を起点として高徳線、徳島線、牟岐線、鳴門線の列車が発着し、通勤、通学を主体とした輸送が行われている。都市間連絡は高徳線に特急「うずしお」が高松駅へ走り、香川県や中国地方への連絡が図られ、また徳島線には特急「剣山」が阿波池田駅へ走り、高知県方面への連絡が図られている。
関西方面ならびに松山市方面には、所要時間、料金面からも高速バスが圧倒的に有利である。なお、市内に電化されている鉄道区間はない。
高速道路は、吉野川北岸を徳島自動車道が通っている。兼ねてより徳島IC〜鳴門IC間の工事が進行しており、2015年に開通した。この開通により、関西、中部、関東から愛媛、高知方面へ向かう自動車、高速バスはほぼ全て徳島市を経由するようになった。
航空機は、隣の松茂町に徳島飛行場があり、東京・福岡便が発着している。徳島市は、日本初の定期航空路線が開設された都市である。
カーフェリーについては、かつては阪神方面に多数航路が存在したが、2019年6月現在では徳島港から和歌山港を結ぶ南海フェリーのみである。また、東京・北九州へオーシャン東九フェリーが運航されており、これは四国と関東を結ぶ四国唯一のフェリー航路となっている。
市内交通は、マイカーと自転車に頼るところが大きい。とくに自転車は、雪が降らず、晴れの日が多いことや、坂道が少ないこと、公共交通機関が不便なことから、通勤通学や日常生活の足として欠かせないものとなっており、全国に先駆けて、昭和40年ごろには歩道に自転車専用レーンが整備され、徳島市の交通機関に占める自転車の分担率は、全国の都道府県庁所在地で最高となっている。道路については道路整備の遅れから朝夕の渋滞が慢性化しており、現在徳島外環状道路の整備が進んでいる。

### 鉄道

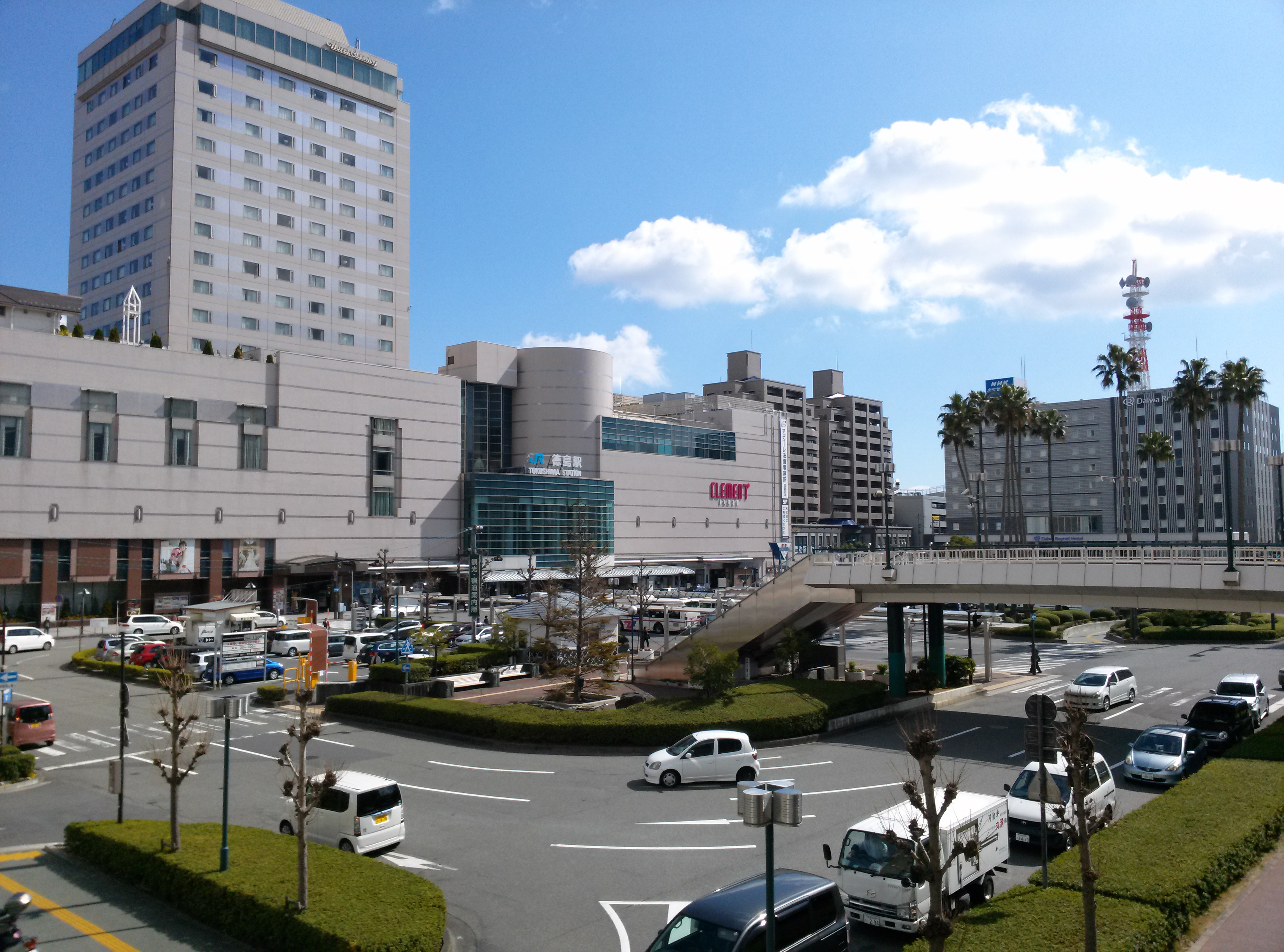
徳島駅前

徳島市内を走る鉄道は全てJRであり、四国の県庁所在地で唯一私鉄が通らない市でもある。高徳線が佐古地区から吉野川北岸の内陸側の応神地区にかけて、市街地では徳島線が眉山の北側、牟岐線が眉山の東側を通っている。当市内をはじめ、徳島県内全線全区間が非電化である。また、路線は吉野川の川幅の広さや小河川の多さ、眉山、四国山地などの地形の障壁を軽減するように通っている。そのため利便性が高い地域はあまり多くない。
関西方面への移動は、瀬戸大橋を経由しなければならない鉄道よりも明石海峡大橋を通る高速バスのほうが圧倒的に速く料金も安いため、四国の他県都と違って同方面への鉄道需要はほぼ皆無である。高知市、松山市への移動も鉄道だと高松駅または阿波池田駅で乗り換えが必要となることなどから高速バスを利用する人が多いため、中・長距離移動で鉄道を利用する人はかなり少ない。これが当市の鉄道路線が電化されない理由の一つになっている。
ただし、通勤・通学などの近距離輸送の需要は比較的高く、徳島駅の乗降客数は高松駅に次いで四国第2位になっている。これは、市内の朝夕の道路渋滞が激しいことや、徳島駅前にアミコビルなどの大型商業施設が集中し当市最大の繁華街が形成されていること、路線バス・高速バスがほぼすべて徳島駅を起点としており鉄道との接続がスムーズであることなどが理由として挙げられる。しかし、少子化による通学需要の減少や中心市街地の衰退に伴い利用者は減少傾向にある。
- 中心駅：JR徳島駅
- 四国旅客鉄道
  - 高徳線 徳島駅 -佐古駅 - 吉成駅 - （藍住町）
  - 牟岐線 徳島駅 - 阿波富田駅 - 二軒屋駅 - 文化の森駅 - 地蔵橋駅 - （小松島市）
  - 徳島線 佐古駅 - 蔵本駅 - 鮎喰駅 - 府中駅 - （石井町）

### 索道
- 眉山ロープウェイ

### バス

#### 路線バス
市内に私鉄や地下鉄が通っていないため、市街地内や市街地と郊外を結ぶ公共交通機関として重要な役割を果たしており、通勤・通学や高齢者の買い物や通院の足となっている。ほぼ全ての路線がJR徳島駅前を発着点にしており、JRや他のバス路線への乗り継ぎが分かりやすくなっている。最大の運行本数を持つ徳島市交通局の1日の乗客数は約14000人（平成19年）である。
5分以内の間隔で運行されている区間が存在するなど、私鉄がない分多くのバスが運行されているものの、最終便が早く、大半の路線で21時台となっている。
モータリーゼーションにより、全国の地方都市の路線バスと同じく利用者の減少に悩まされている。また、朝夕ラッシュ時は、交通渋滞のために遅延が頻発し、自転車やバイクを利用するほうが速いことが多く、とくに近距離の通勤通学利用は少ない。しかし、雨天時には自転車が利用できないためにバスを利用する客が増え、混雑する。
均一運賃の導入による料金体系の見直しや循環バスの運行、運転士のサービス改善といった対策が行われている。徳島市交通局では、近接した路線を統合して循環バスを新たに開設したり、利用者の少ない路線を福祉バス化したりするなどの経営改善策が図られ、徳島バスでは、好調な京阪神方面への高速バスでの収入により、路線バスの赤字を補っている。
2010年9月26日と10月31日の2日間、徳島市の「まちにいこうよ」事業の一環として、市内を発着する全ての路線バスの運賃を一律100円にする社会実験が行われた。期間中、利用者が大幅に増加し好評だったことから、2011年3月までの間、各月の最終日曜日に継続して実施されることになった。実施日に合わせて、中心市街地で様々なイベントが開催されることになっている。
徳島市内を発着する路線バス企業
- 徳島市営バス
  - 徳島バスへの委託を進めている。
- 地域自主運行バスの応神ふれあいバス[広報 15]
- 徳島バス

#### 高速バス
全て当市内発着、または徳島市内のバスストップに停車する高速バス路線。大半はJR徳島駅発着である。関西方面へは、料金、時間ともに鉄道に対して圧倒的な優位性を持っており、同方面へ1日100往復を超える高速バスが運行されている。
徳島バス
- 大阪線（共同運行：阪急バス、阪神バス、南海バス）
- 関空線（共同運行：南海バス、関西空港交通、本四海峡バス）
- 阿南大阪線（徳島バス単独運行）
- 三宮線（共同運行：神姫バス、山陽バス、阪神バス）
- 高松線（共同運行：大川バス）
- 広島線（共同運行：広交観光バス）
- 岡山線（共同運行：両備ホールディングス）

ジェイアール四国バス
- 阿波エクスプレス大阪号（共同運行：西日本ジェイアールバス、本四海峡バス）
- 阿波エクスプレス神戸号（共同運行：西日本ジェイアールバス、本四海峡バス）
- オリーブ松山号【夜行】（共同運行：ジェイアール東海バス）
- ドリーム高知号【夜行】（共同運行：ジェイアールバス関東）
- ドリーム徳島号【夜行】（共同運行：ジェイアールバス関東）

徳島バス・ジェイアール四国バス共同運行
- 京都線（共同運行：京阪バス、西日本ジェイアールバス、本四海峡バス）
- 高知線（共同運行：とさでん交通）
- 松山線（共同運行：伊予鉄バス）

海部観光
- 東京線
- 神戸線
- 大阪線

その他
- 淡路・徳島線（淡路交通）※淡路交通では一般路線バス扱い
- スマイルライナー（高知駅前観光）
- コトバスエクスプレス（琴平バス）

#### 高速バスストップ
- 工業団地前バスストップ（大阪線の数便、高松線のみ停車）
- 鈴江バスストップ（高知線・松山線のみ停車）
- 徳島大学前バスストップ（神戸線、阿南発着便、高松便のみ停車）
- 徳島駅バスストップ（阿南発着便・ドリーム高知号は経由しない）
- 海部観光徳島駅前営業所（海部観光便が徳島駅バスストップの代わりに使用）
- 八百屋町バスストップ（名古屋～徳島・松山線が徳島駅バスストップの代わりに使用）
- 徳島文理大西口バスストップ（阿南発着便のみ停車）
- 大野バスストップ（海部観光便のみ停車）
- 加茂名バスストップ（大阪線石井発着便のみ停車）

### 道路
当市の主要幹線道路は、徳島本町交差点を中心として東西南北方向に走っているのが特徴で、吉野川、鮎喰川、勝浦川など多くの河川や眉山といった自然の障壁に阻まれて、徳島市を通過する自動車のほとんどが中心部に集中するようになっている。交通量の増加に伴う道路整備は、自然の障壁の多さや用地買収の難航のため遅れており、朝夕の通勤時間帯には市街地やその周辺、吉野川にかかる橋付近で激しい渋滞が発生している。

#### 高速道路
- 当市内にあるインターチェンジ
  - 徳島自動車道 徳島インターチェンジ
  - 徳島南部自動車道 徳島沖洲インターチェンジ、徳島津田インターチェンジ

#### 地域高規格道路
- 徳島外環状道路：当市中心部の渋滞を緩和するために建設が進められている全長35kmの環状道路。
  - 徳島北環状道路
  - 徳島東環状道路
  - 徳島南環状道路
  - 徳島西環状道路

#### 一般国道

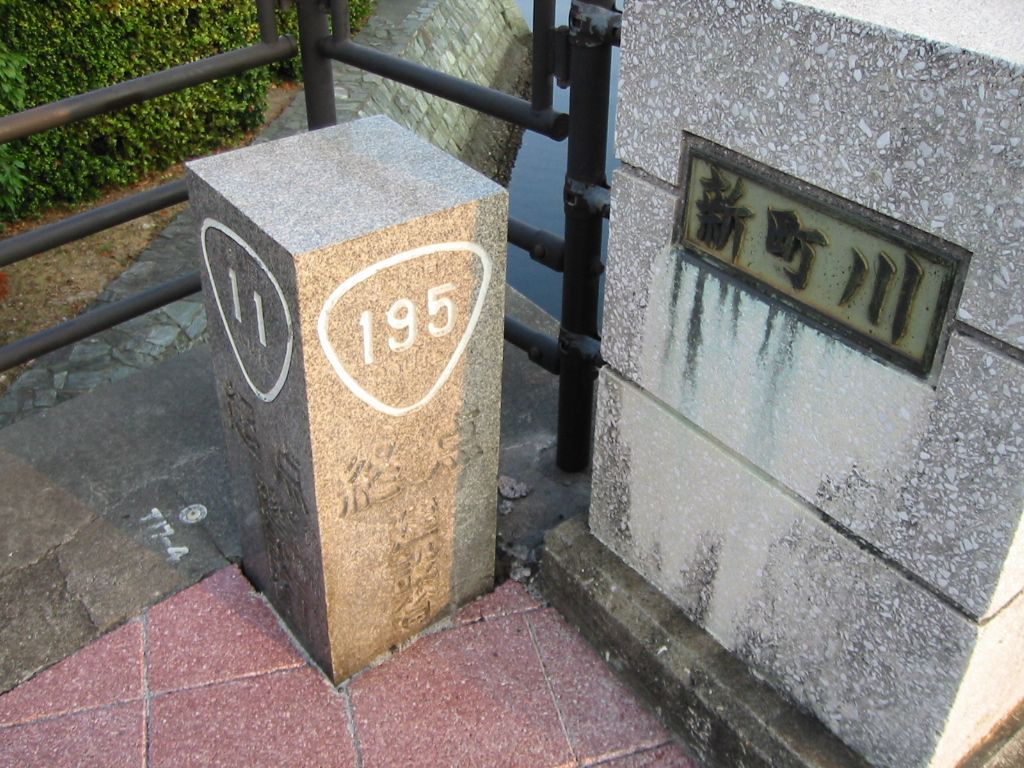
起点

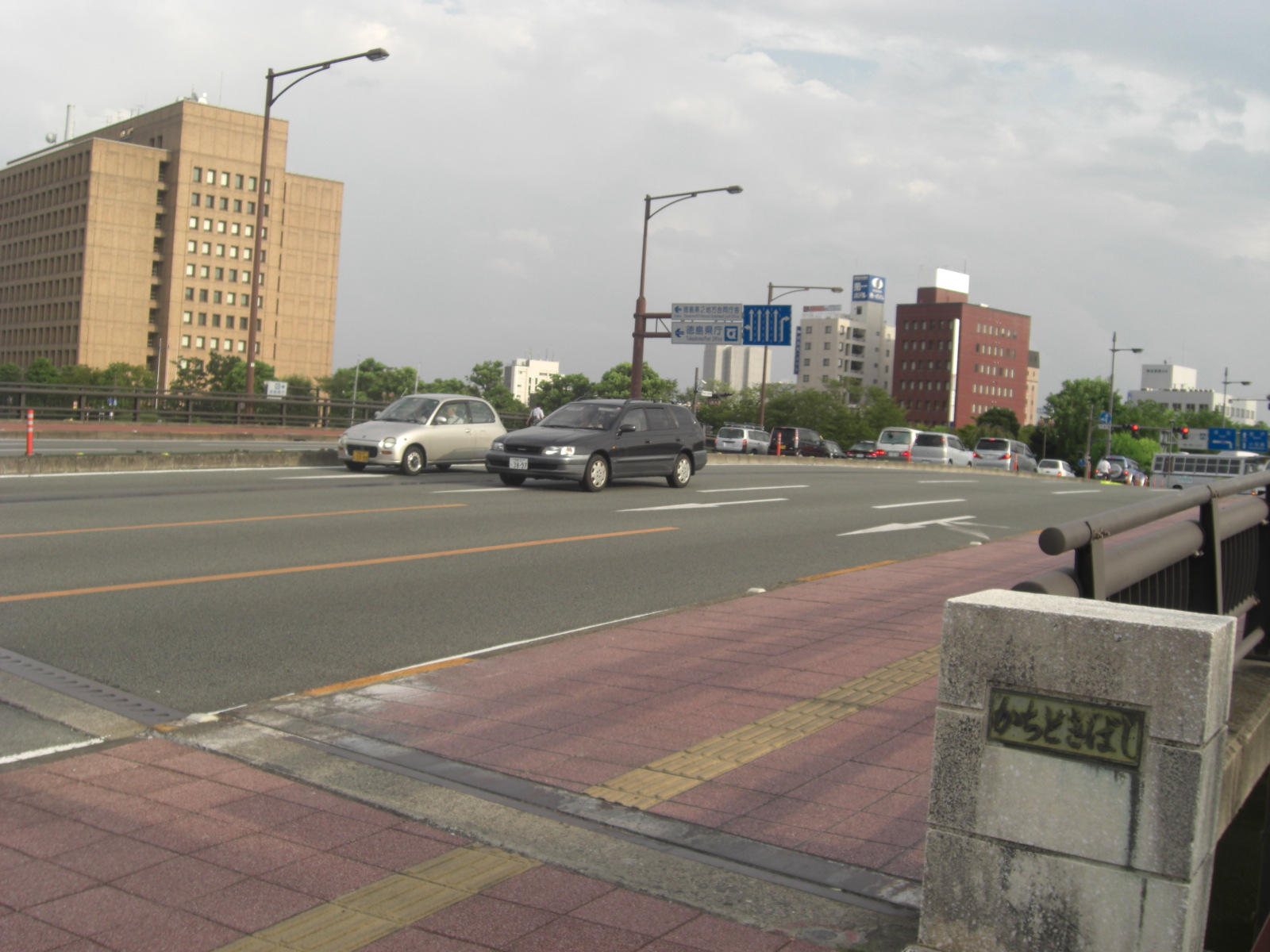
かちどき橋

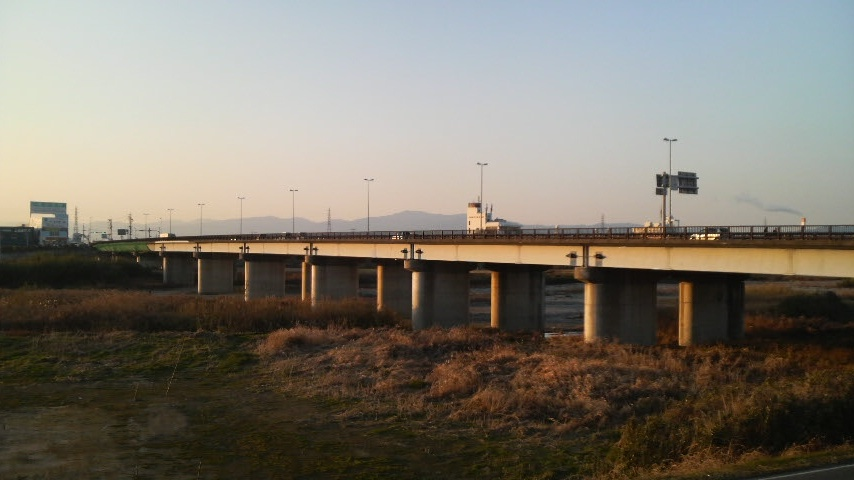
上鮎喰橋

国道11号
当市かちどき橋一丁目のかちどき橋交差点から北へと延びる道路である。国道55号と共に当市を南北に貫く幹線道路として位置付けられている。市内は全線6車線で整備も行き届いているが、交通量の多さから川内町、吉野川大橋、徳島本町、県庁前などでは頻繁に渋滞が発生する。吉野川大橋付近の1日の平均交通量は80,000台を超え、徳島県内だけでなく四国で1位である。朝のラッシュ時には徳島本町交差点を先頭に、吉野川大橋を越えて川内町付近まで3km近く渋滞する事もある。
国道28号
当市から板野郡松茂町までは、国道11号と重複区間となっている。
国道55号
当市かちどき橋一丁目のかちどき橋交差点から南へと延びる道路である。国道11号と共に当市を南北に貫く幹線道路として位置付けられている。市内はかちどき橋交差点から大野橋交差点までが6車線、大野橋交差点以南が4車線で、こちらも国道11号同様、頻繁に渋滞が発生する。主な渋滞発生場所は勝浦川橋、大野橋、南昭和町、県庁前など。沿線には国道55号を中心に大学や商業施設などの立地している沖浜地区があり、沖浜以南では農耕地の広がる地域を走る。
国道192号
当市徳島本町二丁目の徳島本町交差点から西へと延びる道路である。当市の中心部を通って、市内を東西に貫く幹線道路として位置付けられている。市内は徳島本町交差点から上鮎喰橋までが4車線〜6車線、上鮎喰橋以西が2車線で、国府町、蔵本町、佐古、八百屋町、徳島本町などで頻繁に渋滞が発生する。特に、朝の蔵本公園前から中心部への渋滞は激しい。こうした渋滞を緩和するために、現在国府町から上八万町、八万町を通って国道55号に抜けるバイパス（徳島南環状道路）が建設中である。
国道195号
当市から阿南市までは、国道55号と重複区間となっている。
国道318号
当市から吉野川市までは、国道192号と重複区間となっている。
国道438号
当市中心部から八万町、上八万町を通って名東郡佐那河内村へと続く道路である。八万町までは電線も地中化されている。市内の道は元町交差点から南二軒屋交差点までが4車線〜6車線、南二軒屋交差点以南が2車線〜1、5車線で、大木、園瀬橋、南二軒屋、大工町などでしばしば渋滞が発生する。
国道439号
当市から三好市東祖谷菅生までは、国道438号と重複区間となっている。

#### 主要県道
市内を走る主要県道
- 徳島県道・香川県道1号徳島引田線
- 徳島県道13号徳島停車場線
- 徳島県道15号徳島吉野線
- 徳島県道16号徳島上那賀線
- 徳島県道21号神山鮎喰線
- 徳島県道29号徳島環状線
- 徳島県道30号徳島鴨島線
- 徳島県道33号小松島佐那河内線
- 徳島県道38号沖ノ洲徳島本町線
- 徳島県道39号徳島鳴門線
- 徳島県道41号徳島北灘線

#### 一般県道
市内を通る一般県道
- 徳島県道120号徳島小松島線
- 徳島県道121号藍住吉成停車場線
- 徳島県道123号神山国府線
- 徳島県道129号津田インター線
- 徳島県道136号宮倉徳島線
- 徳島県道137号土成徳島線
- 徳島県道150号佐古停車場線
- 徳島県道151号蔵本停車場線
- 徳島県道152号府中停車場線
- 徳島県道168号地蔵橋停車場線
- 徳島県道181号川内埠頭線
- 徳島県道188号今切港線
- 徳島県道189号沖ノ洲埠頭線
- 徳島県道190号徳島港線

### 船舶
- 南海フェリー： 徳島港（沖洲埠頭）〜和歌山港
- オーシャン東九フェリー：福岡県北九州市（新門司港）〜 徳島港（津田埠頭）〜東京港（有明フェリー埠頭）

### 航空
最寄りの空港は徳島空港（松茂町）。
乗り入れている航空会社
- 日本航空
- 全日本空輸

## メディア
徳島市に新聞が創刊したのは1876年（明治8年）であり、戦前には『徳島毎日新聞』（徳毎）と『徳島日日新報』の2紙発行元が徳島県域（一部香川県）をエリアとして新聞を発行していた。この2社は激しい報道合戦や購読者獲得競争を繰り広げたが、1941年（昭和16年）に新聞統制に基づき統合され、『徳島新聞』となった。
ラジオ放送は、大正末期にNHK大阪放送局開局により聴取が可能となり、1933年（昭和8年）、高知に次いで四国2番目の放送局として日本放送協会関西支部徳島支所（NHK徳島放送局）が開局した。同局は、阿波踊りや、「阿波よしこの」の名手お鯉さんの歌を放送し、これらの全国的な知名度の向上に貢献した。戦後、1952年（昭和27年）には、四国放送が、中四国初となる民間ラジオ放送を開始した。
テレビ放送は、1959年（昭和34年）にNHKと四国放送が開始した。徳島県内での民間放送はその後開局せず、県内に系列局を持たないJNN・ANN・FNNの各ニュースネットワークについては、それぞれ大阪の放送局が市内に報道支局を置いている。

### 市内に所在
新聞
- 徳島新聞
- 毎日新聞徳島支局
- 朝日新聞徳島総局
- 日本経済新聞徳島支局
- 産経新聞徳島支局
- 読売新聞徳島支局

テレビ局
徳島県を対象地域とする放送局

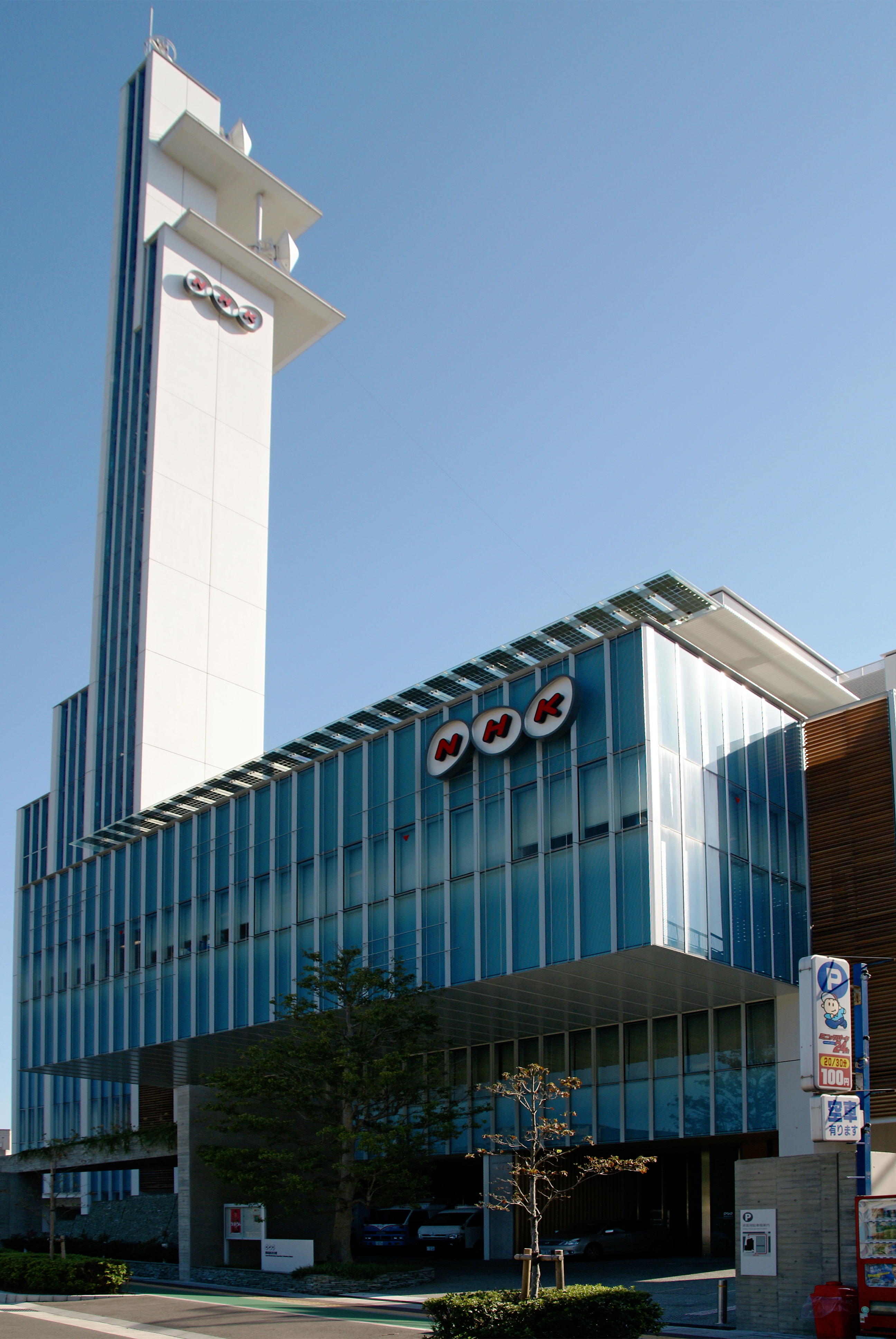
NHK徳島放送局

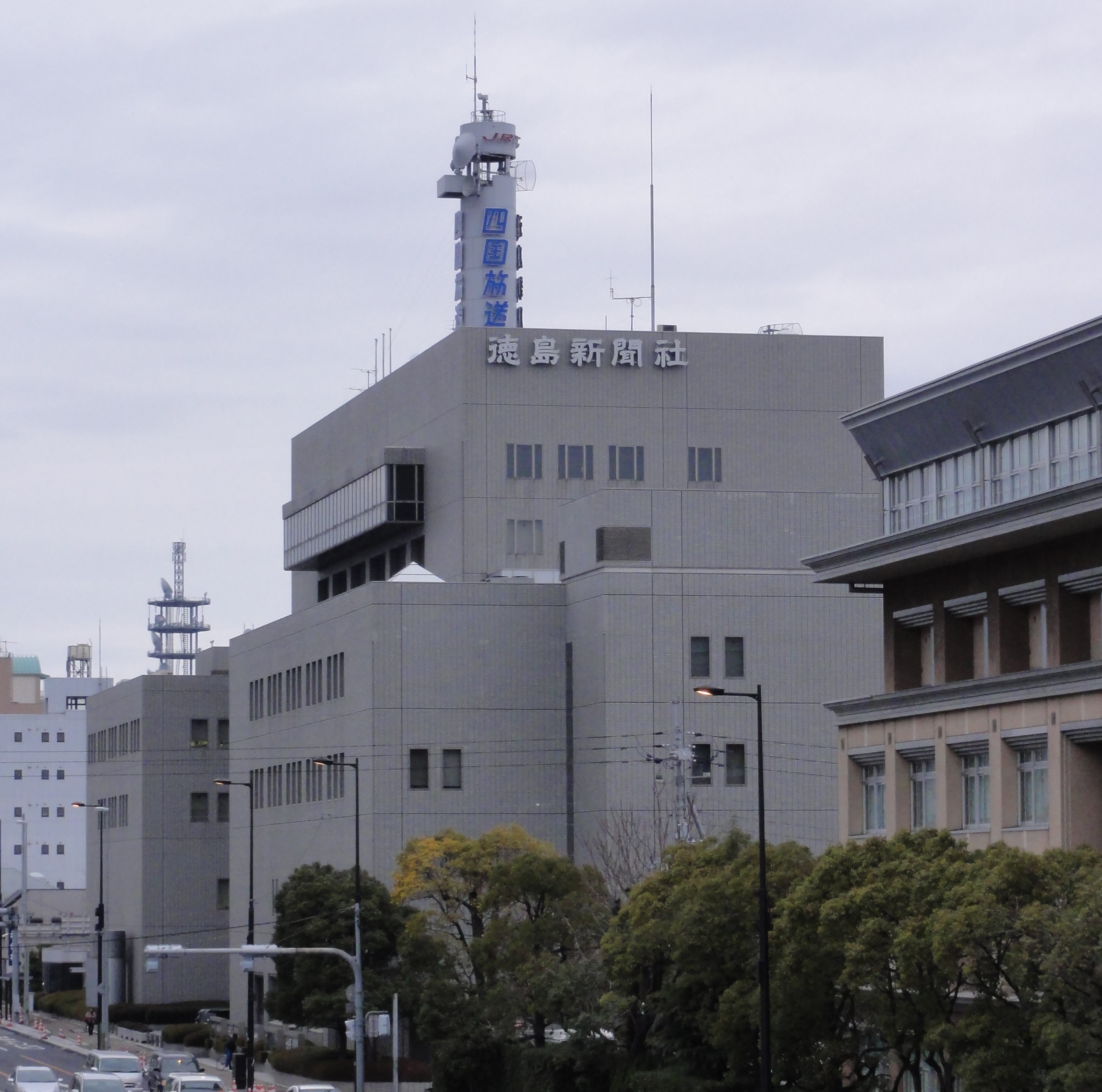
徳島新聞社（四国放送）本社

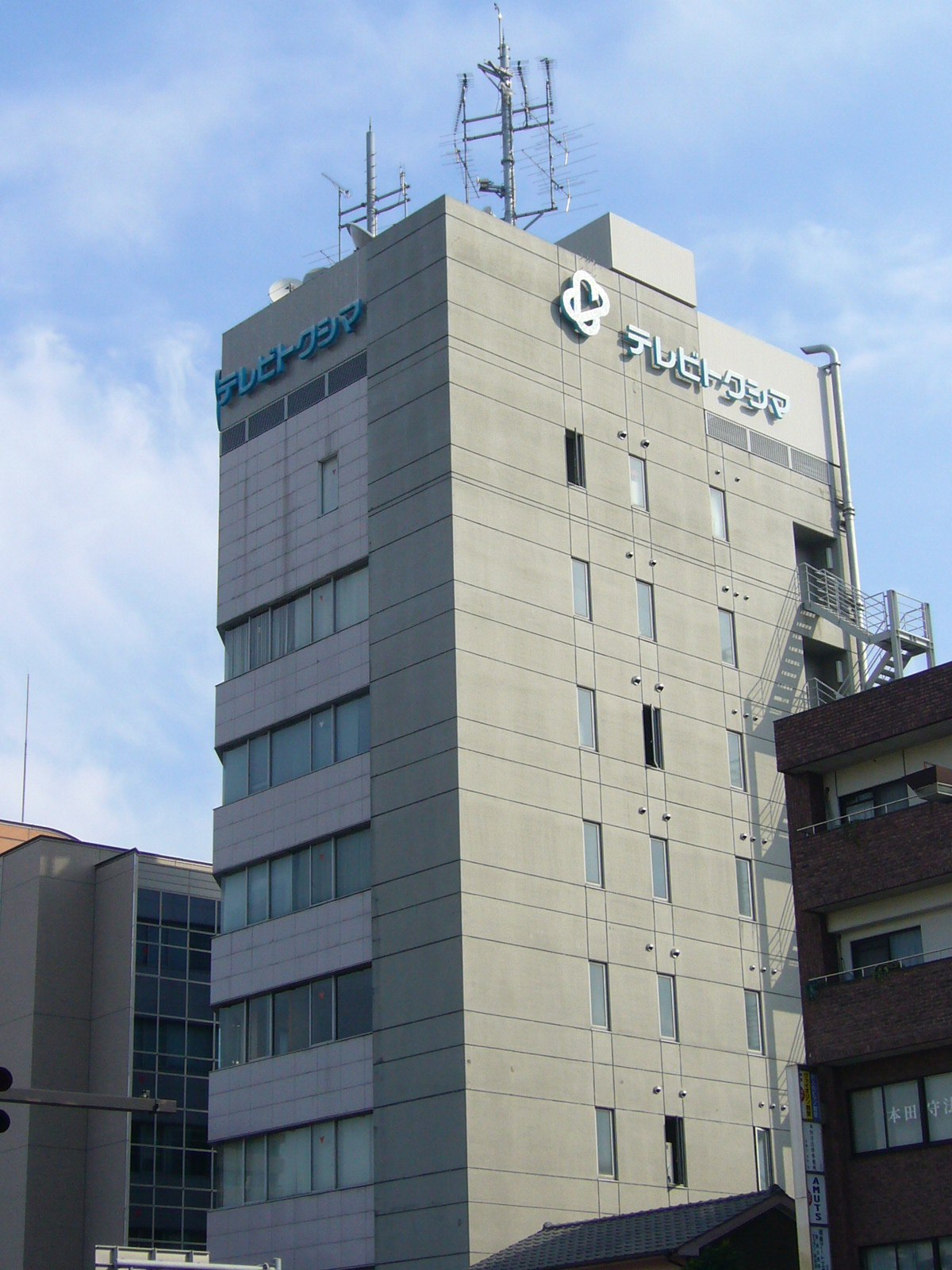
ケーブルテレビ徳島本社

- 四国放送（JRT、NNN/NNS系列。1ch）
- NHK徳島放送局（教育2ch、総合3ch）

下記は報道拠点を置く放送局
- MBSテレビ徳島支局（MBS、JNN/TBSネットワーク系列。）
- 朝日放送テレビ徳島支局（ABC、ANN/テレビ朝日ネットワーク系列。）
- 関西テレビ放送徳島支局（KTV、FNN/FNS系列。）

ケーブルテレビ局
- ケーブルテレビ徳島
- 国府町CATV

ラジオ局
- NHK徳島放送局（AM、FM）
- 四国放送（AM、JRN・NRN系列）
- エフエム徳島（JFN系列）
- エフエムびざん（コミュニティーFM）

## 文化・観光
徳島市の観光客入り込み客数は、年間229万5,000人である。1998年の明石海峡大橋の開通や、徳島を舞台にした映画『眉山』や『バルトの楽園』の上演によって増加傾向にある。
市内の主要な観光地としては、市のシンボルである眉山、徳島城跡、阿波踊り会館、徳島県文化の森総合公園、とくしま動物園、阿波十郎兵衛屋敷がある。また、市内には四国八十八箇所の札所のうち、13番大日寺から17番井戸寺までがある。いずれも市の郊外に位置している。

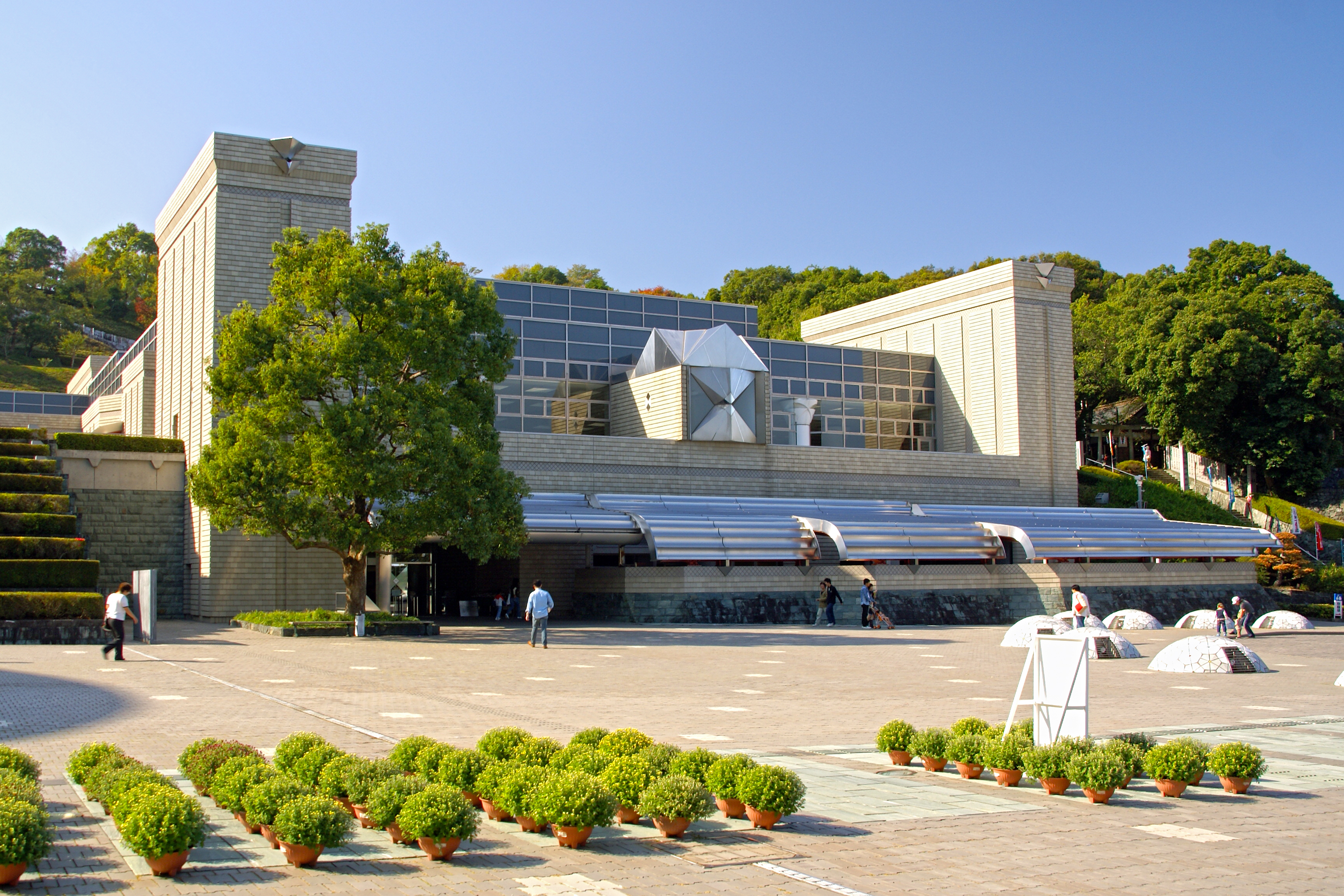
徳島県立図書館

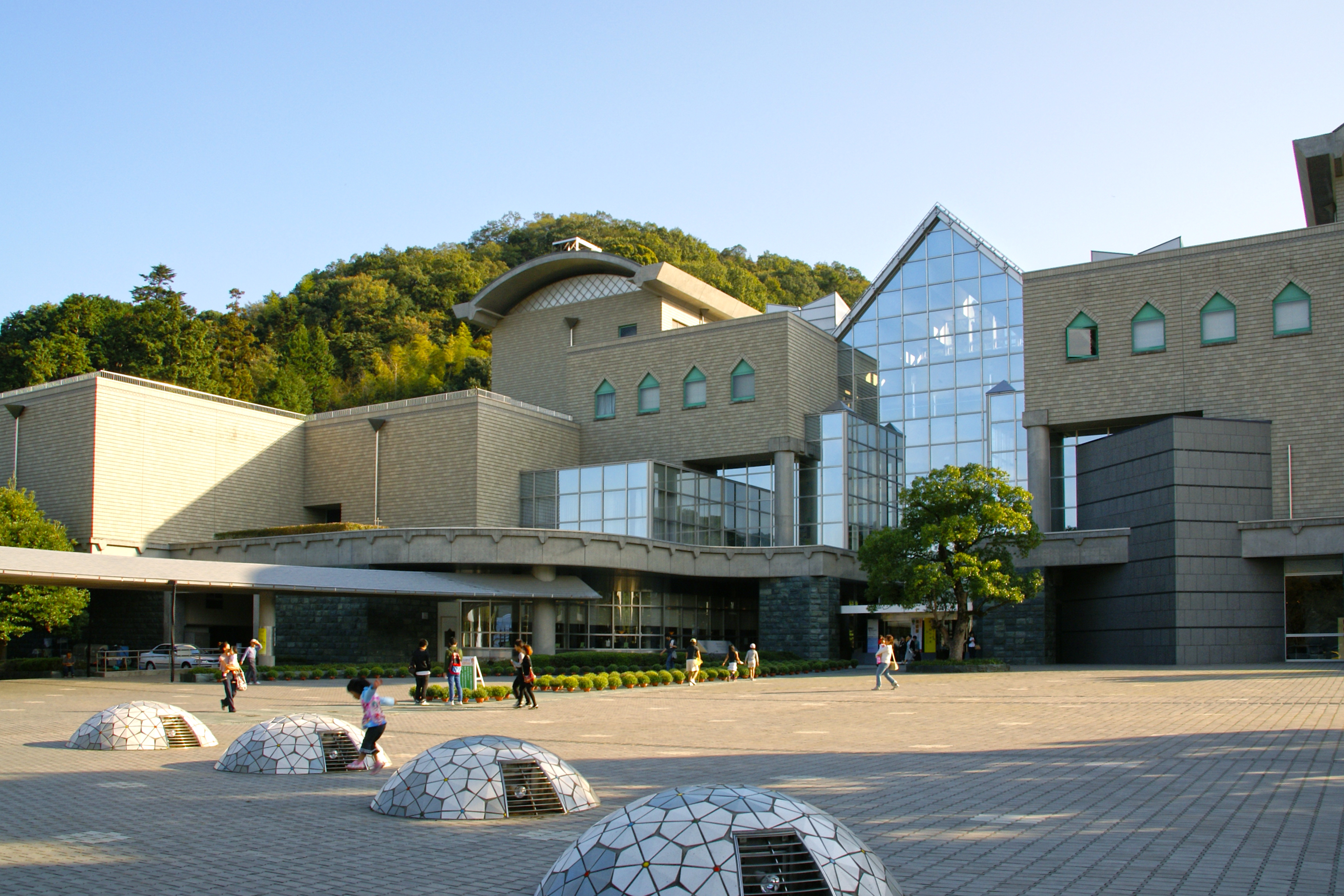
徳島県立博物館、鳥居記念館、近代美術館、21世紀館

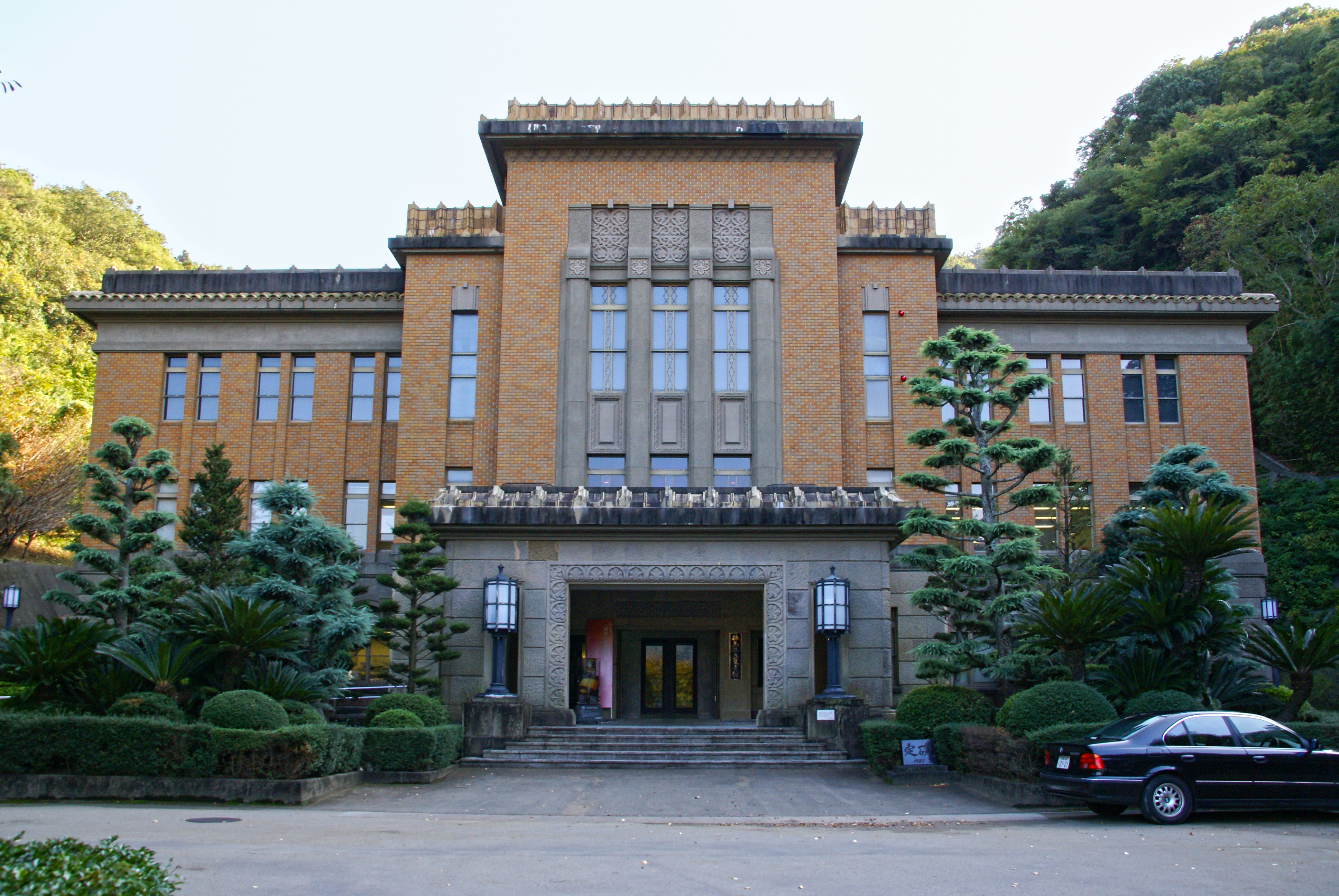
徳島県立文書館

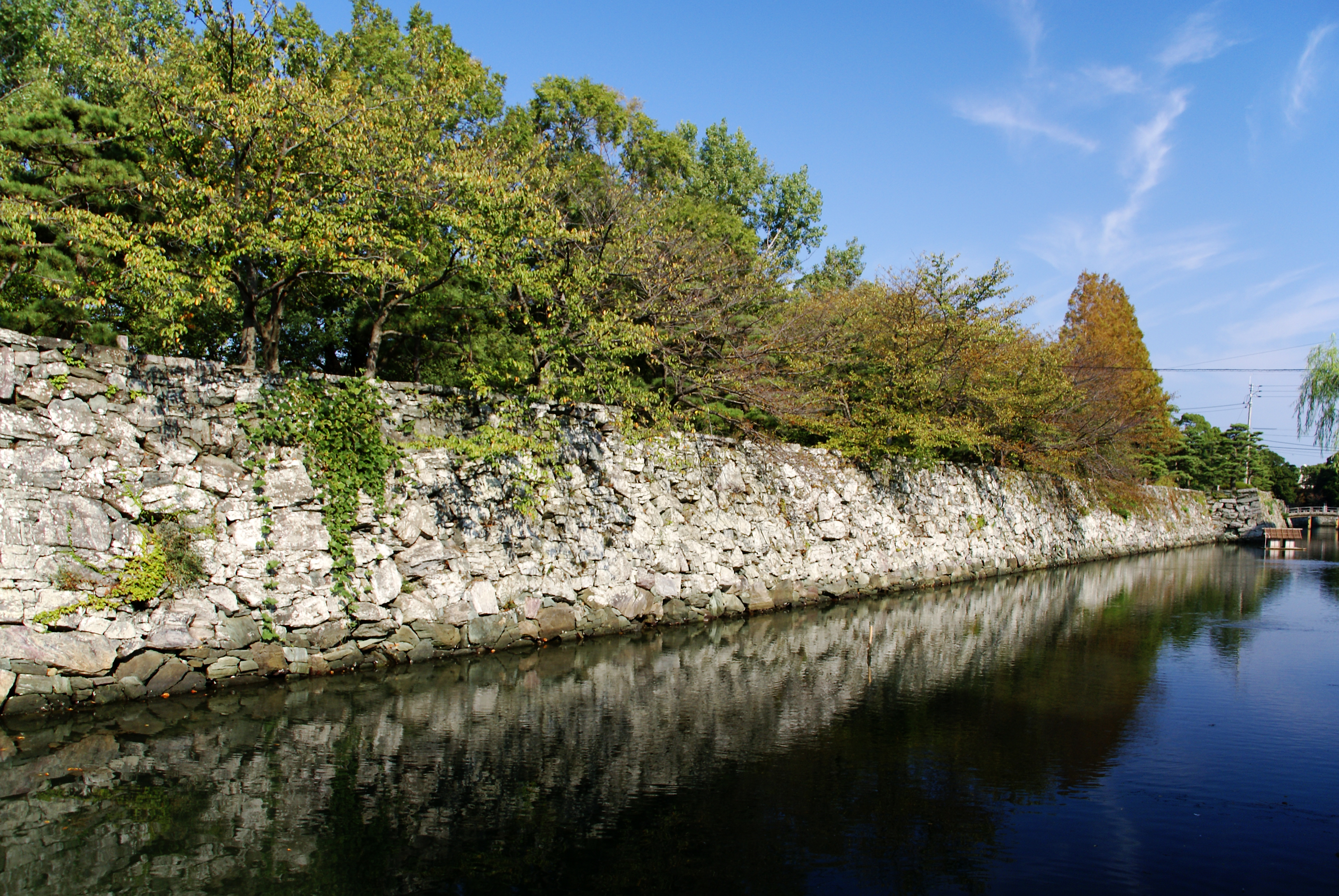
徳島城

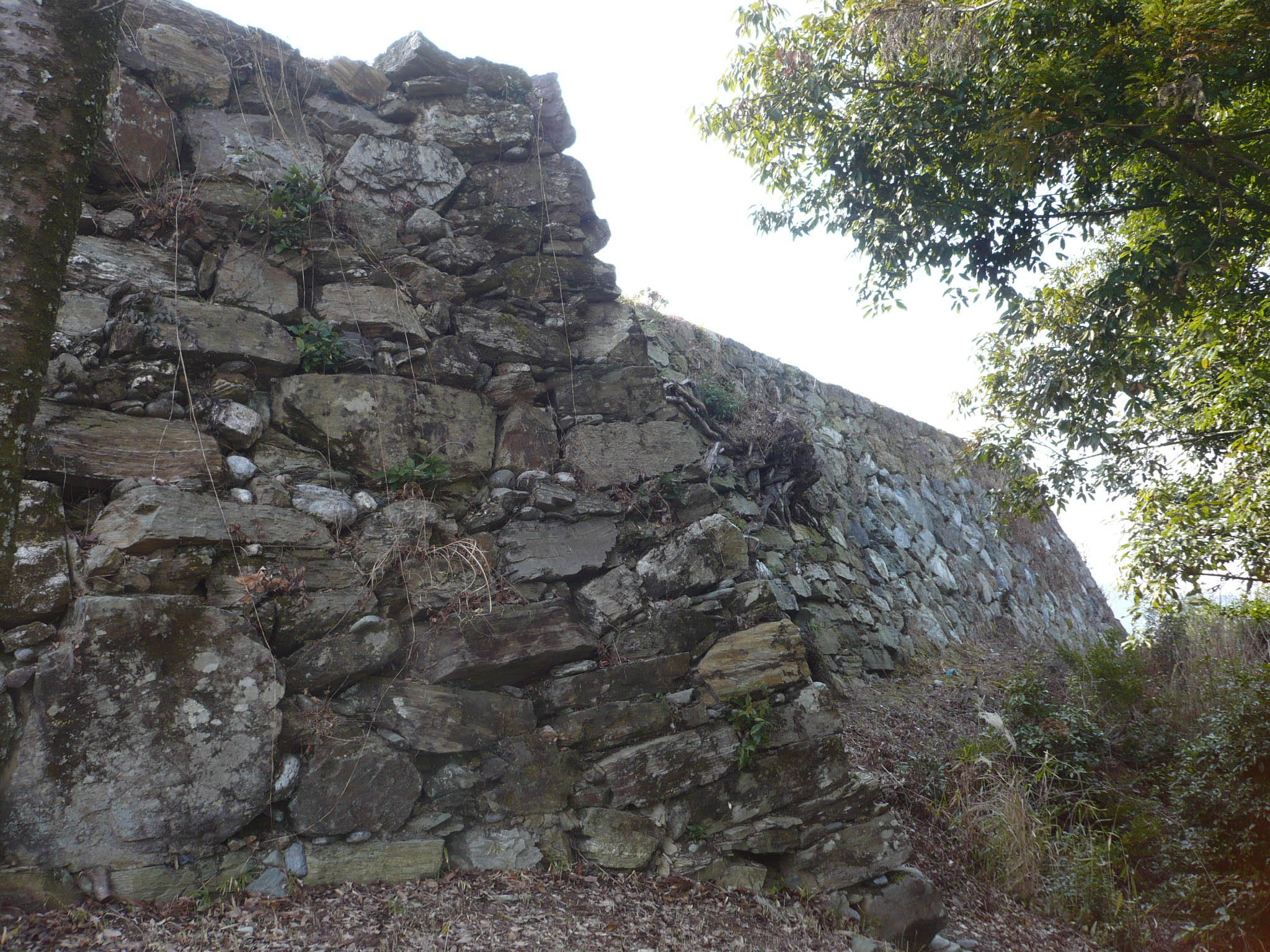
一宮城

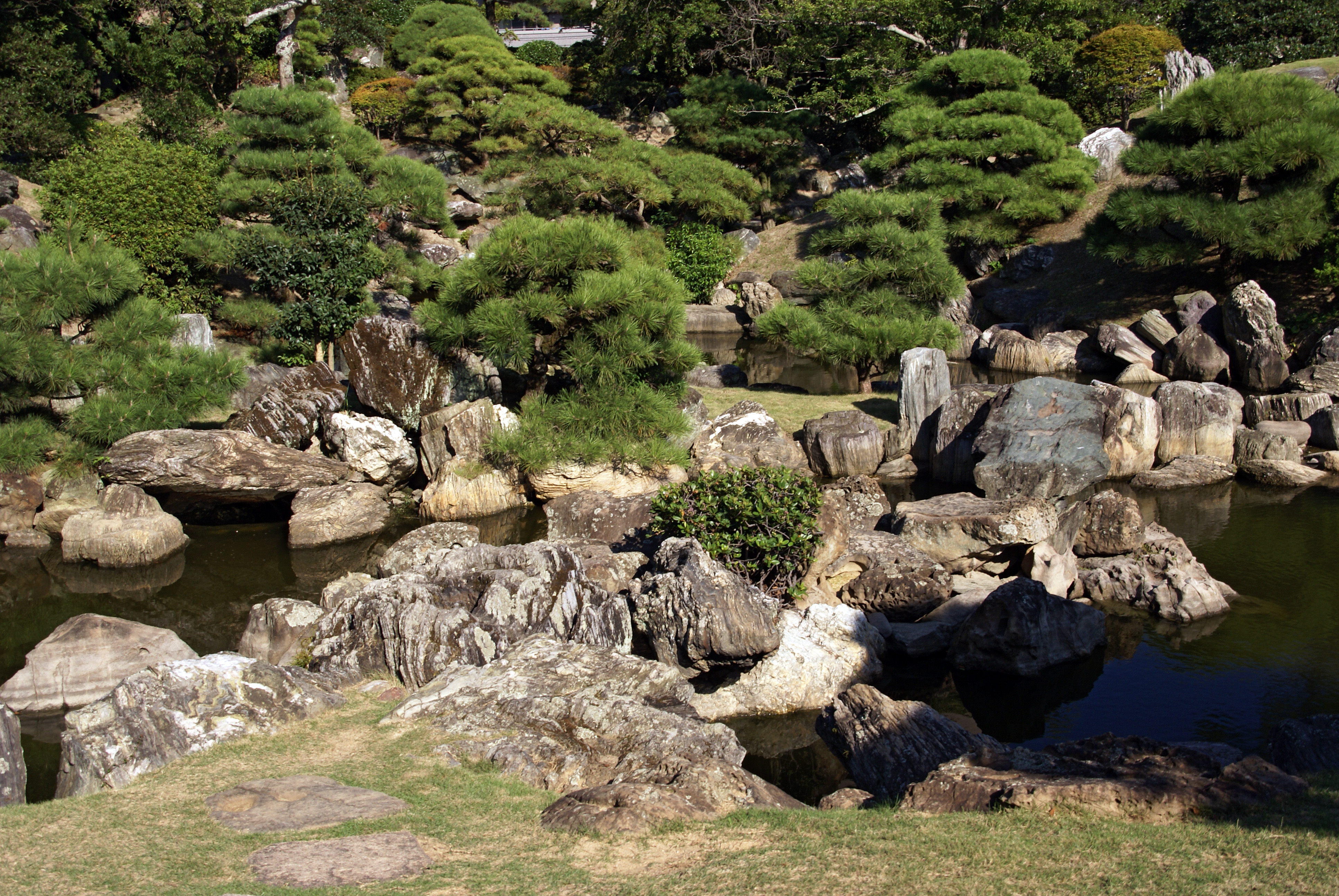
旧徳島城表御殿庭園

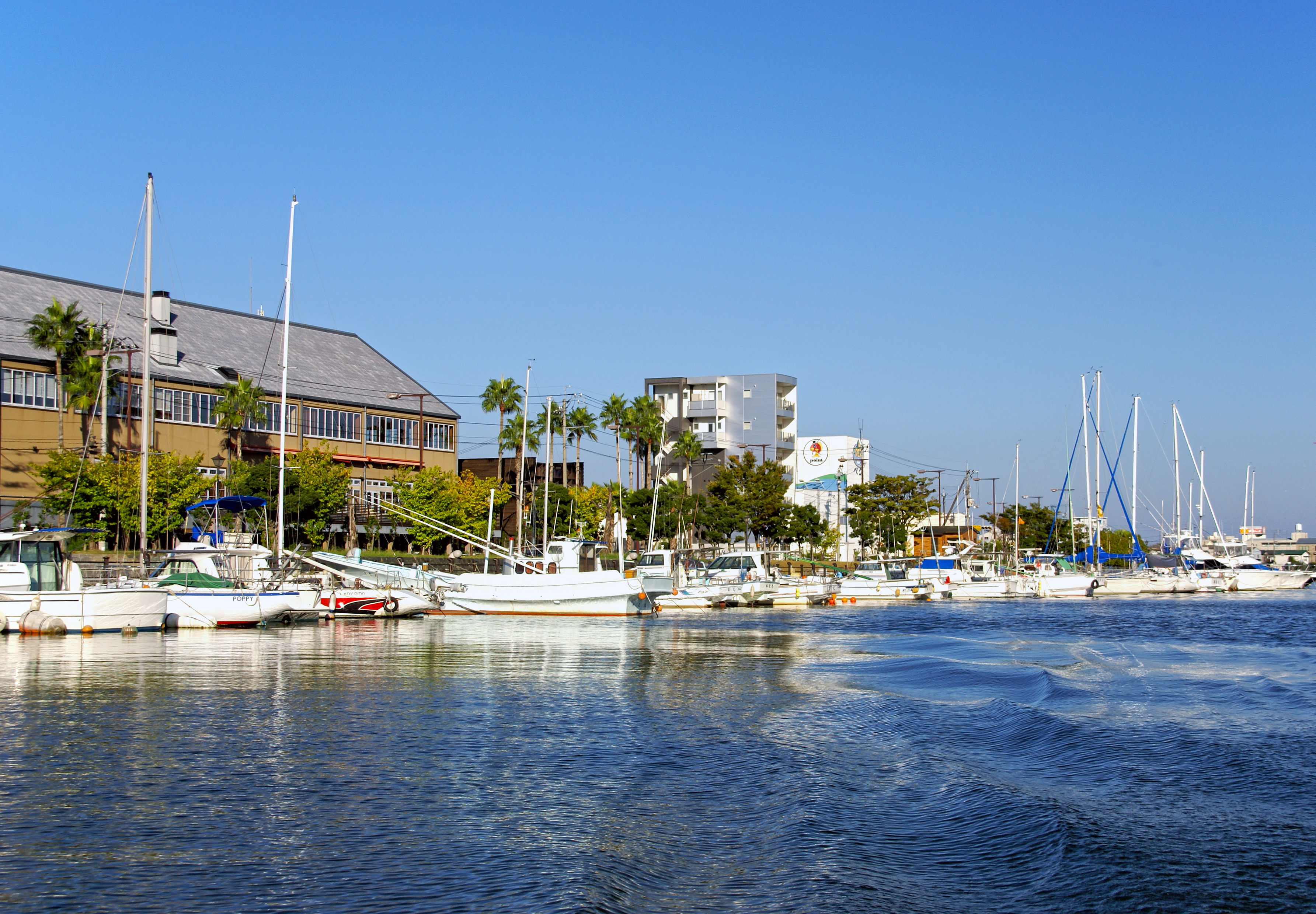
ケンチョピア

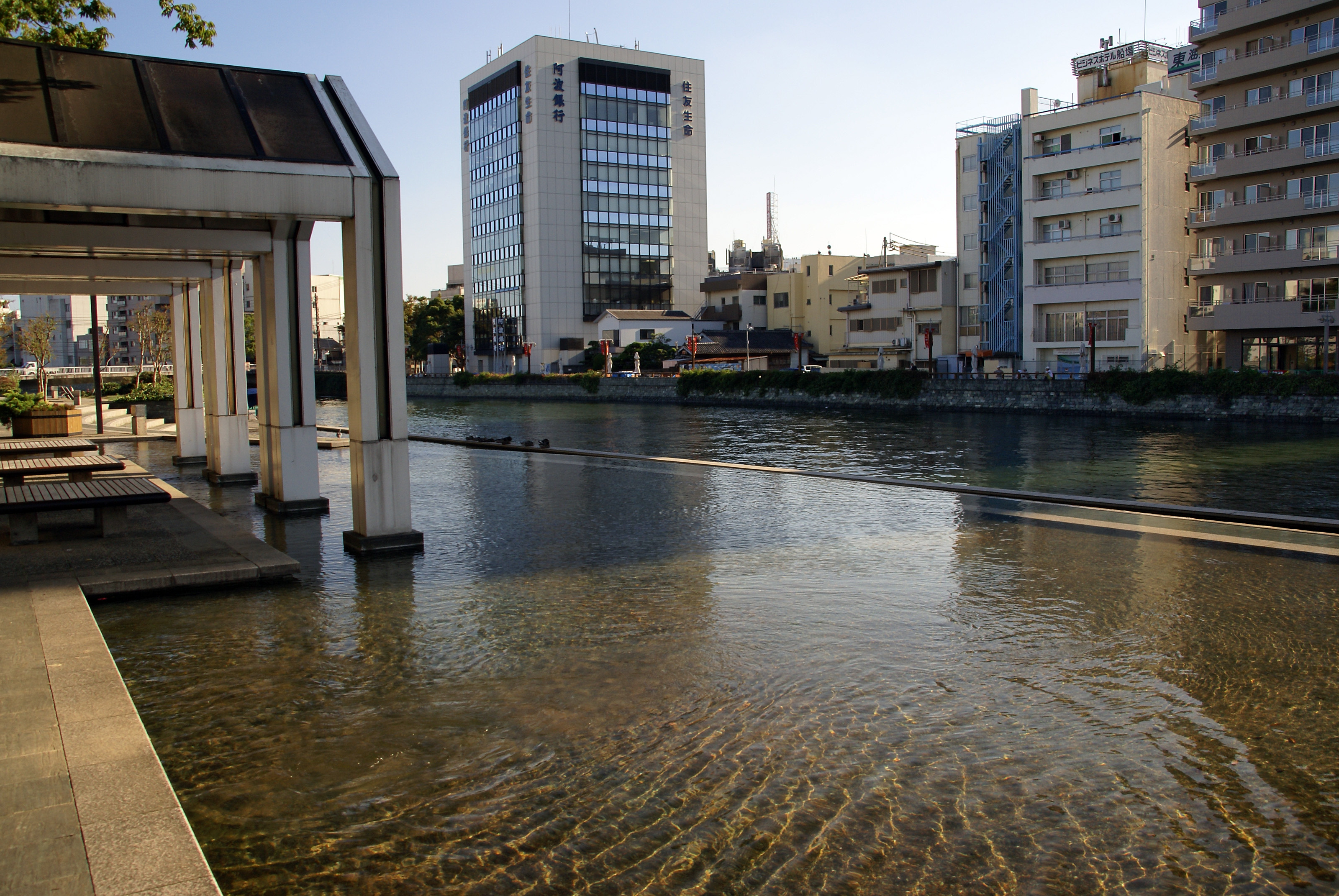
新町川水際公園

### 名所・旧跡
徳島中央公園は、徳島藩主蜂須賀氏の居城であった徳島城跡（城山）に整備された公園であり、日比谷公園に次いで全国2番目に整備された西洋式公園としての歴史を持つ。桜の名所であり、徳島城博物館や表御殿庭園などがある。徳島市内町小学校の生徒らは卒業に伴いタイムカプセルをこの公園敷地内へ埋める。しかし、無関係の者に無断で掘り返されるなどの事態は未だかつて起こったことはない。
眉山は徳島市のシンボル的存在として市民に広く親しまれており、山頂（眉山公園）へはロープウェーや自動車で登れる。山頂からの眺望は素晴らしく、夜景は日本夜景遺産に指定されている。
- 徳島中央公園（徳島城跡）
  - 旧徳島城表御殿庭園 - 国の名勝。徳島城博物館に隣接。
  - 鷲の門
- 眉山
  - 眉山ロープウェー
  - 眉山パークウェイ
  - 眉山ドライブウェイ
- 徳島藩主蜂須賀家墓所：国の史跡に指定。下助任町の興源寺墓所（助任緑地として整備）と、眉山の北山麓の万年山墓所がある。
- 瑞巌寺
  - 瑞巌寺庭園
- 一宮城：県指定史跡。
- ケンチョピア - ヨットハーバーなど。
- 徳島新鮮なっとく市
- 吉野川橋 - 日本百名橋に選定。1928年（昭和3年）に完成したトラス橋。
- 渋野丸山古墳
- 三河家住宅 - 国の重要文化財。
- 小松海岸 - 市内唯一の海水浴場が開かれ、夏場は海水浴客でにぎわう。
- 大神子海岸
- ポルトガル・レイリア大通り
- 犬飼農村舞台 - 八多町。国の重要有形民俗文化財。

### 公共施設
県立の図書館、博物館、美術館は市郊外、八万町の徳島県文化の森総合公園内に集中している。かつて県立図書館は徳島中央公園（徳島城跡）内に、博物館は新町地区の眉山ロープウェー乗り場（現阿波踊り会館）に立地していたが、1990年（平成2年）、文化の森オープンと同時に移転した。

#### 図書館
県立図書館の県民1人当たりの貸し出し冊数は、都道府県立の図書館の中で最も多く（2005年度）、蔵書数は四国最大である。
一方、徳島市立図書館は長らく規模の小さい図書館であったが、2012年に徳島駅前のアミコビルに拡張移転し、施設面積は約3倍となり、内容も充実した。
市立、県立
- 徳島県立図書館（文化の森内）
- 徳島市立図書館（徳島駅前のアミコビル内）：移動図書館「いずみ号」も運営。

学外者の利用が可能な大学図書館
- 徳島大学附属図書館（常三島キャンパス内）
  - 蔵本分館（蔵本キャンパス内）
- 徳島文理大学附属図書館
- 四国大学附属図書館

#### 博物館、美術館、見学施設
- 徳島県立博物館（文化の森内）
- 徳島県立鳥居龍蔵記念博物館（同上）
- 徳島県立近代美術館（同上[32]）
- 徳島県立文書館（同上）
- 徳島県立21世紀館（同上）
- 徳島市立徳島城博物館（徳島中央公園内）
- 徳島県立文学書道館（中前川町）
- 徳島県郷土文化会館（あわぎんホール、藍場町）
  - 阿波木偶資料館
- 阿波おどり会館（新町橋）
- 徳島県立阿波十郎兵衛屋敷（川内町）
- 阿波木偶人形会館（川内町）
- 徳島市立考古資料館（阿波史跡公園内、国府町西矢野）
- 徳島市天狗久資料館（こくふ街角博物館、国府町和田）
- モラエス館 - ポルトガルの小説家ヴェンセスラウ・デ・モラエスの記念館。(眉山山上）
- パゴダ平和記念塔（眉山山上）
- 徳島県戦没者記念館（徳島県護国神社境内）
- 菘翁美術館
- 藍染工芸館
- 古庄染工場

#### 動物園、植物園、公園、緑地
とくしま動物園は、市中心部にあった徳島市立動物園が郊外に移転拡張して1998年にオープンしたもので、年間約20万人の入園者がある。それに隣接するとくしまファミリーランドは、徳島県内唯一の遊園地となっている。
眉山公園、徳島中央公園、西部公園は、市内有数の桜の名所であり、3月末〜4月上旬にかけては多くの花見客でにぎわう。市中心部のひょうたん島やその対岸の河岸は、公園や緑地として整備されて景観の向上が図られており、春〜盆前にかけては阿波踊りの練習場所にもなる。しんまちボードウォークは、中心市街地の活性化のために新町川沿いに建設された遊歩道であり、とくしまマルシェなどのイベント開催時には多くの人で賑わう。普段は静かな市中心部の公園だが、徳島市阿波おどり開催中は演舞場や露店街に様変わりし、観客や踊り子達でごった返すこととなる。
- 徳島市総合動植物公園
  - とくしま植物園
  - とくしま動物園
  - とくしまファミリーランド
- 徳島県文化の森総合公園
- 徳島中央公園（徳島城跡）
- 阿波史跡公園（国府町西矢野）
- 眉山
  - 眉山公園
  - 西部公園
- 新町川水際公園
- しんまちボードウォーク
- 藍場浜公園：阿波踊り期間中は藍場浜演舞場となる。
- 新町川公園
- 徳島こども交通公園：阿波踊り期間中は南内町演舞場となる。
- 助任緑地
- 助任川河岸緑地
- 中徳島河畔緑地：藩政時代からの松並木（藩政の松）が残る。
- 赤池川水ぎわ公園
- 日峯大神子広域公園
- 中津峰森林公園

#### ホール・劇場
有名な歌手、劇団、楽団のコンサートが主に行われるのは徳島市立文化センター、徳島県郷土文化会館、アスティ徳島である。このうち徳島市立文化センターは1963年（昭和38年）の開館で最も歴史があり、市内唯一の1000人規模の公共ホールとして、有名歌手や世界的なオーケストラの徳島公演が数多く行われてきたが、抜本的な改修やリニューアルは行われておらず、施設の老朽化や音響、設備の面での不備が指摘され2015年3月より使用停止。翌年には耐震工事や設備投資を行わず完全閉館する事が決定された。そのため、徳島市は市中心部の新町西地区への新しいホール建設を計画していたがその後に白紙撤回。徳島市文化センター跡地に新しいホール建設を計画していたが、徳島市文化センター県有地問題で白紙。徳島市が徳島市文化センター跡地の市有地を徳島県に譲渡し新しいホール建設を移譲。徳島市文化センター、徳島県青少年センター、徳島市中央公民館跡地に新しいホール建設を計画していた。予定地は未定だが、収容人数は文化センターと同規模かそれ以上。
アスティ徳島は四国最大の多目的コンベンションセンターであり、有名アーティストの大規模ライブや大型の式典、展示会が開催される。むらさきホールは徳島文理大学キャンパス内にある音楽ホールであり、主に大学主催のコンサートや学生出演のコンサートが開催される。
- 徳島県郷土文化会館（あわぎんホール。藍場町）
  - 多目的ホール（809席）
- アスティ徳島
  - 多目的ホール（最大収容人数5000名。大規模コンサートに利用）
  - ブライダルコアときわホール（142席）
- 徳島県立21世紀館（八万町。文化の森内）
  - イベントホール（最大収容人数300名）
- 徳島市シビックセンター（徳島駅前。アミコビル内。）
  - 多目的ホール（約200席）
- 徳島市生涯福祉センター（ふれあい健康館）
  - 多目的ホール（200席）
- 徳島文理大学
  - むらさきホール（1314席）
- ヨンデンプラザ徳島
  - 多目的ホール（146席）
- 大塚ヴェガホール（川内町。収容人数280名）

##### 廃止
- 徳島市立文化センター（1963年4月13日開館 - 2015年4月1日休館。2017年3月31日閉館。徳島町）
  - 多目的ホール（1151席）
- 徳島市立木工会館（1982年3月開館 - 2020年6月30日閉館。福島）
  - 多目的ホール（300席）
- 徳島県青少年センター初代（1974年開館 - 2021年12月5日閉館。徳島町）
  - 大会議室（300席）
  - レクリエーションホール（100席）
- 徳島県教育会館（2022年3月31日閉館。北田宮）
  - 大ホール（多目的ホール。800席）
- 徳島市中央公民館（1981年5月1日開館 - 2022年3月31日閉館。徳島町）
  - 大ホール（250席）

#### スポーツ施設
市内には大型のスポーツ施設が集まっており、各種競技の県大会も多数行われる。ただし、市近郊の鳴門市には県内最大の徳島県鳴門総合運動公園（鳴門・大塚スポーツパーク）があり、徳島開催のプロ野球公式戦や、Jリーグの試合は主に鳴門総合運動公園内の球場、スタジアムで行われる。
また、市内を流れる吉野川や鮎喰川、勝浦川の広大な河川敷は運動場としても利用されており、野球やソフトボール、サッカーなどの試合が行われるほか、阿波踊りの練習場所にもなっている。吉野川河川敷の一部は民間ゴルフ場のコースにも利用されている。
公営施設
- 徳島中央公園（徳島町）
  - 徳島市立体育館
  - 徳島県立中央武道館
  - 徳島市民庭球場（西の丸コート、城の内コート）
- 田宮運動公園（南田宮）
  - 徳島市陸上競技場
  - 徳島市田宮公園プール
- 蔵本運動公園（庄町）
  - 徳島県営蔵本球場（JAバンク徳島スタジアム）
  - 徳島県蔵本公園プール（JAバンクちょきんぎょプール）
- 徳島県青少年センター（とくぎんトモニプラザ。徳島町）
- 徳島市生涯福祉センター（ふれあい健康館）：プール、フィットネスジムなどが入る。
- 大神子テニスセンター
- 徳島市B&G海洋センター
- 徳島市ライフル射撃場
- 徳島県立障害者交流プラザ障害者スポーツセンター
- 徳島市民吉野川運動広場（上吉野町） - 面積は24万m2と、県内の河川敷広場の中で最大。吉野川フェスティバル会場にもなる。
- 徳島市民吉野川北岸運動広場

#### コミュニティセンター
徳島市地区コミュニティセンター条例および徳島市地域コミュニティセンター条例に基づき、徳島市は27のコミュニティセンターを設置している。

### 社寺
- 忌部神社
- 春日神社
- 諏訪神社
- 三島神社
- 八幡神社
- 国瑞彦神社
- 宅宮神社（意富門麻比賣神社）
- 大麻比古神社
- 大御和神社
- 八倉比売神社
- 天佐自能和氣神社
- 雨降神社
- 宇母理比古神社
- 山方比古神社（金山神社）
- 朝立彦神社
- 徳島縣護國神社
- 快神社 - トクシィちゃん・アマエビの御朱印もありバリエーション豊富
- 丈六寺 - 阿波の法隆寺、丈六寺宝物館
- 瑞巌寺 - 瑞厳寺庭園
- 四国八十八箇所
  - 13番札所 - 大栗山大日寺
  - 14番札所 - 盛寿山常楽寺
  - 15番札所 - 薬王山国分寺
  - 16番札所 - 光耀山観音寺
  - 17番札所 - 瑠璃山井戸寺
- 新四国曼荼羅霊場
  - 75番札所 - 如意山地蔵院
  - 77番札所 - 寶珠山萬福寺
  - 78番札所 - 日照山東宗院
  - 79番札所 - 浄榮山東照寺
  - 81番札所 - 中津峰山如意輪寺
  - 82番札所 - 龍光山長谷寺
- 四国三十六不動尊霊場
  - 12番札所 - 大瀧山建治寺
  - 13番札所 - 降魔山密厳寺
- 興源寺 - 徳島藩主蜂須賀家墓所
- 常慶院 - 薬師堂、観音堂などが残る。以前はこの地に持明院があり江戸時代までに建立された薬師堂（本堂に相当）、三重塔、祇園社、仁王門などが残されていたが、1945年の徳島空襲で焼失した。

### 祭事・イベント
- えびす祭り
1月9日から1月11日までの3日間、通町の事代主神社を中心に行われている。
- 蜂須賀まつり
徳島中央公園の鷲の門広場で毎年4月に開催。
- はな・はる・フェスタ
ゴールデンウィーク中、藍場浜公園で開催。
- とくしまマラソン
2008年より毎年4月下旬の日曜日に開催。出場応募開始から1週間で定員を超えるほどの人気ぶりである。主に吉野川の土手の上を走る。
- 徳島ひょうたん島水都祭
7月中旬に藍場浜公園で開催。開催中、舞台の催しや花火大会も行われる。
- 吉野川フェスティバル
7月下旬に徳島市民吉野川運動広場にて行われ、花火大会などが行われる。
- 阿波踊り
1976年以降、毎年8月12日から15日に実施されている[注釈 10]。
当市内のほか徳島県内各地でも開催されているが、当市のものが最も規模が大きいとされる。
開催期間中、当市内の道路や公園には演舞場（藍場浜、南内町、紺屋町、市役所前は有料。元町、新町、両国は無料）が設置されるほか、企業の駐車場を利用した「踊り広場」なども各所に設置される。期間中はのべ130万人の見物客が訪れる[1]。
- ふるさとカーニバル 阿波の狸まつり
11月に藍場浜公園で開催。
- 徳島ジャズストリート
1988年から始まったジャズの祭典。
- とくしまマルシェ
しんまちボードウォークにて毎月最終日曜日に開催されている市場。2010年12月26日に初開催された。
- 徳島びっくり日曜市
毎週日曜日、問屋町の冷田川近くで開催。
- 徳島わくわく日曜市
毎月最後の日曜日の午前中、紺屋町の歩道で開催。約40店舗が、徳島県産の野菜や果物および特産品を格安で販売している。
- SunSunマーケット
毎月日曜日に1度、新町川水際公園で開催。
- マチ★アソビ
徳島市内にスタジオを構えるアニメーション制作会社ufotable主催で行われる、アニメやゲームなどのエンターテインメントが集うイベント。毎年、春と秋の2回開催される。

### 食文化
徳島藩は江戸時代中期より阿波和三盆糖の生産を開始し、薩摩（鹿児島県）、讃岐（香川県）と並ぶ砂糖の一大産地となった。徳島市はその集散地として、全国でも最も早く、大量の砂糖を入手することができたため、阿波ういろなど、江戸時代から続く伝統和菓子が存在する。また、古くから比較的安価に砂糖が得られたことから、庶民の間にも砂糖を使った料理や菓子が広がり、花嫁菓子といった風習も残っている。
銘菓
小男鹿、滝の焼餅、阿波ういろ、阿波和三盆糖、金長まんじゅう

調味料
御膳味噌

食材
大野海苔

郷土料理・B級グルメ
徳島ラーメン、ぼうぜの姿寿司、豆玉、とくしまバーガー、フィッシュカツ

日本酒銘柄
勢玉、御殿桜、蘭玉、旭牡丹、南国一

## スポーツチーム
- 徳島ヴォルティス（日本プロサッカーリーグ） - ホームタウンとして登録。ただしホームゲーム開催スタジアムは鳴門市、練習場は板野町にそれぞれ所在する。
- 徳島インディゴソックス（四国アイランドリーグplus） - ホームゲーム開催は当市内の徳島県営蔵本球場のほか阿南市、鳴門市、三好市に所在する球場と併用する形で試合を行っている。
- 徳島ガンバロウズ（ジャパン・バスケットボールリーグ）
- 徳島野球倶楽部（社会人野球・徳島県野球連盟、日本野球連盟）

## 出身有名人

### 徳島市名誉市民
- 鳥居龍蔵（人類学者・考古学者）
- 原安三郎（日本化薬社長・元日本化学工業協会会長、元政府税制調査会会長）
- 武原はん（上方日本舞踊家 文化功労者）
- 瀬戸内寂聴（小説家・宗教家）
- 多田小餘綾（阿波よしこの）

### 政治・経済

#### 政治
- 蜂須賀斉裕（第13代徳島藩主。江戸幕府第11代将軍徳川家斉の子。幕府の陸軍総裁）
- 蜂須賀茂韶（最後の徳島藩主。文部大臣、東京府知事、貴族院議長を歴任）
- 中島錫胤（徳島藩士。兵庫県・山梨県元知事。貴族院議員）
- 井上高格（徳島藩士。初代徳島県知事。初代徳島市長。元衆議院議員。助任出身。自由民権運動家で市内に「自助社」を結成）
- 一坂俊太郎（元徳島市長。元衆議院議員。自由民権運動家）
- 仙谷由人（元衆議院議員・元内閣官房長官）
- 中谷智司（元民主党参議院議員）
- 吉川沙織（立憲民主党参議院議員）
- 小西洋之（立憲民主党参議院議員）
- 梅林孝次（海軍大尉、戦闘機パイロット）
- 広岡謙二（警察官僚。元石川県知事、元警視総監）
- 山口安憲（元石川県知事）
- 原菊太郎（元徳島県知事、元徳島市長）
- 中西敏二（元東京都議会議長）
- 長尾新九郎（元徳島市長）
- 武市一夫（元徳島市長）
- 山本潤造（元徳島市長、元徳島県議会議員）
- 三木俊治（元徳島市長、阿波製紙元社長）
- 原秀樹（元徳島市長、元徳島県議会議員）
- 内藤佐和子（元徳島市長）

#### 経済
- 海部ハナ（阿波しじらの創案者。現在の阿南市出身。結婚を期に安宅に居住、死去。）
- 金山良治（元西松建設社長）
- 久次米兵次郎（藍商）
- 近藤光（ufotable代表取締役）
- 薩摩治郎八(実業家。「バロン薩摩」の名で知られる。晩年市内に居住、死去。）
- 高木祥吉（元ゆうちょ銀行社長。北前川町出身。）
- 橋本圭一郎（首都高速道路社長、経済同友会副代表幹事）
- 平井康文（楽天グループ副社長・最高情報責任者、楽天コミュニケーションズ社長）
- 美馬儀一郎（実業家）
- 宮本雅史（旧スクウェア創業者）
- 早渕正憲（弁護士、徳島弁護士会会長、日本弁護士連合会常務理事）

### 学界
- 長井長義（薬学者。中常三島町出身。エフェドリンを発見。日本近代薬学の祖）
- 蜂須賀正氏（蜂須賀家当主、侯爵、貴族院議員、探検家、鳥類学者）
- 関寛斎（医学者、徳島藩御典医）
- 林鶴一（数学者）
- 秦謹一（工学者）
- 林鼓浪(郷土史家、阿波踊りの命名者）
- 上田穣（天文学者）
- 遠藤博也（行政学者）
- 寒川賢治（生化学者、国立循環器病センター研究所所長）
- 本田由紀（教育学者）
- 阿部宏史（岡山大学副学長）福島出身。
- 森主一（生物学者）
- 加渡いづみ（経営学者、四国大学短期大学部教授）

### 芸術

#### 美術・工芸
- 伊上凡骨（木版彫刻師）中常三島町出身。
- 猪子寿之（デジタルアート集団「チームラボ」[32]）
- 貫名菘翁（書家）
- 永井博（イラストレーター）
- 野口小蘋（日本画家）
- 野田雄一（ガラス工芸作家）
- 広島晃甫（日本画家）
- 三宅克己（水彩画家）助任出身。

#### 文学
- 乾荘次郎（作家）
- 井上勤（翻訳家）南前川町出身。
- ヴェンセスラウ・デ・モラエス（ポルトガルの外交官、軍人、文筆家）市内に永住。
- 海野十三（作家）幼少期安宅1丁目在住。福島小学校3年迄在籍した。
- 佐野まもる（俳人）
- 篠原央憲（詩人、評論家）
- 鈴木漠（詩人）
- 中野好夫（翻訳家）
- 野上彰（文学者）
- 松永周二（歌人）
- 山口敏太郎（作家、ライター）

#### 写真
- 立木義浩
- 三好和義
- 津田幸好 吉野本町出身。

#### デザイナー
- 新居猛（家具デザイナー）
- 板東孝明（グラフィックデザイナー)

#### 漫画家
- 柴門ふみ：中常三島町出身。
- 竹宮惠子 ：北前川町出身。その後小学3年生から隣接する北島町で育つ。
- 東條仁
- 村生ミオ

### 芸能・マスコミ

#### 音楽
- 南能衛（作曲家）
- 三木稔（作曲家）
- RYOJI.M（作曲家）
- 増田篤志（作曲家）
- ディック・ミネ（歌手）
- 橋本絵莉子（ミュージシャン、チャットモンチーのメンバー）城東中出身。
- 福岡晃子（ミュージシャン、チャットモンチーのメンバー）
- 米津玄師（ミュージシャン）
- 皆谷尚美（ミュージシャン）
- 小泉真也（歌手、エンターテイナー。所属事務所が当市）
- 佐藤タイジ（ミュージシャン）
- 小泉享亮（ミュージシャン）
- チーム娘にゃんドル（アイドル）
- 上野優華（歌手、女優）

#### 芸能
- 哀川翔（俳優）
- 石丸佐知（女優）
- 大塚千弘（女優）
- 木内志奈（元劇団四季女優）吉野本町出身。
- 高津住男（俳優）
- 冨浦智嗣（俳優）
- 山下リオ（女優）
- こやまきみこ（声優）
- 村岡仁美（声優、舞台女優）
- 山下七海（声優）
- 北野うし（女義太夫の太夫。通町出身。北野武の父方の大叔母であり母方の養祖母）
- 田中陽子（元タレント）
- 濵松里緒菜（タレント、歌手、AKB48チーム8の元メンバー。帰国子女で生まれはロサンゼルス）
- 藤田瞳（タレント）
- 梶本貴史（コア、お笑い芸人）
- 中山女子短期大学（お笑い芸人）
- 中山美保（吉本新喜劇で活躍）
- 西木ファビアン勇貫（あわよくば、お笑い芸人）
- 古谷健太（お笑い芸人）
- 武田真理子（モデル）
- 美馬寛子（モデル、2008年ミス・ユニバース・ジャパン優勝者）
- 姓億政明（阿波踊りの写楽踊り。元阿波写楽連会長）中吉野町出身。
- 瀬戸内美八（ダンサー。元宝塚歌劇団星組トップスター。出身は近くの石井町。市内在住)
- 鎌田敏夫（脚本家）
- 江川悦子（特殊メイクアーティスト）

#### 放送・編集
- 小西和人 - 編集者、『週刊釣りサンデー』を創刊、北常三島町出身
- 岩瀬弥永子 - フリーアナウンサー、元四国放送アナウンサー
- 梅津龍太郎 - ラジオパーソナリティー
- 岡本和夫 - 元四国放送アナウンサー
- 島川未有 - 四国放送アナウンサー
- 住友真世 - フリーアナウンサー（元共同テレビジョン所属）、元福島テレビアナウンサー
- 濱知美 - アリティーヴィー副社長、元東日本放送アナウンサー
- 福永裕梨 - 北海道テレビ放送アナウンサー
- 堀菜保子 - 元NHKアナウンサー

### スポーツ
- 川上憲伸（元中日ドラゴンズ投手）
- 武田久（元北海道日本ハムファイターズ投手）
- 寺本四郎（元千葉ロッテマリーンズ投手）
- 林義一（元プロ野球投手・監督）常三島出身。
- 増田大輝（読売ジャイアンツ内野手）
- 増田将馬（くふうハヤテベンチャーズ静岡外野手）
- 新崎人生（プロレスラー）
- アレクサンダー大塚（プロレスラー）
- 源純夏（元水泳選手）
- 福岡春菜（卓球選手）
- 澤崎凌大（サッカー選手）
- 西大輔（サッカー選手、デフリンピック日本代表）
- 平井将生（サッカー選手）
- 丸岡満（サッカー選手）
- 城福浩（サッカー指導者）
- 拳王（プロレスラー）
- 富原忠夫（元競輪選手、元日本競輪選手会理事長、元日本自転車競技連盟会長）
- 小倉竜二（競輪選手）
- 堀奈津佳（プロゴルファー）
- 堀琴音（プロゴルファー）
- ノブ・ハヤシ（キックボクサー）
- 森林啓斗（ラグビー選手）

### 徳島市にゆかりのある人
- 板東英二（タレント、元プロ野球投手） - 徳島県立徳島商業高等学校卒。
- 佐々木健一（元プロ野球投手） - 徳島県立徳島商業高等学校卒。
- 井上裕衣（名古屋テレビ放送記者、元アナウンサー） - 徳島文理中学校・高等学校卒。
- 遠藤彰良（現徳島市長、元四国放送アナウンサー） - 徳島市在住。
- 北野大（化学者）・北野武（映画監督） - 義祖母の北野うしが現在の徳島市出身。
- 松友美佐紀（バドミントン選手） - 徳島市徳島中学校卒。
- キューティー鈴木 (元女子プロレスラー)  - デビュー戦が徳島市立体育館。

## 徳島市を舞台とした作品
小説・漫画・アニメ
- 死線を越えて（1920年）- 賀川豊彦作。
- オヨネとコハル（1923年）- モラエス作。
- 鳴門秘帖（1926年）- 吉川英治の代表作の一つであり、繰り返し映画化された。
- 多甚古村（1939年）- 井伏鱒二作。沖洲村（現在の沖洲地区）にあった駐在所が舞台の作品。
- 人形師天狗屋久吉（1942年）- 宇野千代作。
- 夏の終わり（1963年）- 瀬戸内晴美の自伝的小説。
- お登勢- 船山馨作。
- 阿波踊り殺人事件 - 和久峻三作。
- 藍色回廊殺人事件 - 内田康夫作。
- 恋と復讐の徳島線 - 西村京太郎作。
- 無名剣、走る - 西村京太郎作。
- 眉山-さだまさし作。2007年に映画、2008年ドラマ化。
- バルトの楽園 - 古田求作。
- 吉野北高校図書委員会  -山本渚作。
- 孤愁 サウダーデ （2012年）-新田次郎、藤原正彦共著。ヴェンセスラウ・デ・モラエスを扱った小説。

映画
- 阿波の踊り子（1941年）：長谷川一夫主演。徳住橋周辺など、市内各地でロケが行われた。中徳島河畔緑地に記念碑が建つ。
- 阿波おどり 鳴門の海賊（1957年）：『阿波の踊り子』のフルリメイク版。
- 鳴門秘帖（1961年）：鶴田浩二主演。続編として『鳴門秘帖 完結編』も制作された。
- 証人の椅子（1965年）：主演・奈良岡朋子。原作：開高健「片隅の迷路」監督：山本薩夫　この年のブルーリボン賞、監督賞を受賞している。
- 眉山（2007年）：松嶋菜々子主演。阿波踊り会場を中心に大規模なロケが行われた。新町川水際公園に記念モニュメントが建つ。

ドラマ
- なっちゃんの写真館（1980年）-NHKの連続テレビ小説。仲之町の立木写真館がモデル。
- お登勢（2001年）- 市内でロケが行われた。
- ウェルかめ（2009年）- 市内でロケが行われた。

音楽
- 阿波よしこの囃子 - 石原詢子の楽曲。